# Confederate States Navy

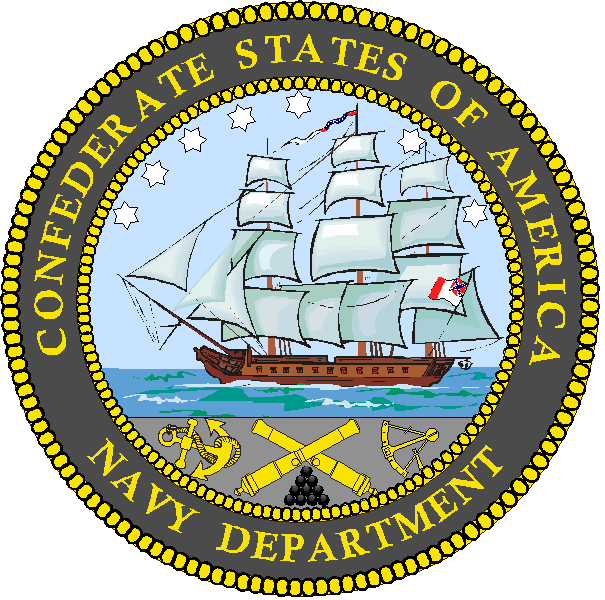
Siegel des Marineministeriums

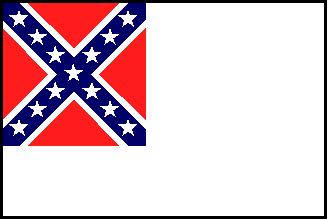
Flagge der Konföderierten Staaten ab 1863, die letzte Gösch (Navy Jack) der Konföderierten Staaten erlangte als Symbol für die Sezession über ihre ursprüngliche Verwendung hinaus eine mit der Flagge gleichrangige Bedeutung.

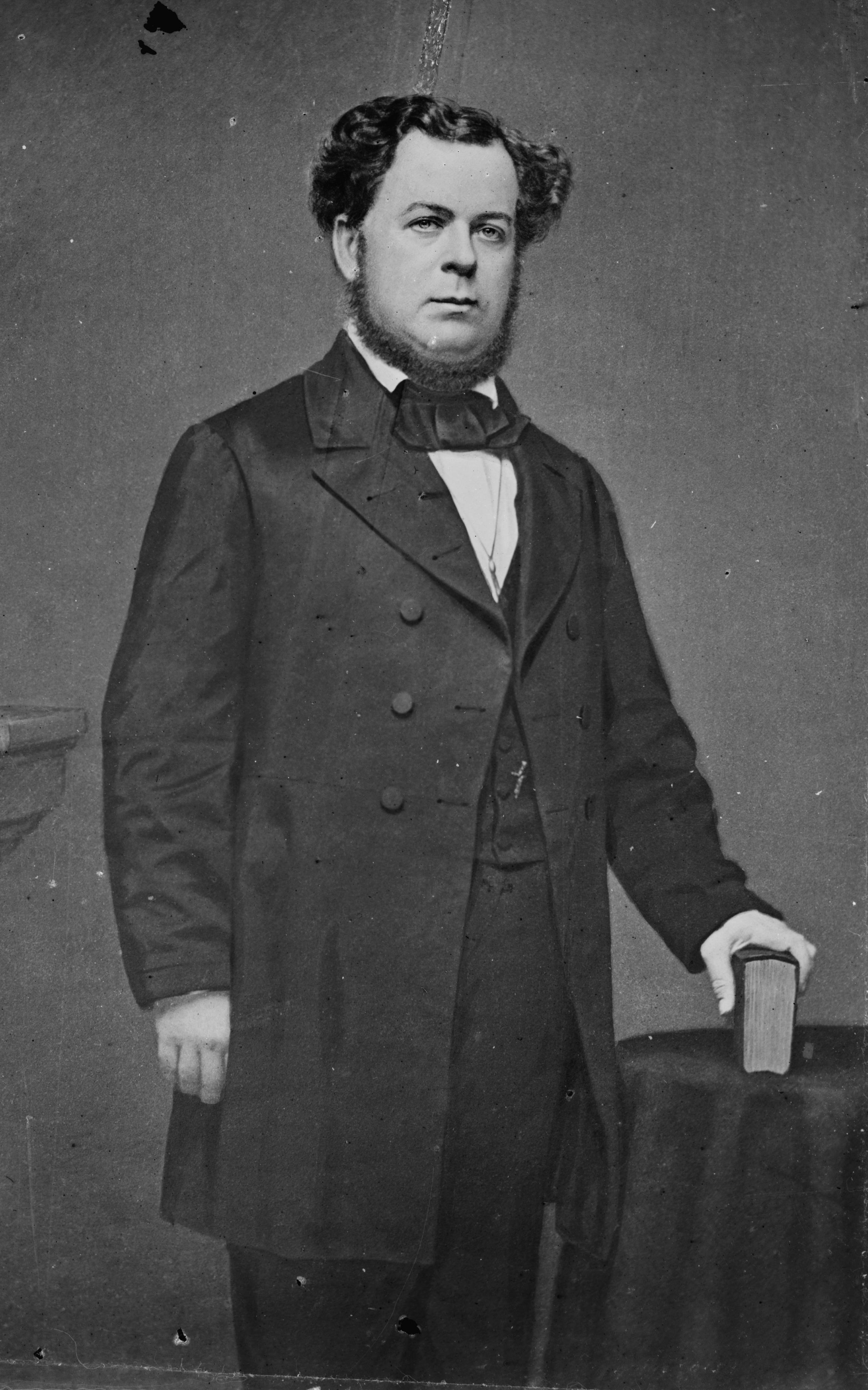
Stephen Russell Mallory, Konföderierter Marineminister (Confederate States Secretary of the Navy), 1861–1865

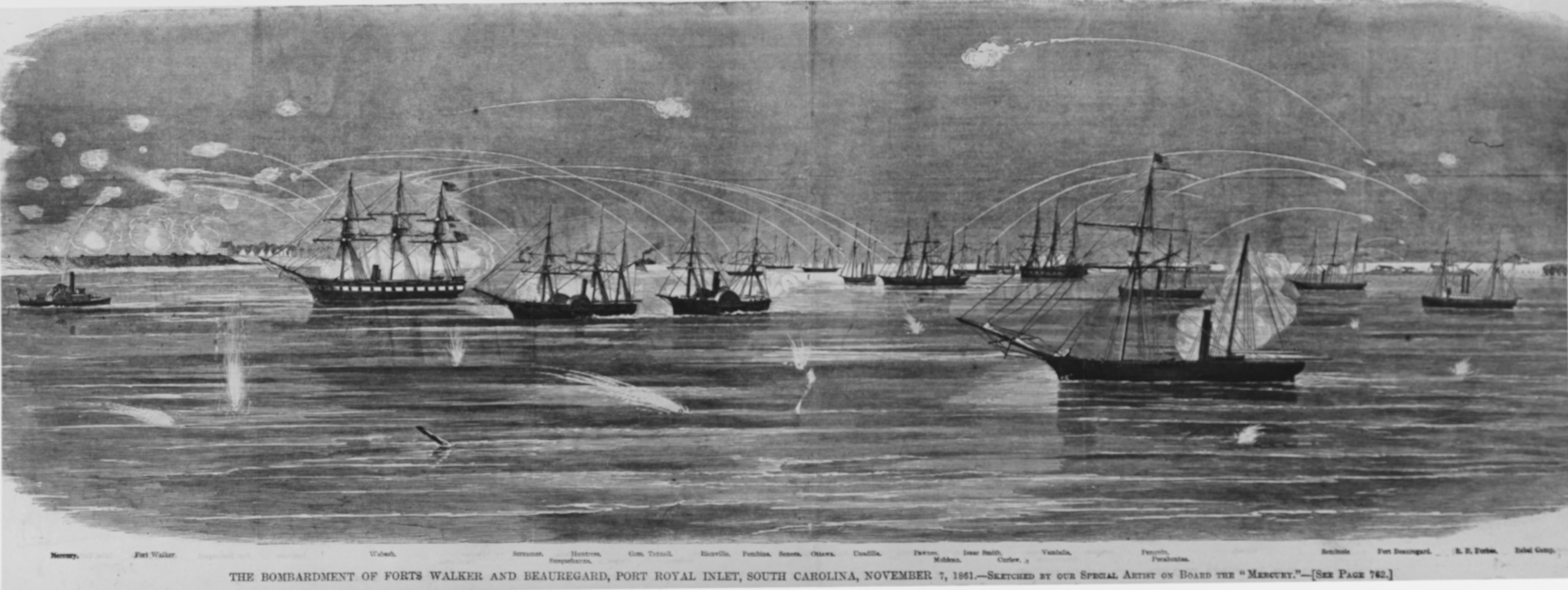
Beschuss von Port Royal durch die US-Marine (1861)

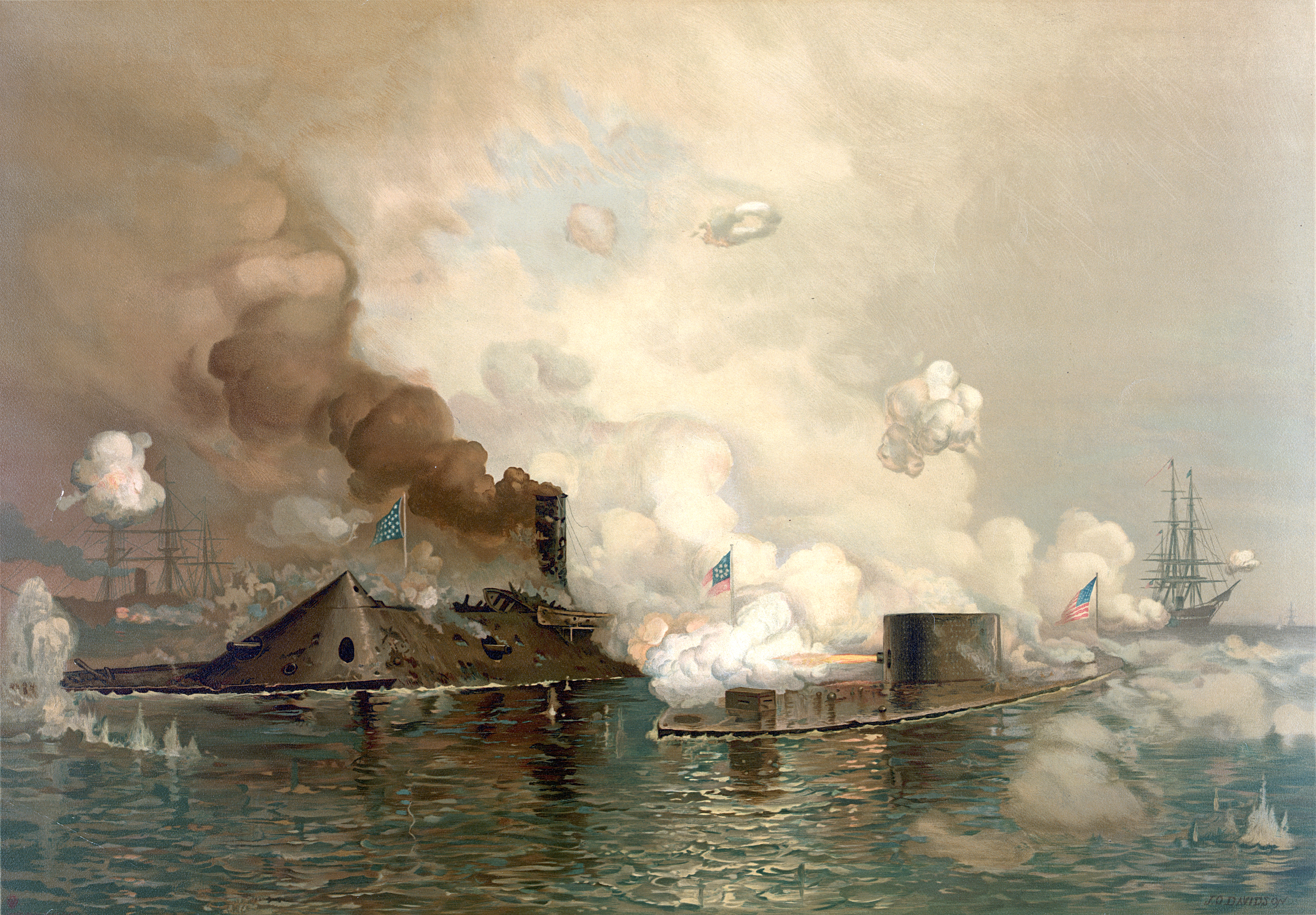
Gefecht der Monitor mit der Virginia in den Hampton Roads, nach dem ergebnislosen Kampf wurde dennoch die Produktion der Monitore beschleunigt. Bis zum Jahresende schützte eine ganze Flotte dieser Schiffe die US-Blockadegeschwader vor der Südküste und setzte die Konföderierten bei der Verteidigung ihrer Häfen und Flussmündungen unter großen Druck (1862)

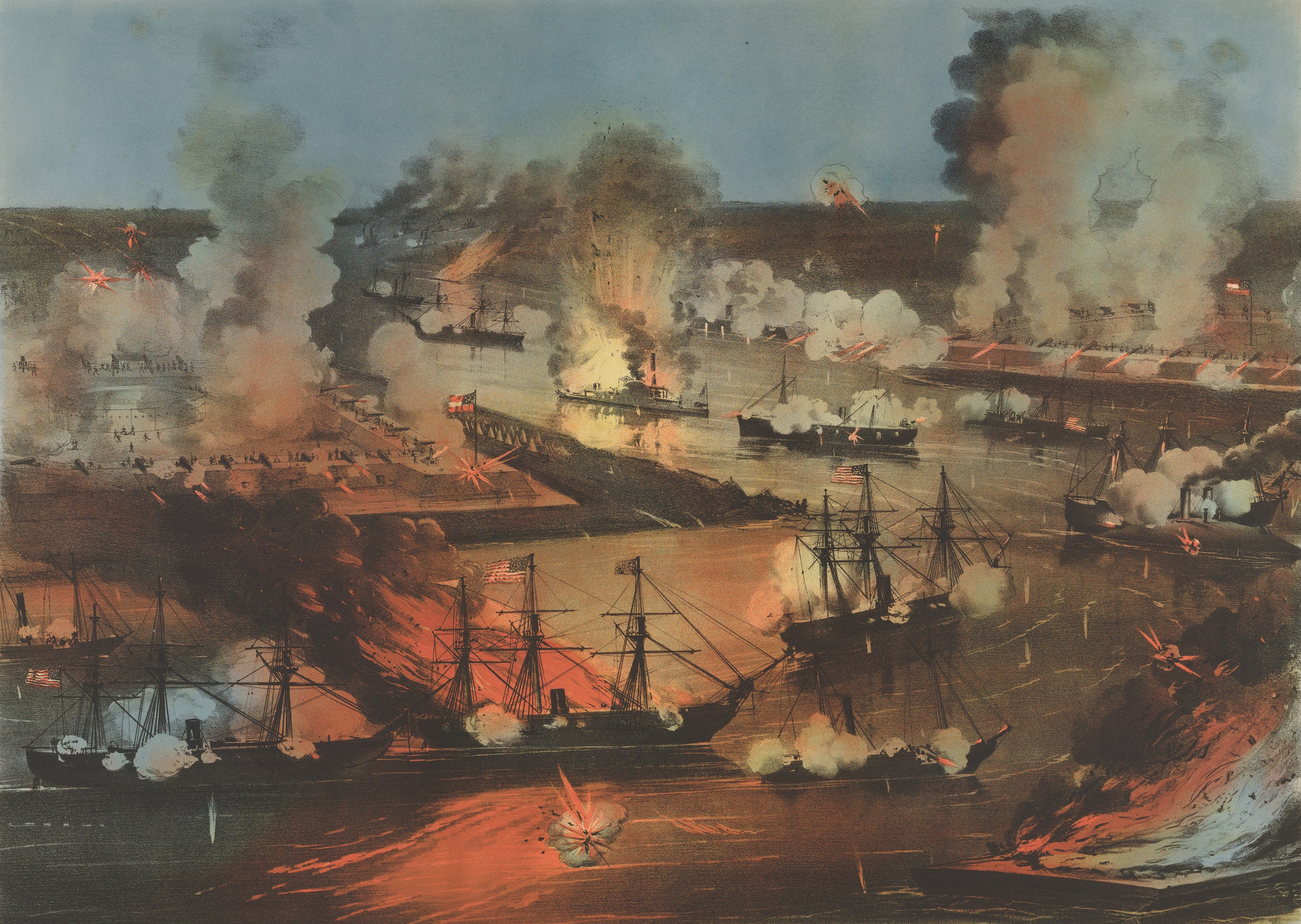
Durchbruch der US-Flotte bei New Orleans (1862)

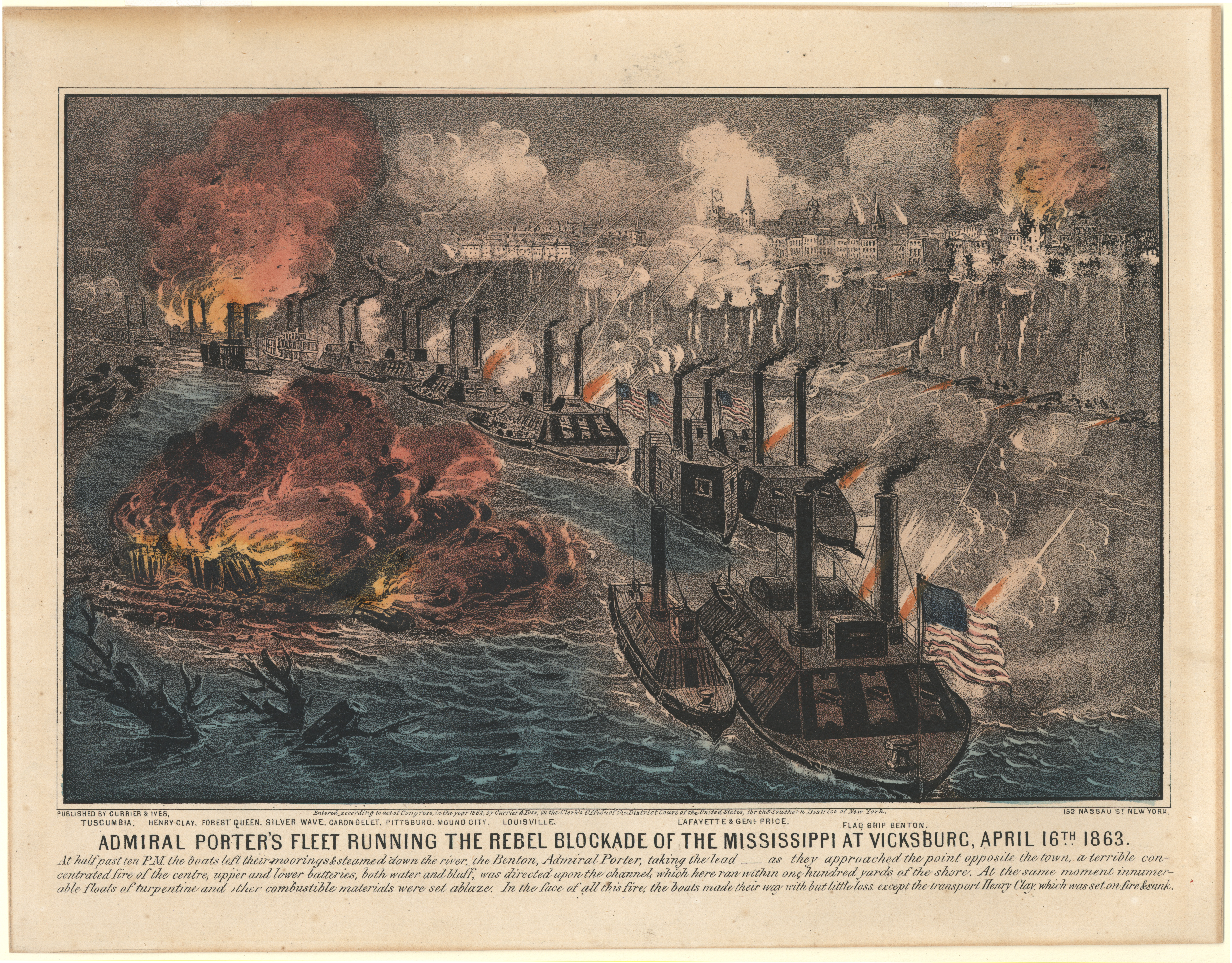
Kanonade des Mississippi-Geschwaders der Union bei Vicksburg (1863)

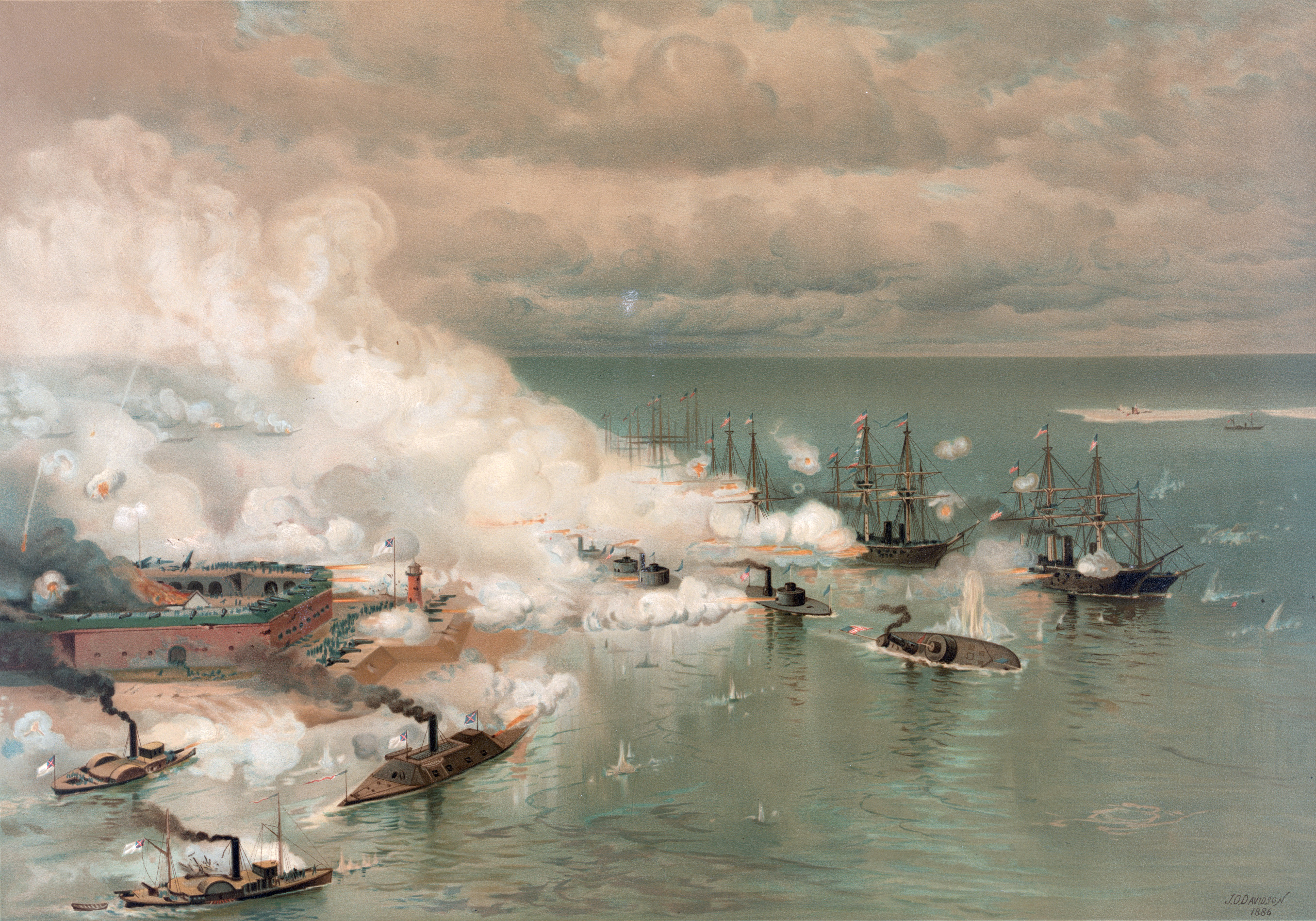
Die Schlacht in der Mobile Bay, im Vordergrund links ist das Flaggschiff Admiral Buchanans, die Tennessee, zu sehen, rechts die sinkende Tecumseh (1864)

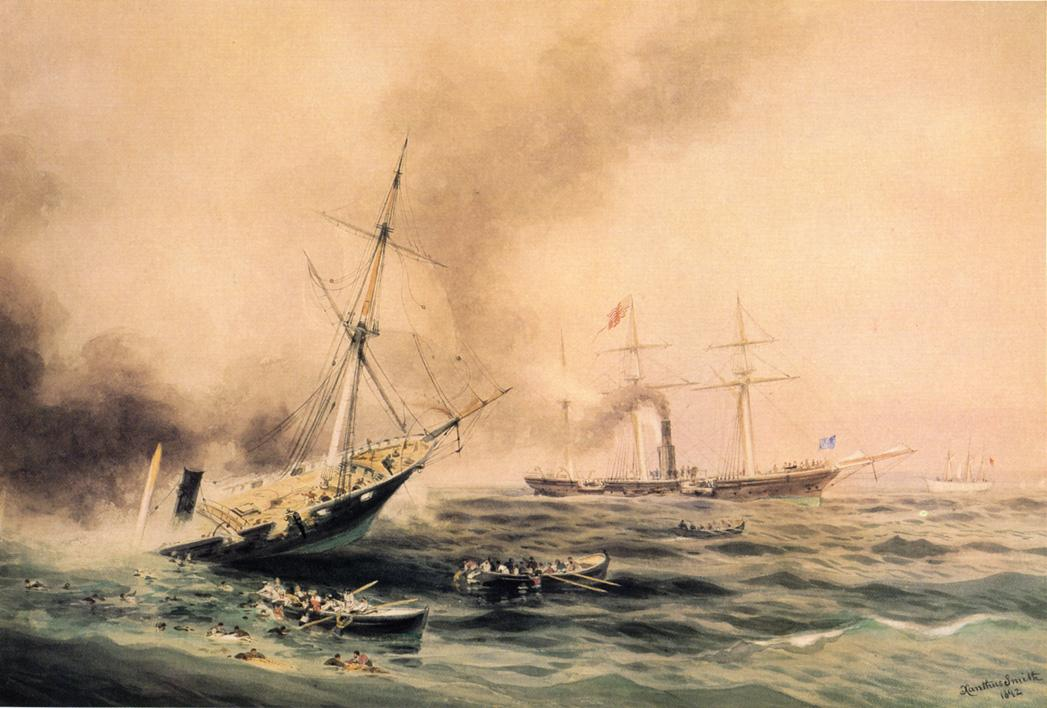
Versenkung der Alabama vor Cherbourg (1864)

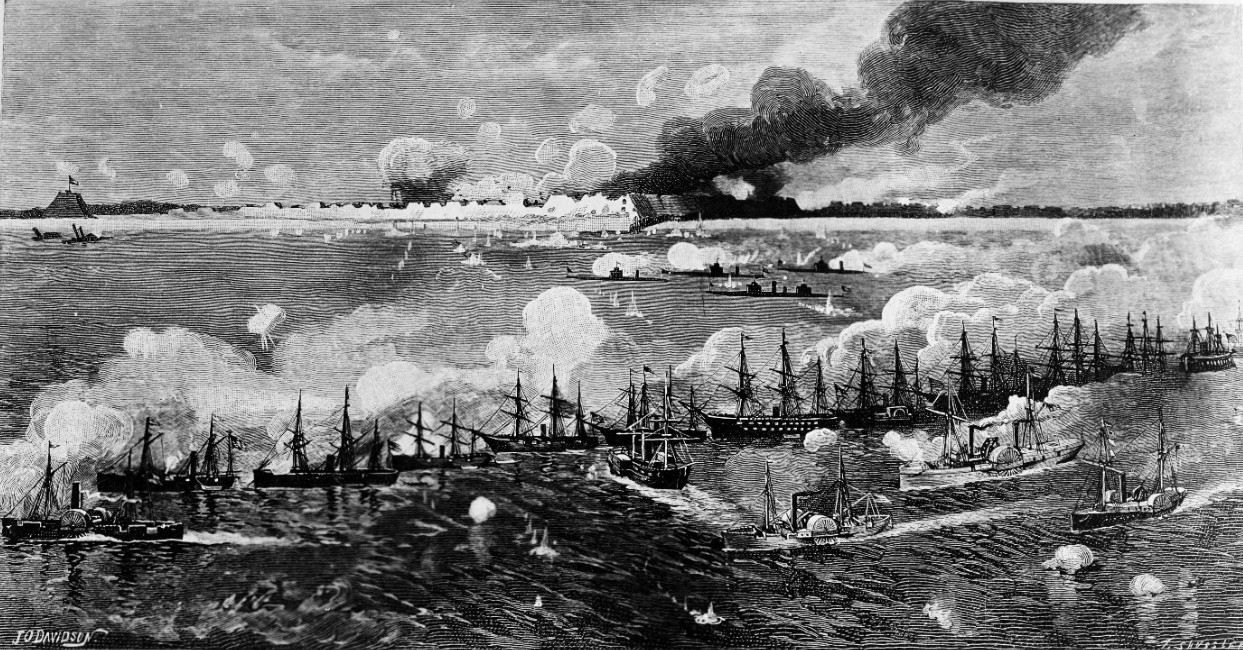
US-Schiffe des Nordatlantik Blockadegeschwaders beim Vorbereitungsfeuer für den Angriff auf Wilmington/Fort Fisher (1865)

Die Confederate States Navy (CSN) stellte während des Sezessionskrieges (1861 bis 1865) die Marinestreitkräfte der Konföderierten Staaten von Amerika.
Schon kurz nach Konsolidierung der neuen Staatengemeinschaft richtete man ein Marineministerium ein und stellte eigene Seestreitkräfte und ein Korps Marinesoldaten (CSMC) auf. Damit wollte man die Häfen und Küsten vor Angriffen der Unionsmarine sichern und ihre wirksamste Waffe, die Küstenblockade, nach und nach neutralisieren. Die nord- und südatlantischen US-Blockadegeschwader sollten maßgeblich zum Sieg der Union im Bürgerkrieg beitragen. Von Anfang an war der Süden aber durch Materialmangel, viel zu geringen Industriekapazitäten und geeigneten Tiefwasserhäfen in seinen maritimen Möglichkeiten stark eingeschränkt. Dennoch gelang es den Konföderierten bemerkenswert rasch, eine für die damalige Zeit äußerst innovative Marine aufzubauen. Das Oberkommando kam zu dem Schluss, dass Panzerschiffe ihren Bedürfnissen am besten entsprechen würden. Aufgrund der begrenzten Schiffbaukapazität hielt man es für wirksamer, einige schwer gepanzerte Kriegsschiffe zu bauen, um damit die zahlenmäßig weit überlegene Unionsflotte effektiver bekämpfen zu können. Man verhinderte damit in einigen Fällen die Kontrolle des Vorfeldes der großen Häfen durch die Unionsflotte und zwang sie, oft weit draußen vor der Küste zu ankern. Diese Verteidigungsstrategie der CSN ermöglichte es die wichtigsten Nachschubwege unter großen Mühen bis 1865 offen zu halten.
Konföderierte Kaperschiffe schädigten die Handelsschifffahrt des Nordens massiv und banden US-Kriegsschiffe, die ansonsten die Küstenblockade hätten verstärken können. Es gelang dem Süden dennoch nicht große Tonnagen seiner Baumwolle zu exportieren oder genügend Waffen und Rohstoffe herbeischaffen, um den Krieg zu Gunsten der Sezessionisten zu wenden. Auch achtbare Einzelerfolge des CSMC und der Marine konnten die engmaschige Kontrolle der Union über die küstennahen Gewässer und der großen Flüsse nicht verhindern oder auch nur ernsthaft zu gefährden. Während des Krieges stieg die US-Navy zur zweitgrößten Kriegsflotte der damaligen Welt auf - die CSN konnte dagegen nur ein Fünftel (und ein Zehntel an Geschützen) davon aufbieten. Marine und Marineinfanterie wurden nach der vernichtenden Niederlage der Konföderation im April 1865 aufgelöst.
Der Amerikanische Bürgerkrieg brachte mehrere neue Waffen und Schiffstypen hervor, darunter U-Boote, Torpedo-/Minenleger, Seeminen und dem dampfbetriebenen Panzerschiff mit drehbaren Geschützturm, auch wenn diese noch unausgereift und teils im Einsatz für ihre Besatzungen lebensgefährlich waren. Mitte des 19. Jahrhunderts erforderten zudem die Weiterentwicklung der Dampfantriebe und die Entwicklung großkalibriger gezogener Kanonen zwingend eine metallene Rumpfpanzerung. Ihr Einsatz demonstrierte deutlich die Überlegenheit gepanzerter Schiffe im Kampf und revolutionierte die Seekriegsführung.

## Einsatz im Bürgerkrieg
Abraham Lincolns Wahlsieg am 6. November 1860 verstärkte die Sicherheitsprobleme der Südstaaten, denn der neue Präsident verfolgte nach ihrer Sezession eine Politik der Wiederbesetzung und des Haltens der Küstenforts im Süden. Da der Zugang zu den wichtigsten davon der Wasserweg war, musste man umgehend eine maritime Verteidigungsstreitmacht aufstellen. Nach Ausbruch des Bürgerkrieges war keiner der Kontrahenten auf einen Seekrieg vorbereitet, Von den 90 Schiffen der US-Navy waren 48 nicht einsatzbereit, 28 befanden sich in Übersee und waren mit dem Geleitschutz von Handelsschiffen und der Piratenbekämpfung beschäftigt. Dennoch rechnete das US-Flottenkommando mit einem schnellen Sieg, die Entwicklung einer längerfristigen Strategie hielt man für nicht notwendig. Die Mahnungen vom US-Oberbefehlshaber General Winfield Scott wurden in den Wind geschlagen, der einen langen und verlustreichen Krieg prophezeite. US-Präsident Abraham Lincoln verhängte daher über die Sezessionsstaaten eine umfassende Wirtschaftsblockade (Anakonda-Plan). Sie sollte jeglichen Außenhandel abschnüren, den Waffen- und Maschinenimport aus Europa unterbinden und vor allem den Export des wichtigsten Handelsgutes der Konföderation, der Baumwolle, verhindern.
Die größte Aufmerksamkeit der Unionsmarine richtete sich daher auf die Blockadebrecher, die für die Konföderierten Staaten Waffen, Munition und lebenswichtige Güter beschafften, um ihre Armeen schlagkräftiger zu machen und zu befähigen, weitere prestigeträchtige Siege zu erringen. Sie waren für Richmond so lange von Bedeutung, bis man den Ausstoß der eigenen kriegswichtigen Produktionsanlagen und Ressourcenbeschaffung auf ein höheres Niveau bringen konnte. Während der Landkrieg immer heftiger tobte, rüsteten man einige schnelle Segler und Dampfer als Kaperfahrer (cruisers) und Blockadebrecher (blockade runner) aus, um damit Handelsschiffe der Union aufzubringen, und hatten damit auch einigen Erfolg, obwohl es dadurch nie gelang, die Abschnürung der Seeblockade spürbar zu lockern. Diese – größtenteils in England und Schottland ausgerüsteten – Kaperschiffe sorgten jedoch bald für ernste diplomatische Spannungen zwischen der Union und Großbritannien und führte dazu, dass London mehrere Schiffe beschlagnahmte, die in britischen Werften für die Konföderation auf Kiel gelegt worden waren. Eine Handvoll Schiffe mit ein paar hundert Männern, von denen die meisten nicht einmal aus dem Süden stammten, gelang es dennoch, einige hundert Handels-, Fischerei- und Walfangschiffe der Union sowie deren Ladungen im Wert von mehreren Millionen Dollar zu kapern oder zu versenken. Trotz dieser Verluste war die Wirtschaft im Norden stark genug auch diese Verluste zu kompensieren. Die dadurch entstandenen Kosten waren am Ende für die Konföderation – gemessen an den ihm zur Verfügung stehenden Ressourcen – viel zu hoch. Trotz der Interventionen vieler einflussreicher Schiffseigner, die forderten, dass die Kaperkapitäne um jeden Preis gejagt und unschädlich gemacht werden sollten, weigerte sich US-Marineminister Gideon Welles entschieden dafür seine Blockadeflotte zu schwächen. Wenn er und seine Berater ihre Strategie geändert hätten, hätte dies für die Konföderation wohl die so dringend benötigte Erleichterung von der immer enger werdenden wirtschaftlichen Abschnürung bringen können. Dennoch verbrachten einige US-Kriegsschiffe mehrere Monate damit, die CS-Kaperschiffe über alle Weltmeere zu jagen.

### 1861
Die Mehrheit des Flottenpersonals blieb der Union treu, dadurch war die Konföderation amphibischen Angriffen nahezu schutzlos ausgeliefert. Praktisch überall an ihren Küsten konnte die Union früher oder später nahezu ungehindert eine Invasionsarmee an Land setzen. Diese zusätzliche Bedrohung von See her trug wesentlich dazu bei, die ohnehin schon weit unterlegenen Kräfte des Südens noch weiter zu zersplittern. Um dem entgegenzuwirken, musste Richmond praktisch aus dem Nichts eine eigene Marine aufbauen, die der der Vereinigten Staaten wenigstens ansatzweise Paroli bieten konnte. Die Voraussetzungen dafür waren jedoch äußerst ungünstig, da die Wirtschaft der Konföderation quantitativ und qualitativ nicht mit den Nordstaaten mithalten konnten. Am 14. April 1861 erschien die USS Sabine vor der Marinebasis Pensacola (Florida) und setzte damit eine Seeblockade in Gang, wie sie noch nie zuvor versucht worden war – bald erstreckte sie sich entlang der gesamten Südküste und wurde zu einer der effektivsten Kriegsmaßnahmen des Nordens. Der Überwachungsraum war jedoch über 5.600 km lang und die Hochseeflotte der Union ("blue water marine") hatte dafür weniger als 40 einsatzfähige Schiffe zur Verfügung. Sie benötigte längerfristig auch eine Flusskampfflotte („brown water marine“) aus Kanonenbooten, um die Kampagnen der Landarmeen am Mississippi und in Nord-Virginia zu unterstützen.
Die Konföderierten Staaten verfügten über noch weniger maritime Ressourcen: eine Handvoll Werften, eine kleine Handelsflotte, aber keine vollwertigen Kriegsschiffe. Im von der Landwirtschaft geprägten Süden spielten Schiffsbau und Seehandel nur eine geringe Rolle. Von den rund 11.000 amerikanischen Schiffen, die zwischen Juli 1860 und Juni 1861 aus US-Häfen ausliefen, kamen insgesamt 819 aus südlichen Häfen. Zudem lebten dort nur wenige qualifizierte Mechaniker und Seeleute, bis 1861 wurden in den Werften nur sieben Dampfkriegsschiffe gebaut, von den dazugehörigen Antriebsmaschinen nur zwei. Es gab aber zwei größere Marinewerften, eine in Pensacola (Florida), die andere in Norfolk (Virginia). Im Süden standen zwar auch drei größere Eisenwalzwerke, von denen aber nur eines, die Tredegar Iron Works in Richmond, für das Walzen schwerer Stahlplatten ausgerüstet war; und es existierten keine Maschinenbaubetriebe, die einen hohen Verarbeitungsstandard vorweisen konnten. Reichlich verfügbar war nur Holz, alle anderen Rohstoffe, einschließlich Eisenerz, musste importiert werden. Bis zum Februar 1861 konnte die CS-Marine dreißig Schiffe in den Dienst stellen, von diesen waren aber nur vierzehn seetüchtig (demgegenüber verfügte die Unionsmarine schon über 90 Schiffe, darunter Fregatten und Dreidecker). Außerdem beschränkte der Mangel an Industriebetrieben und Ressourcen die Zahl der Schiffe, die umgebaut oder neu auf Kiel gelegt werden konnten. Durch Innovationen und großen persönlichen Einsatz des Marinepersonals stieg diese Zahl noch auf 101 Schiffe, während die Unionsmarine im gleichen Zeitraum aber auf über 500 Einheiten anwuchs.
CS-Marineminister Mallories Budget betrug anfangs nur magere 17.300 Dollar, welches sich aber nach achtzehn Monaten auf rund 14.700.000 Dollar erhöhte. Er setzte seine Untergebenen in Positionen ein, die ihren Fähigkeiten förderlich waren und wo sie ihr Potenzial maximieren konnten. Bei der neuen, hastig zusammengestellten Flotte handelte es sich hauptsächlich um Schiffe, die entweder in den Häfen der Konföderation beschlagnahmt oder von der Union erbeutet worden waren. Mallory ließ zusätzlich hierzu geeignete Handelsschiffe bewaffnen und gab den wichtigsten Kampfauftrag für die Navy aus: Angriff auf die Handelsschifffahrt der Yankees mit allen Mitteln. Auch im Norden begann man umgehend mit dem Bau Dutzender neuer Kriegsschiffe und kaufte zusätzlich Hunderte von Handelsschiffen auf, bestückte sie mit Kanonen und setzte sie als Blockadewächter ein. So entstand ein recht buntes Sammelsurium an Seefahrzeugen, das von ausgedienten Frachtseglern bis zu ehemaligen New Yorker Hafenfähren reichte, Kritiker nannten sie spöttisch Welles’ „soapbox navy“.
Die Blockadegeschwader der Union benötigten aber nicht nur mehr Schiffe, sondern auch ständige Marinebasen im Feindesland, von denen aus sie gefahrlos operieren konnten. Im Sommer und Herbst 1861 startete Generalmajor John E. Wool eine Reihe von amphibischen Angriffen auf kleinere Forts und Hafenstädte wie Clark, Hatteras (North Carolina) und Port Royal (South Carolina), die in den Zeitungen des Nordens als „Piratennester“ bezeichnet wurden. Da sie nur schwach verteidigt wurden, fielen sie rasch in die Hände der Union, die sie fortan als Stützpunkte für die Bekämpfung von Blockadebrechern nutzen konnte. Für den Norden war es der erste größere Erfolg seit der blamablen Niederlage bei Bull Run. Seine moralische Wirkung war von größter Bedeutung, denn es gab Anzeichen dafür, dass die Konföderation in ihren Bemühungen, eine Marine aufzubauen und ihre Truppen zu bewaffnen, unerwartet rasche Fortschritte machte. Der US-Konsul in London berichtete nach Washington, dass die Agenten des Südens, die anscheinend über mehr Mittel als je zuvor verfügten, alles an Schiffen und Kriegsmaterial einkauften, was auf dem Markt verfügbar war. Er enthüllte auch, dass die Bermuda von England aus mit einer Millionen-Dollar-Fracht, bestehend aus Kanonen, Gewehren, Pulver, Kugeln und noch anderer Munition, mit Ziel Savannah (Georgia) ausgelaufen war. Auch wenn die Seeblockade nie lückenlos war, wuchs sie sich bis Ende 1862 zum größten Hindernis für einen reibungslosen Außenhandel der Konföderation aus.

### 1862
Die ersten Panzerschiffe tauchten in Europa schon in den 1850er Jahren auf, amerikanische Kriegsschiffe wurden hingegen immer noch überwiegend aus Holz gebaut. Auch das erste Panzerschiff der Konföderierten war ursprünglich eine hölzerne Fregatte (sloop-of-war), die Merrimack. Sie wurde von den Südstaatlern erbeutet, als sie die Marinebasis in Norfolk, Virginia, besetzten, sie nach dem Umbau zum Panzerschiff als Virginia unter dem Kommando von Kapitän Franklin Buchanan in ihren Dienst stellte und mit ihr die North Atlantic Blocading Squadron attackierte. Die Union konterte diese Herausforderung umgehend mit einem eigenen, revolutionären Panzerschiff, der Monitor. Diese „tin can on a raft“ traf im März 1862 in den Hampton Roads auf die Virginia. Das dreistündige Seegefecht – mehrmals mit Beschuss aus nächster Nähe – war weltweit das erste, das zwischen solchen Schiffen ausgetragen wurde. Es endete in einem Unentschieden, da die Monitor nicht mit Vollkugeln ausgerüstet war und nicht die richtige Menge an Schießpulver verwendete, aber die bloße Existenz der Virginia schreckte – für kurze Zeit – die Unionsmarine von Aktivitäten in dieser Region ab. Hölzerne Kriegsschiffe – und damit praktisch alle Kriegsflotten von Rang – galten danach mit einem Schlag als veraltet. Die Werften beider Kriegsparteien begannen daher die Produktion von weiteren Panzerschiffen energisch voranzutreiben. Um den enormen industriellen und technischen Ressourcen der Union etwas entgegenzusetzen zu können, konstruierte man im Süden zudem neue, revolutionäre Tauchboote. Diese und neu entwickelte Seeminen trugen dazu bei, der Konföderation – zeitweise – einen kleinen Vorteil im Kampf gegen die Seeblockade zu verschaffen.
Auch die Kampfhandlungen auf Flüssen spielten in diesem Konflikt eine entscheidende Rolle – beide Seiten nutzten sie als Versorgungsrouten, für den raschen Transport von Truppen und Nachschub und zur Bombardierung feindlicher Stellungen.  Vor allem der westliche Kriegsschauplatz war durch den Kampf um den Mississippi geprägt, da seine Kontrolle einen wesentlichen Faktor für den Ausgang des Krieges darstellte. Anfang 1862 leitete die Union seine Operationen zur Spaltung der Konföderation entlang des Mississippi ein. Eine Flottille Kanonenboote unterstützte die Armee unter General Ulysses S. Grant auf ihrem Eroberungszug von Illinois den Mississippi hinab bis tief ins Herz des Südens. Grants Armee, Kanonenboote und Monitoren bombardierten im Februar 1862 wichtige Stützpunkte der Konföderierten wie die Forts Henry und Donelson in Tennessee. Im April 1862 erschien ein US-Geschwader, bestehend aus 24 Kriegsschiffen und 19 Bombarden, unter Admiral David Glasgow Farragut sowie eine 15.000 Mann starke Armee unter General Benjamin Butler vor der Stadt New Orleans (Louisiana). Farragut hatte die Absicht, an der Stadt vorbei nordwärts den Mississippi hinauf vorzustoßen. Im April 1862 kämpfte sich sein Geschwader an den stark befestigten Küstenforts St. Philipp und Jackson vorbei, vernichteten die dort stationierte Kanonenbootflottille der CSN und zwang New Orleans zur Kapitulation. Kurze Zeit später wurde auch Baton Rouge (Louisiana) besetzt, Vicksburg einzunehmen gelang nicht mehr. In den folgenden Monaten brachte Farraguts Flotte den südlichen Mississippi bis hinauf nach Natchez unter seine Kontrolle.

### 1863
Im Juli 1863, nach einer Reihe von Feldzügen gegen Festungen und Flottillen der Konföderierten, vereinigten sich während des Zweiten Vicksburg-Feldzugs die Unionsstreitkräfte unter Admiral David Porter und General Grant bei Vicksburg, durchbrachen die konföderierten Verteidigungslinien und trennten alle Territorien westlich des Mississippi vom Rest der Konföderation ab. 1863 belagerte die Unionsmarine Charleston (South Carolina), doch dessen Garnison war darauf gut vorbereitet – man hatte zwei Jahre Zeit gehabt, um Geschützbatterien, Unterwasserhindernisse und Minen optimal zu positionieren – wodurch die Einnahme der für den Süden so symbolträchtigen Hafenstadt zunächst scheiterte. Sie fiel erst, als sie nahezu vollständig zerstört und der Krieg schon fast zu Ende war. Nach diesem Debakel wurden zwei andere wichtige Stützpunkte der CSN ins Visier genommen: Mobile (Alabama) und Wilmington (North Carolina), das letzte offene Tor der CSA zum Atlantik.

### 1864
Die wichtige Marinebasis Mobile (Alabama) wurde durch zwei Küstenforts verteidigt, die am 5. August 1864 von Admiral Farraguts Kanonen sturmreif geschossen wurden. Der ranghöchste Offizier der CSN, Admiral Franklin Buchanan, hatte das Kommando über die in der Mobile Bay stationierten Wachschiffe der Konföderierten. Während der Schlacht wurde Buchanan an Bord der Tennessee schwer verwundet und gefangen genommen. Im Januar 1865 griff die größte jemals von der Union zusammengezogene Flotte Fort Fisher an – die Schlüsselstellung in Wilmingtons Verteidigung – und nahm die Festung ein. Ihr Verlust beraubte General Robert E. Lees Nord-Virginia-Armee seiner wichtigsten Versorgungsdepots und trug damit zu einer rascheren Beendigung des Krieges bei.

### 1865
Etwa eintausend Kadetten der Marineakademie, Seeleute und Marineinfanteristen beteiligten sich bis zum April 1865 an der Verteidigung von Richmond (Virginia). Im Zuge der Evakuierung verließen drei Marschkolonnen die fast vollkommen zerstörte Hauptstadt, die Kadetten, Marines und die Männer von Admiral Raphael Semmes Naval Brigade flüchteten mit dem Zug nach Danville (Virginia), die dritte Kolonne unter Captain John R. Tucker (Überlebende der ursprünglich in Savannah, Charleston und Wilmington stationierten Flottillen) setzte sich zu Fuß ab, schloss sich General Robert E. Lees Rückzug an und nahm noch an der Schlacht von Sailor's Creek am 6. April 1865 teil, bevor sie bei Appomattox Court House vor General Ulyssis S. Grant's Truppen kapitulierte. Nachdem er im Mai 1865 North Carolina erreicht hatte, ergab sich auch Admiral Semmes Brigade, zusammen mit General Joseph Johnston's Army of the Tennessee. Das letzte noch aktive Kriegsschiff der konföderierten Staaten, die Shenandoah, kreuzte nach dem Waffenstillstand im Pazifik. Ihre Mannschaft erfuhr erst am 2. August 1865, vier Monate nach der Kapitulation der konföderierten Armeen von der offiziellen Einstellung der Kampfhandlungen, sie strichen daher am 6. November 1865 im englischen Liverpool ihre Flagge und ergaben sich den britischen Behörden. Erst mit diesem Kapitulationsakt ging der Bürgerkrieg endgültig zu Ende. Zu diesem Zeitpunkt bestand die Unionsmarine aus 700 Schiffen auf denen 50.000 Mann dienten, sie war damit, nach der Royal Navy, innerhalb kurzer Zeit zur zweitgrößten Kriegsflotte der Welt aufgestiegen.
Zusammenfassend kann gesagt werden, dass ein Großteil der konföderierten Kriegsschiffe entweder von ihren eigenen Mannschaften in aussichtsloser Lage versenkt wurden, sie von vorneherein kampfuntauglich waren oder nie vollständig fertiggestellt werden konnten. Der Historiker Raimondo Luraghi kommt dennoch zu dem Schluss, dass es der konföderierten Marine, trotz aller Schwierigkeiten, gelang, vier Jahre lang den Armeen der Südstaaten den Rücken freizuhalten und sie wesentlich dazu beigetragen hat, die Kontrolle über die wichtigsten Hafenstädte zu behalten, durch die bis zum Ende lebenswichtige Versorgungsgüter eingeschleust werden konnten.

## Seekriegsführung

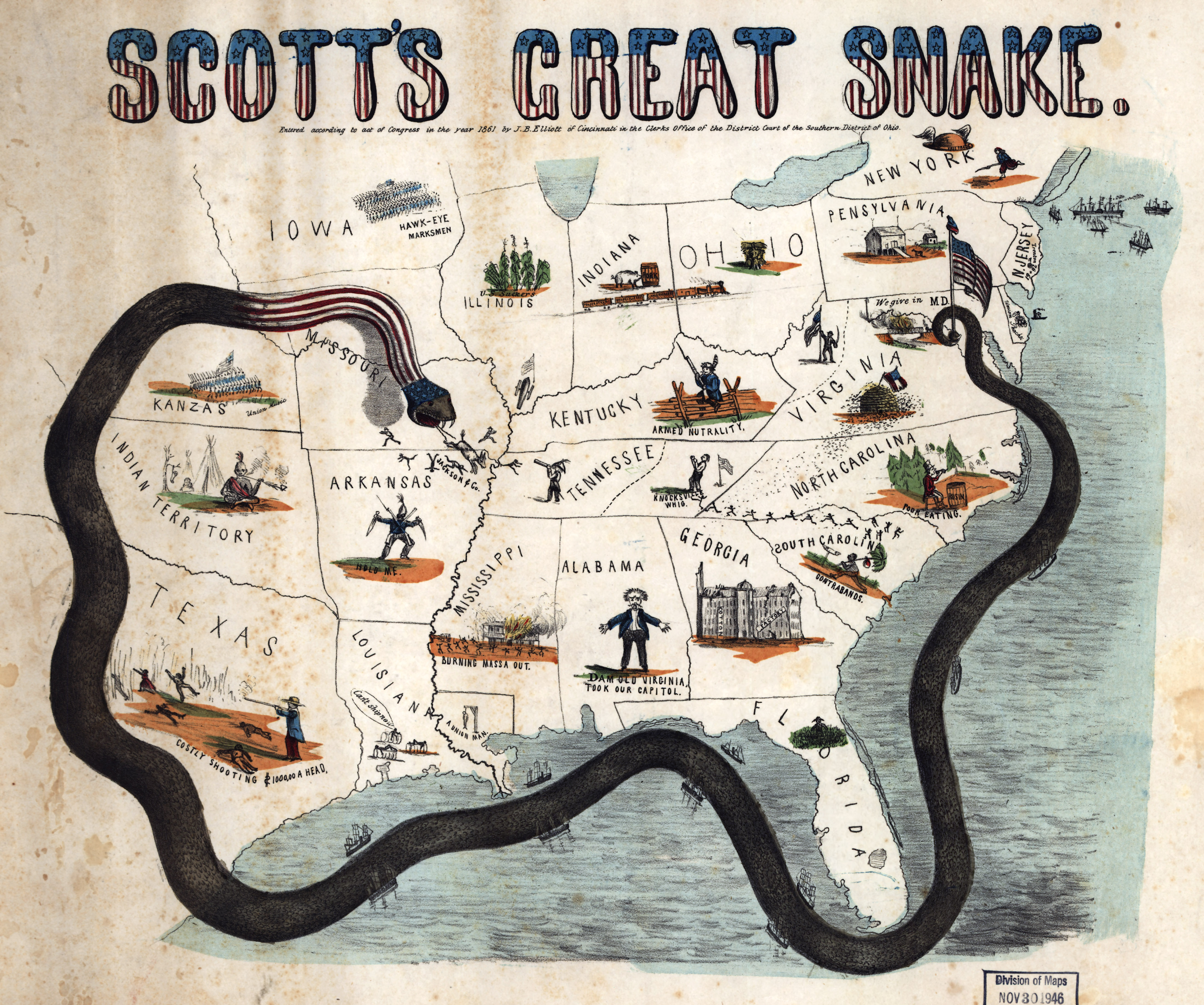
Karikatur des Anaconda-Plan von 1861

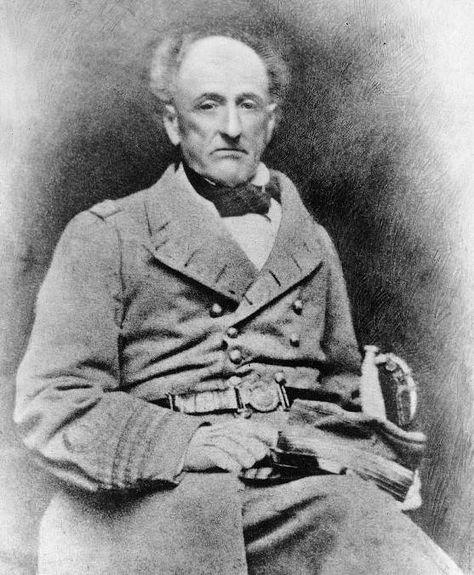
Der Kommandant der Virginia und spätere Admiral Franklin Buchanan

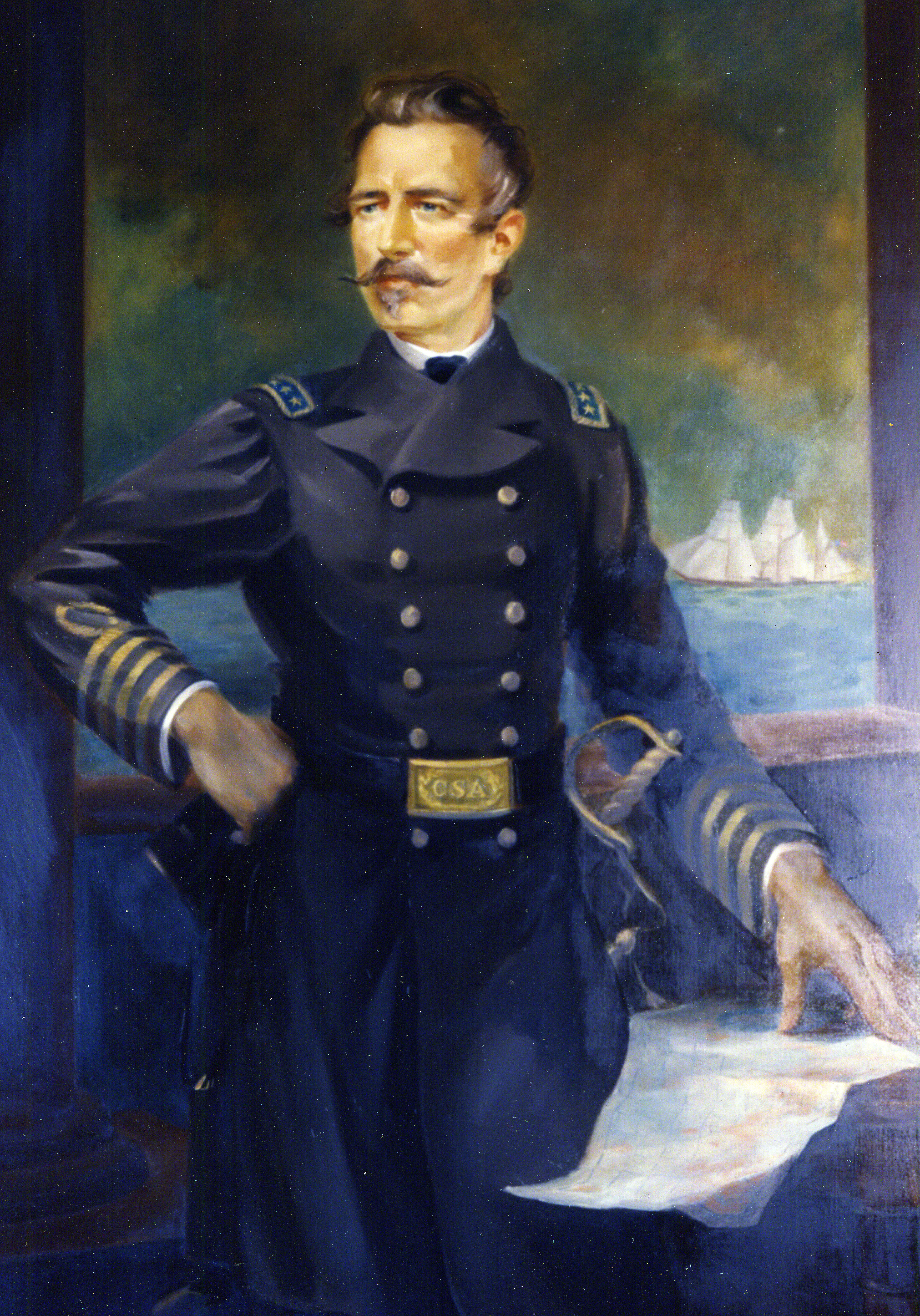
Der Kommandant der Alabama, Raphael Semmes, in Admiralsuniform

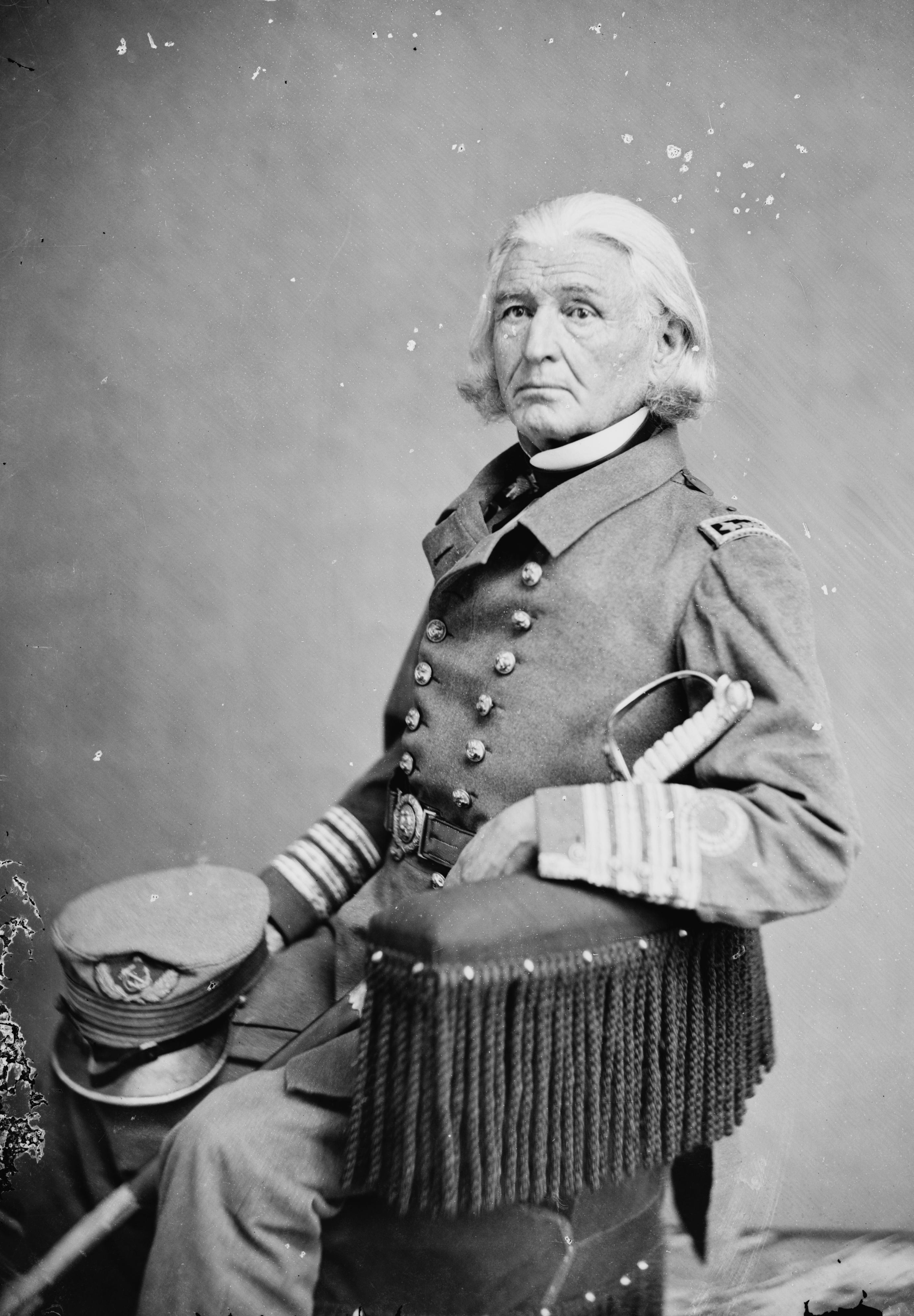
Capt. French Forrest, Kommandant der Gosport Navy Yard

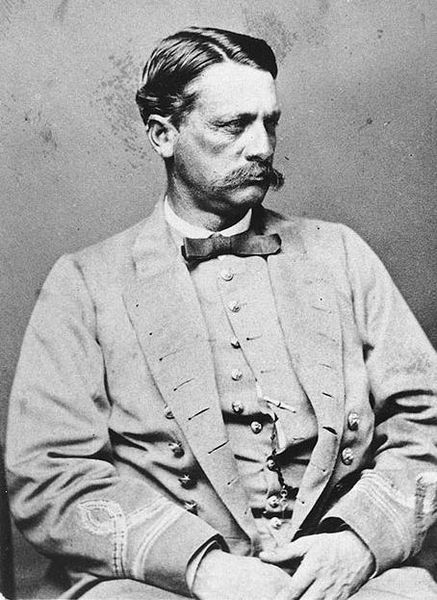
Comm. James Iredell Wadell, Kommandant der Shenandoah

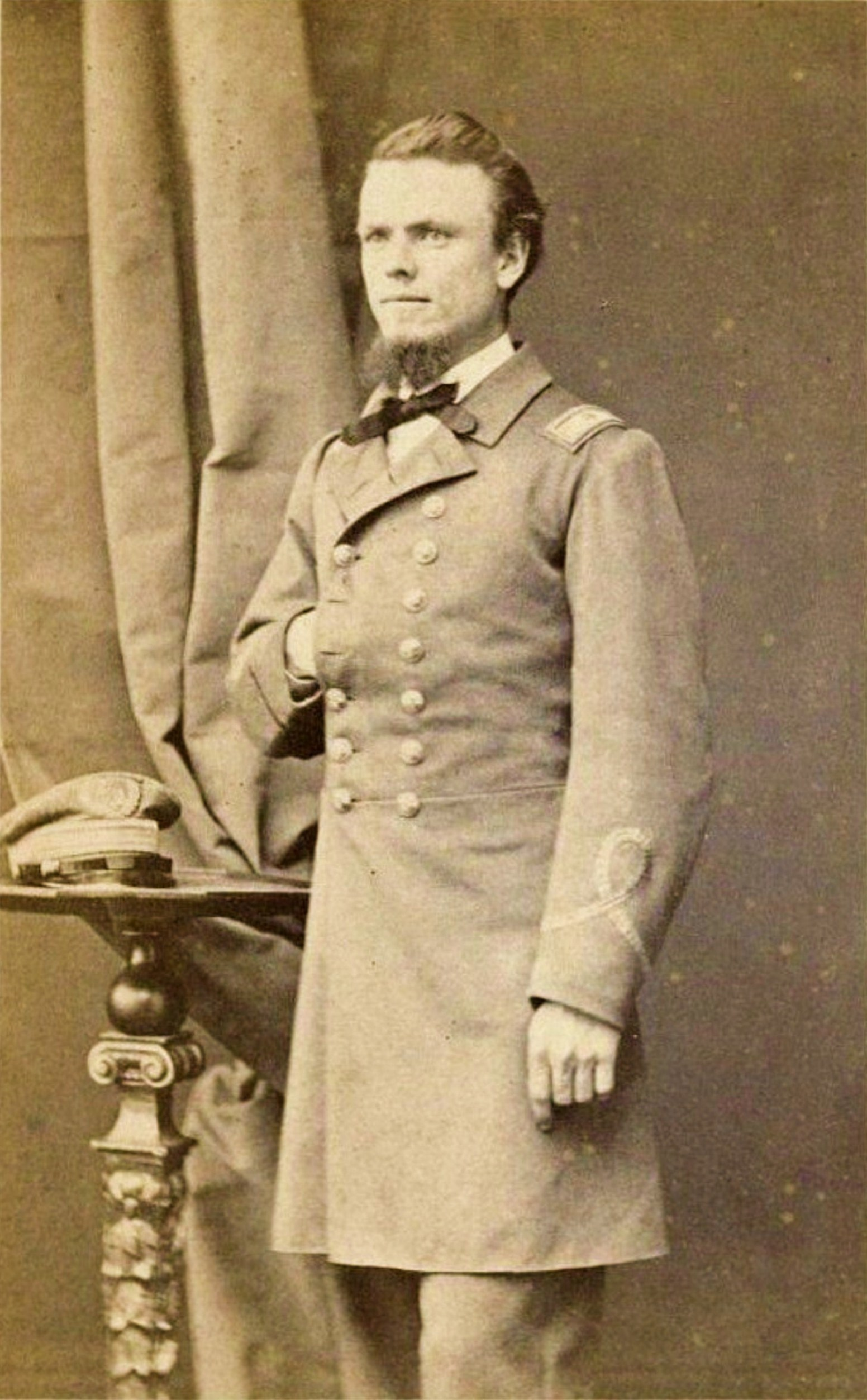
John Grimball diente als Lieutenant auf der Robert E. Lee und der Shenandoah

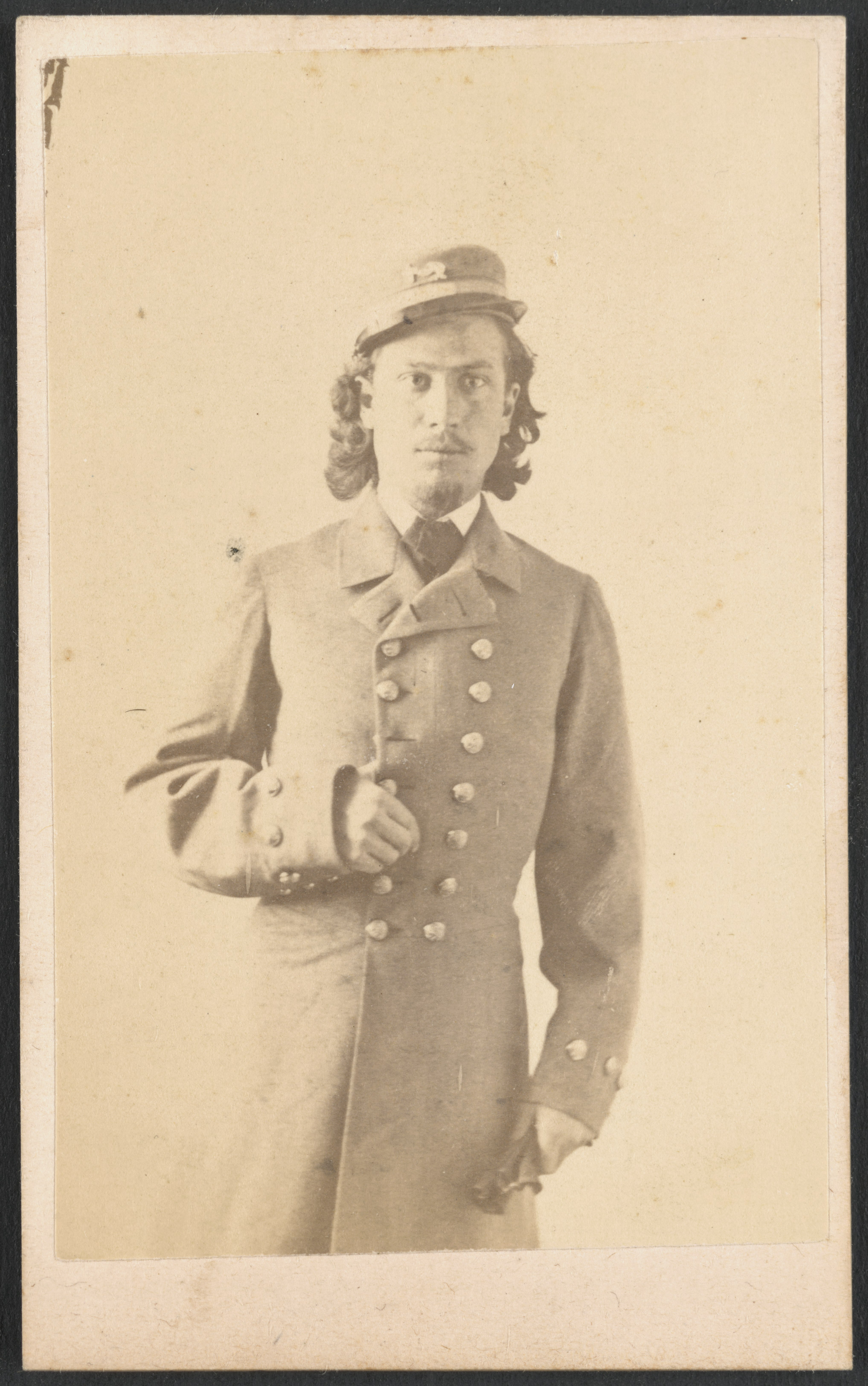
Frank Beville, Midshipman der Atlanta

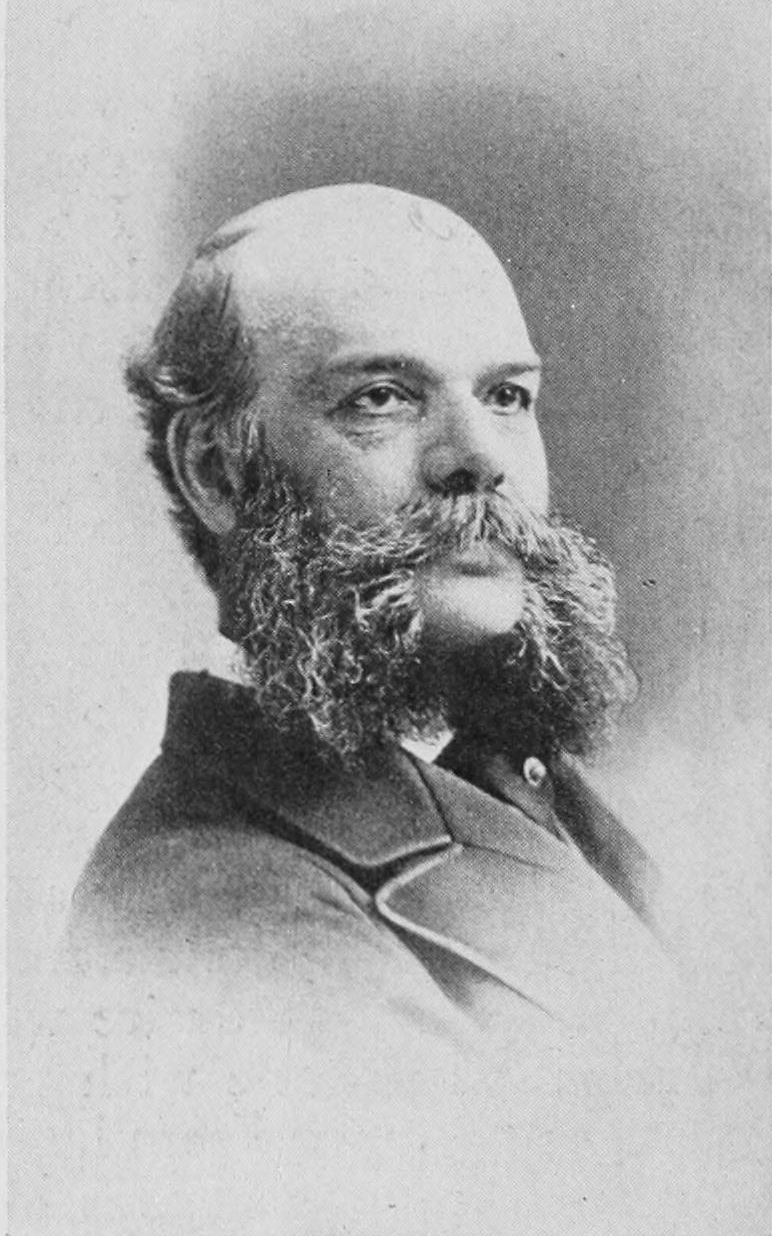
James Dunwoody Bulloch

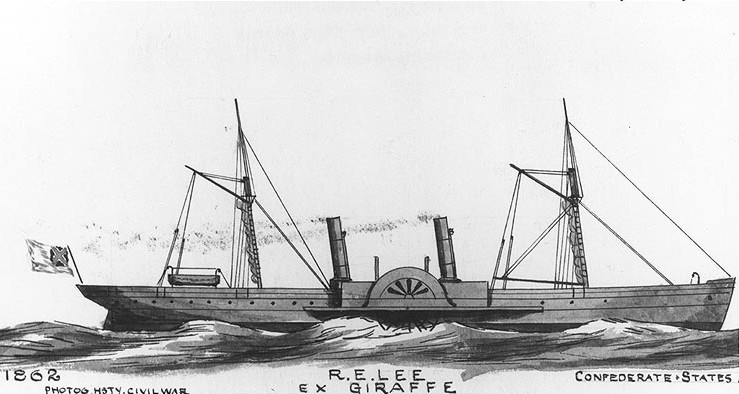
Blockadebrecher Robert E. Lee

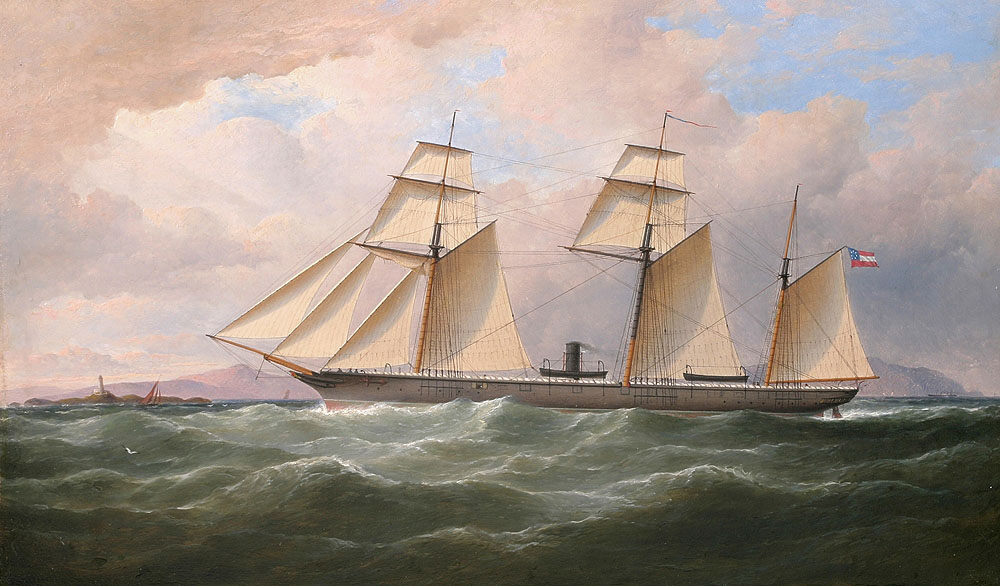
Kaperschiff Alabama

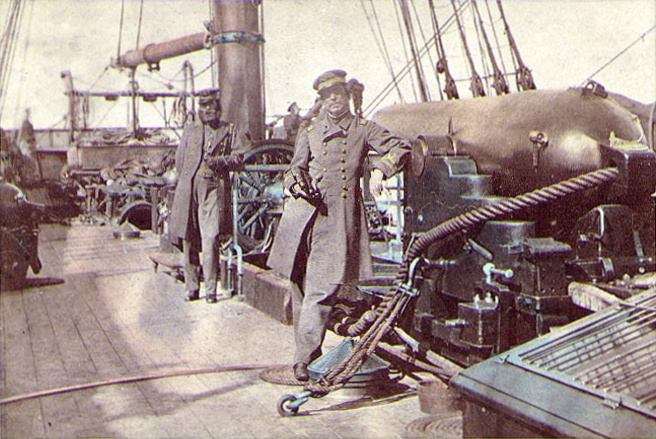
Captain Raphael Semmes neben einer Dahlgreen 100-Pfünder Kanone mit gezogenem Lauf von Kaliber 16,2 cm und sein erster Offizier, Lieutenant John Kell, an Bord der Alabama während eines Aufenthaltes in Südamerika

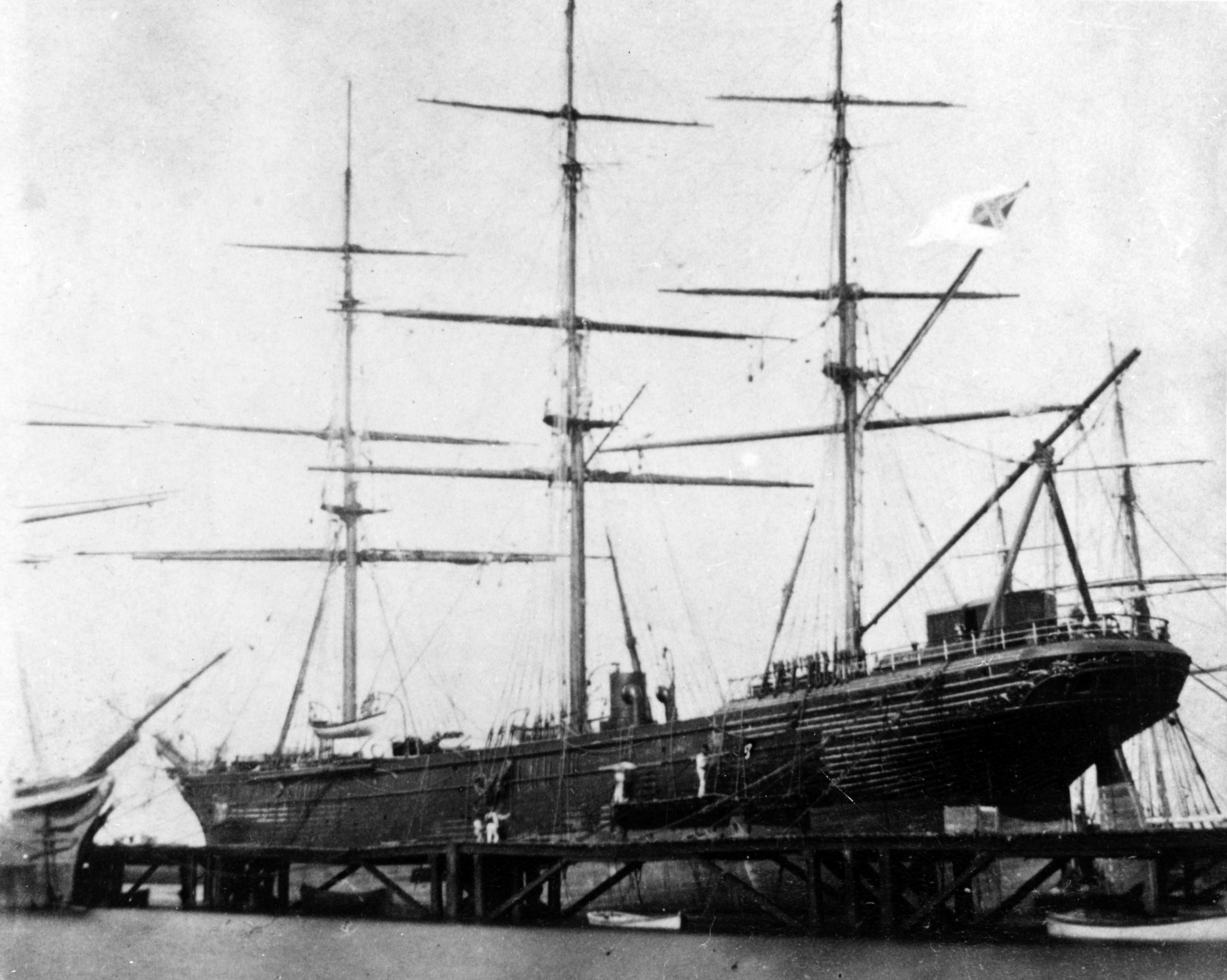
Die Shenandoah im Trockendock von Williamstown/Sydney, Australien, Februar 1865

### Küstenblockade durch die Unionsflotte
Die primäre Strategie der Union während des Amerikanischen Bürgerkriegs war eine lückenlose Seeblockade im Rahmen des Anakonda-Plans, der von General Winfield Scott 1861 als strategischer Ansatz vorgeschlagen wurde. Zudem verortete Scott die strategisch wichtigen Gebiete nicht zwischen den beiden Kapitalen Washington und Richmond, sondern an den Ufern des Mississippi. Mit der Blockade sollten die Konföderierten Staaten von allen überseeischen Handelsverbindungen abgeschnürt werden. Wesentliche Teile davon waren die Überwachung der Atlantik- und Golfküste sowie die uneingeschränkte Kontrolle des großen Stroms, der das Territorium der Konföderation von Nord nach Süd durchschneidet. Er musste unbedingt vom Norden unter Kontrolle gebracht werden, um den wichtigsten Transportweg des Südens für die feindlichen Streitkräfte unpassierbar zu machen und damit auch den bevölkerungsreichen Osten vom Westen mit seinen großen Weideflächen und Plantagen zu trennen.
Die Unionsmarine musste sich dabei nicht nur mit konföderierten Schiffen auf hoher See auseinandersetzen, sondern auch mehr als 3.500 Meilen (5.600 km) Küstenlinie blockieren, die sich vom Potomac River bis hinunter zum Rio Grande erstreckt. Entlang dieser Küste gab es etwa 200 Häfen, 180 Buchten, Lagunen, Kanaleinfahrten und Flussmündungen, die alle streng überwacht werden mussten, um den Seehandel der Konföderierten Staaten längerfristig zum Erliegen zu bringen. Hinzu kam, alle schiffbaren Flüsse im Landesinneren zu sichern und zu bestreifen, sowie die Landarmeen logistisch und artilleristisch zu unterstützen. Die US-Marine zog hierfür mehrere Flottenverbände zusammen, die die Küste der Konföderation in verschiedene Sektoren unterteilten. Ursprünglich umfasste die Atlantic Coast Blockading Squadron unter Commodore Silas Stringham die Küste zwischen Alexandria (Virginia) und Key West (Florida). Um dieses Gebiet abzudecken, standen ihm anfangs nur 14 Kanonenboote zur Verfügung. Die Sicherung der Golfküste übernahm ein separates Geschwader. Am 13. Mai 1861 berief sich Königin Victoria auf die britische Neutralität und verbot ihren Untertanen, die „rechtmäßig und wirksam errichtete“ Blockade zu durchbrechen. Im Herbst 1861 wurden die Sperrverbände neu organisiert, da ihre alten Zuständigkeitsbereiche viel zu groß waren. Commodore Louis Goldsborough übernahm das Kommando über das neu gebildete North Atlantic Blockading Squadron, dessen Sicherungszone sich von Cape Charles (Virginia) bis Cape Fear (North Carolina) erstreckte. Das South Atlantik-Blockading Squadron deckte South Carolina bis Florida ab, und später wurde auch noch der Golf von Mexiko in zwei Überwachungsgebiete (East- and West-Gulf Blockading Squadron) aufgeteilt. Im Verlauf des Krieges rüsten die Nordstaaten immer mehr Schiffe aus um die Blockadelinie noch dichter zusammenziehen zu können. Schon ein Jahr nach Ausbruch der Feindseligkeiten stellen sie 300 neue Wasserfahrzeuge in Dienst. Diese Schiffe der zweiten Linie, die 80 km vor der Küste kreuzen, kontrollierten die Passagen zu den Bermudas und den Bahamas. Patrouillenboote mit geringen Tiefgang überwachten die Zufahrten zu den Festlandhäfen.
1860 waren aus den Atlantikhäfen des Südens noch 6000 Schiffe aus- und eingelaufen, 1861 gelang dies nur noch 800 Schiffen. Aber erst 1863 konnte die Unionsmarine den Seehandel der Konföderierten fast vollständig lahmlegen. Zusätzlich dazu sollte auch der lokale Küstenhandel weitgehend unterbunden werden um auch den Waren- und Personenverkehr innerhalb der Konföderation massiv zu behindern und Handel und Verkehr dazu zu zwingen, auf die ohnehin schon völlig überlasteten Eisenbahnen und das nur unzureichend ausgebaute Straßennetz auszuweichen. Schließlich sollten die US-Blockadegeschwader die Hafenstädte des Südens, die nicht nur kommerziell, sondern auch als politische Symbole wichtig waren, neutralisieren. Zudem bedrohten neu entwickelte Waffensysteme der Konföderierten die US-Schiffe, von U-Booten wie der H. L. Hunley bis hin zu Torpedobooten der David-Klasse. Auch „Torpedos“ – Vorläufer der heutigen Unterwasserminen – waren eine ständige Gefahr. Die Unionsmarine musste sich noch dazu in unübersichtlichen Küsten- und Flussregionen behaupten, in denen der Feind viel bessere Ortskenntnisse hatte und überall Hinterhalte legen konnten. Dennoch konnten die Blockadeschiffe den Handel nicht vollständig lahmlegen. Vor Charleston (South Carolina), einem der wichtigsten Hafenstädte des Südens am Atlantik war das Meer sehr seicht, sodass die Unionsschiffe nur in großer Entfernung vor der Küste patrouillieren konnten. Vor anderen Häfen wurden die Fahrrinnen von gut befestigten Küstenforts- oder batterien überwacht, oder man konnte die Zufahrtskanäle wegen des unübersichtlichen Territoriums nicht überblicken. Die Blockade der konföderierten Küste war trotz allem einer der entscheidenden Faktoren für die letztendlich erfolgreiche Kriegsführung der Lincoln-Regierung.

### Gegenstrategie
Die Seestreitkräfte des Südens sollten im Wesentlichen vier Aufgaben erfüllen:
- die Küsten der Konföderation verteidigen,
- die Binnenwasserwege sichern,
- die Blockade der Nordstaatenmarine durchbrechen und
- Handelskrieg gegen US-Schiffe führen.

Die konföderierte Marine brachte zudem einige wegweisende technische Innovationen auf den Weg, um der erdrückenden Übermacht ihres Gegners entgegenzuwirken. Der Marineminister war ein für solche Neuerungen sehr aufgeschlossener Politiker; seine anfängliche Strategie bestand vor allem darin, die Unionsflotte von der Küste zu vertreiben. Er stimmte sie daher auf vier Schwerpunkte ab:
- Handelsstörung, die zur wichtigsten Waffe der CS-Navy avancierte,
- die Ausrüstung der Schiffe mit modernen (gezogenen) Geschützen,
- der Bau von Panzerschiffen bzw. U-Booten und
- den Einsatz von neu entwickelten Seeminen.

Am 8. Mai 1861 schrieb er:
„Ich betrachte den Besitz eines eisernen Panzerschiffs als eine Angelegenheit erster Ordnung. Ein solches Schiff könnte zu diesem Zeitpunkt ungehindert die gesamte Küste der Vereinigten Staaten entlangfahren, dabei alle Blockaden durchbrechen und mit guter Aussicht auf Erfolg, ihre gesamte Marine zerstören.“
Die Seekriegstrategie des Südens war also anfänglich noch offensiver Natur, sie erwies sich jedoch bald als reines Wunschdenken, da sie wegen der völlig unzureichenden Mittel der konföderierten Marine nicht durchsetzbar war. Sie konnte mit ihren begrenzten Ressourcen nicht einmal die großen Hafenstädte, geschweige denn die gesamte Küstenregionen angemessen verteidigen. Minister Mallory und General Robert E. Lee stellten deswegen eine Liste der für den Nachschub vorrangigen Häfen zusammen, dies waren:
- Norfolk-Richmond,
- Wilmington,
- Charleston,
- Savannah,
- Mobile,
- New Orleans und
- Galveston.

Um wenigstens sie halten zu können, setzte man auf den Einsatz von Selfmade-Panzerschiffen und die Sicherung der Hafenzufahrten mit weittragender Artillerie, neu entwickelten Tauchbooten und Minensperren. Im Grunde führte man einen Guerillakrieg auf See, da mit den begrenzten Mitteln keine großen, entscheidenden Seeschlachten möglich waren. Diese Vorgangsweise inspirierte später auch viele Küstenschutzflotten mit schmalen Budget und kleine Marinen von Staaten, die von viel mächtigen Nachbarn umgeben waren. Oft schrenkten auch enge Buchten und Kanäle die Manövrierfähigkeit der Kriegsschiffe ein. Die Minensperren sollten die Feindschiffe in die Reichweite der Küstenartillerie zwingen, diejenigen, die dennoch daran vorbeikamen, mussten sich danach den Panzerschiffen stellen. Durch diese Maßnahmen gelang es über einen längeren Zeitraum die o.a. Häfen für die Blockadebrecher offenzuhalten. Der Kongress und Zivilisten, einschließlich der Frauenverbände, ließen in den größeren Städten Geld sammeln, um damit den Bau von Panzerschiffen wie die Georgia, Chicora und Palmetto State voranzutreiben. Diese Institutionen erwarteten sich dann, dass die Panzerschiffe so bald wie möglich in See stechen und die Blockade durchbrechen würden. Besonders der Kongress erzwang oft überhastete Angriffe auf die Unionsflotte, die dann in einer Katastrophe endeten.

### Sicherung der Wasserwege
Eine Besonderheit des Bürgerkriegs war auch der massierte Einsatz von Kanonenbootflottillen auf den großen Flussläufen, vor allem am westlichen Kriegsschauplatz. Dort arbeiteten Armee- und Marineverbände auf das engste zusammen. Ab dem Herbst 1861 machte sich die Union daran den zweiten Teil des Anakonda-Plans umzusetzen und den Mississippi unter ihre Kontrolle zu bringen. US-Marineminister Welles musste dafür eine neue Flotte aus Flusskampfschiffen (sog. "Pook Turtles", oder "City-class gunboats") aufbauen, die für den Kampf auf den größeren Wasserläufen viel besser geeigneter waren. Armee und Marine stritten sich aber über deren Zuständigkeitsbereiche, man verständigte sich schließlich darauf die Offiziere der Navy und die Mannschaften der Armee zu unterstellen. Von Cairo (Illinois) aus sollten sich die Kanonenboote der Union nach Süden vorkämpfen, während die Schiffe des US-Blockadegeschwaders vor New Orleans auf dem Mississippi in Richtung Norden vordringen sollten. Obwohl die strategische Lage von New Orleans und des Mississippi für die Konföderation von entscheidender Bedeutung war, litten die dafür zur Sicherung abgestellten Marineeinheiten unter Nachschubmangel und unprofessioneller Führung. Dennoch ermöglichten Kauf und Beschlagnahmungen den Aufstellung einer größeren Flottille bei New Orleans.
Zu Beginn des Bürgerkriegs verfügte noch keine Seite über Kriegsschiffe auf dem Mississippi. In der entscheidendsten Seekampagne des Krieges kämpften beide Seiten verbissen um die Kontrolle über diese Wasserstraße, wobei die Konföderierten bei ihrer Verteidigung hauptsächlich auf landgestützte Befestigungen und kleine Kanonenboote setzten. 1861 wurde bekannt, dass die Unionsflotte in St. Louis, Missouri, gepanzerte Kanonenboote für ihren Einsatz am südlichen Kriegsschauplatz ausrüstete. Richmond schickte daraufhin Loyalisten als Spione nach St. Louis, die sich um eine Anstellung in den dortigen Werften bewarben und dann von dort über Konstruktion, Kampfstärke und die Baufortschritte berichten sollten. Mallory veranlassten die von ihnen gelieferten Informationen dazu, die Verteidigungsanstrengungen von New Orleans gegen einen Angriff vom Mississippi her zu konzentrieren und nicht auf den Golf von Mexiko.
Die Befestigungsanlagen der Konföderierten, die das untere Mississippi-Tal sicherten, wurden im Feldzug von 1862/63 auf eine harte Probe gestellt. Vicksburg galt in dieser Hinsicht als „Gibraltar der Konföderation“ und dessen Einnahme wurde von Washington als einer der wichtigsten Schlüssel zum Sieg im Bürgerkrieg angesehen. US-General Grant äußerte später, dass er ohne die Hilfe der Marine die Stadt nie hätte einnehmen können. Marineoperationen auf Flüssen erforderten zwingend gepanzerte Flottenverbände und führten zur Entwicklung von Seekriegsstrategien, die noch heute vom amerikanischen Militär angewandt werden. Gemessen an der Zahl der beteiligten Seeleute und den umkämpften Flussabschnitten übersteigt das Ausmaß der Kämpfe auf den „brown waters“ jenes alle anderen amerikanischen Kriege. Daher handelte es sich bei diesem Krieg seltener um eine direkte Auseinandersetzung zwischen Schiffen, sondern hauptsächlich um Belagerungen durch letztere und den Landarmeen. Die gute Zusammenarbeit seiner Teilstreitkräfte führte letztendlich zum Erfolg der Union. Bemerkenswert ist auch, dass für die zeitgleich ablaufenden Land- und Seeoperationen nie ein gemeinsames Oberkommando eingerichtet wurde – wenn Armee- und Marineoffiziere kooperierten, war dies jedes Mal vom Willen der örtlichen Oberbefehlshaber abhängig.

### Blockadebrecher
Um die Seeblockade der Union zu unterlaufen, wurden nicht nur von Seiten der Konföderation, sondern auch von britischen Reedern Blockadebrecher („blockade runner“) eingesetzt. Die Großmächte Frankreich und Großbritannien unterstützten anfangs die Konföderation, trotz heftiger diplomatischer Proteste der Lincoln-Regierung. Britische Werften legten mehrere Blockadebrecher für die CSN auf Kiel und öffneten ihre Häfen auch für konföderierte Schiffe. Frankreich stellte über mehrere Finanziers und Kapitalanleger einen Kredit in Höhe von 15 Millionen Dollar zur Verfügung, der zum größten Teil für den Ankauf von Schiffen verwendet wurde. Die Aussicht auf hohe Profite motivierte britische und konföderierte Geschäftsleute dazu, dafür große Risiken einzugehen. Waffen und Gebrauchsgüter wurden zunächst von Europa auf die Karibikinseln geschafft, von dort aus verschifften sie Schmuggler (oft britische Marineoffiziere a. D.) in nebeligen oder stürmischen Nächten in konföderierte Häfen. Diese liefen danach mit Baumwolle beladen die Bahamas an, fuhren anschließend von dort aus nach Europa weiter oder versuchten mit einer neuen Ladung wieder einen der Häfen im Süden zu erreichen. Zusätzliche Schwierigkeiten bereiteten die Neutralitätserklärungen der meisten europäischen Staaten. Man erlaubte es Schiffen beider Kriegsparteien, für Reparaturen in den Hafen einzulaufen oder Vorräte zu beschaffen, aber keines durfte seine Besatzung verstärken oder andere Änderungen vornehmen, außer denjenigen Wartungsarbeiten, die notwendig waren, um sie wieder seetüchtig zu machen. Es war ihnen weiters untersagt Waffen oder andere kriegswichtige Güter zu laden, und man durfte nur so viel Kohle bunkern, um den nächstgelegenen Hafen im eigenen Territorium zu erreichen; zudem konnten in europäischen Hafen nicht mehr als einmal in drei Monaten die Kohlevorräte aufgefüllt werden, es sei denn, es lag dafür eine Sondergenehmigung vor.
Um nachts ungesehen an den Wachschiffen der Unionsflotte vorbeischlüpfen zu können, strich man die Blockadebrecher mit Tarnfarbe an und löschte alle Bordlichter. Es dauerte jedoch nicht lange, bis auch die Unionschiffe ihre Laternen löschten, da sie sonst wie Bojen den Blockadebrechern den Weg wiesen. Im November 1861 erreichten acht von neun Schiffen ihre Bestimmungshäfen in den Südstaaten oder wählten ihre Ziele nach dem Zufallsprinzip aus. Im Laufe des Krieges gelangen so etwa 8000 Durchbrüche, dabei konnten über eine Million Baumwollballen exportiert werden und im Gegenzug erreichten Güter im Wert von rund 200 Millionen Dollar den Süden (darunter 600.000 Handfeuerwaffen), dies alles stellte aber nur einen Bruchteil des Handelsvolumens vor dem Krieg dar. In den vier Jahren vor Ausbruch des Bürgerkrieges hatte man auf 20.000 Passagen mehr als zehn Millionen Baumwollballen nach Übersee transportiert. Die europäischen Staaten waren ein wichtiger Absatzmarkt für Waren aus dem Süden und die Risiken wuchsen weiter, als ein Atlantikhafen nach dem anderen in Feindeshand fiel. Die Überwachung der US-Navy wurde dadurch immer lückenloser, 1862 wurde einer von vier und 1864 zwei von vier Blockadebrechern gestoppt. Zusammengenommen wurden im Laufe des Krieges 1.504 Frachtschiffe dieser Art von der Unionsmarine gekapert oder versenkt. Trotz der immer wirksamer werdenden Blockade löschten die Blockadebrecher in Wilmington (North Carolina) in der zweiten Hälfte des Jahres 1864 noch 3,5 Millionen Pfund Fleisch, 1,5 Millionen Pfund Blei, 2 Millionen Pfund Salpeter, 500.000 Paar Schuhe, 300.000 Decken, 50.000 Gewehre und 43 Kanonen, alle aus Europa. Die wichtigsten Armeen der CSA, die von Nord-Virginia und Tennessee erhielten u. a. auch neue Uniformen und Ausrüstung, die es ihnen ermöglichten, den Kampf ein weiteres Jahr fortzusetzen. Als 1865 auch Wilmington an den Norden fiel, mussten beide Armeen nur vier Monate später kapitulieren.
Für diese Fahrten wurden sowohl konventionelle Dampfer als auch speziell dafür konstruierte Schnelldampfer genutzt. Letztere zeichneten sich durch einen extrem schmalen Rumpf, niedrige Silhouette und Tiefgang, eine höhere Maschinenleistung und teilweise einziehbare Schornsteine aus, die sie in die Lage versetzten, vorzugsweise nachts und bei schlechten Sichtverhältnissen die Wachschiffkette zu überwinden. Aufgrund ihrer Konstruktion, die auf eine möglichst hohe Geschwindigkeit ausgelegt war, waren ihre Laderäume im Gegenzug viel kleiner dimensioniert, so dass die Reeder höhere Preise für weniger Ladung verlangen mussten, um die Unterhaltskosten wenigstens einigermaßen abzudecken. Dies hatte wiederum zur Folge, dass oftmals eher lukrativere Luxusgüter als kriegswichtige Güter verladen wurden. Diejenigen Kapitäne, die durchkamen, wollten für ihre hochriskanten Fahrten zudem in Gold entlohnt werden, wodurch auch die geringen staatlichen Goldreserven des Südens bald aufgezehrt waren. Nach Kriegsende wurden die von der Union erbeuteten Blockadebrecher teilweise an Marinen in Lateinamerika verkauft, da sie nicht rentabel betrieben werden konnten. Eines der bekanntesten Schiffe dieser Art war die britische Giraffe, die 1863 als Robert E. Lee von der CSN übernommen wurde. Nur wenig später von Unionseinheiten aufgebracht, wurde sie als Fort Donelson weiterverwendet, aber bereits 1866 für 85.000 Dollar an die chilenische Marine abgegeben, die sie unter dem Namen Concepción in ihren Dienst stellte. Mallorys großes Versäumnis war es jedoch, seine Kontrolle über die Aktivitäten der Blockadebrecher zu stärken. Erst im weiteren Verlauf des Krieges begann man sie in dieser Hinsicht mehr in die Pflicht zu nehmen. Man beschlagnahmte Stauraum auf allen in Privatbesitz befindlichen Blockadebrechern und baute bzw. betrieb gegen Ende des Krieges sogar eigene Schiffe.

### Kaperfahrer
Gemäß einer Proklamation des Präsidenten vom 17. April 1861 und einem Gesetz des Kongresses vom 6. Mai 1861 konnten von der konföderierten Regierung Kaperbriefe für zivile Schiffe ausgestellt werden. Richmond griff auf die – schon seit der Gründung der Vereinigten Staaten bewährte – Strategie der Freibeuterei zurück, als man im Sommer und Herbst 1861 zwanzig Kapitänen solche Kaperbriefe ausstellte. Juristisch war dies möglich, da die Vereinigten Staaten nicht der Pariser Seerechtsdeklaration von 1856 beigetreten waren. Diese Schiffe sollten nicht nur den Seehandel im Norden lahmlegen, sondern auch die nordöstliche Küstenbevölkerung verunsichern, bzw. demoralisieren und die Union zwingen Hunderte von Schiffen von der Küstenblockade im Süden abzuziehen. Damit wollten die Südstaaten den Überseehandel des Nordens ernsthaft stören und auch seiner ohnehin schon in Schwierigkeiten geratenen Walfangindustrie den finalen Schlag versetzen (Walöl war zu dieser Zeit eines der wertvollsten Handelsgüter der USA). Die vermeintlichen Heldentaten der Kaperfahrer stärkten auch die Moral der Südstaatler und gaben ihnen das Gefühl, dass sie, trotz ihrer maritimen Unterlegenheit, den Feind dennoch empfindliche Schläge versetzen konnten. Da die Konföderierten anfangs keine seetüchtigen Kriegsschiffe besaß, genehmigte man die Bewaffnung kleiner, schneller Schiffe der Handelsflotte. Zunächst operierten die meisten Freibeuter von New Orleans aus, aber bald konzentrierten sich ihre Aktivitäten auf den Atlantischen Ozean und sie liefen auch von Charleston und Hatteras aus, spätestens als die US-Navy begann, ihre Patrouillenfahrten ebenfalls auszuweiten. Nur wenige Südstaaten-Reeder waren jedoch bereit, ihre Schiffe in den Marinedienst zu stellen und die meisten Freibeuter wurden bis Ende 1862 von der Unionsmarine gekapert oder versenkt.
Die USA waren sowohl im Unabhängigkeitskrieg als auch im Krieg von 1812 den British Empire militärisch unterlegen gewesen, konnten jedoch durch ihre Handelsstörer beeindruckende Erfolge auf See erringen. Der Marineminister und noch andere Angehörige der Führungsschicht waren davon überzeugt, dass auch diesmal wieder das Glück auf ihrer Seite sein würde. Was Mallory und seine Unterstützer aber anscheinend nicht wahrhaben wollten, war, dass diese am Ende keinen wesentlichen Unterschied gemacht hatten, den der Krieg wurde an Land entschieden. 1861 ging man im Marinedepartment dennoch davon aus, dass diese Art von staatlich sanktionierter Piraterie einen großen Teil zum Sieg über die Union beitragen würde. Einige der Freibeuterschiffe befanden sich im Besitz der Regierung oder waren von ihr gechartert wurden, Millionen von Dollar wurden zudem aus dem Erlös des Baumwollexports sowie aus Anleihen und Wertpapieren der Konföderation für die Finanzierung bereitgestellt. Am 10. Mai 1861 orderte der CSA-Kongress bei englischen Werften sechs Schiffe. Die Südstaatler glaubten anfangs noch, dass die amtierende britische Regierung die Freibeuterei gegen die Union mit Wohlwollen betrachten würde, doch hatte London schon Mitte des 19. Jahrhunderts, in Übereinstimmung mit den anderen großen Seemächten den Kaperkrieg geächtet (siehe oben). Großbritannien und Frankreich erklärten in diesem Konflikt noch dazu ihre Neutralität, erkannten jedoch die Konföderation als Kriegspartei an. Deren Schiffen war es daher gestattet, in französischen und britischen Häfen anzulegen und sich mit allem nötigen für die Weiterreise zu versorgen, es war ihnen jedoch untersagt, dort Seeleute anzuheuern oder Kriegsmaterial zu übernehmen.
Konfrontiert mit solchen Problemen brauchte der Süden einen Mann mit fundierten Hintergrundwissen im internationalen Recht sowie im Marinebau und -technik. Daraufhin wurde James D. Bulloch, zum Leiter des konföderierten Marinebeschaffungsprogramms in Europa ernannt, dieser, sehr erfahrene Marineoffizier (der später auch ein Buch über seine Agententätigkeit veröffentlichte), wurde hinsichtlich seiner Verdienste für die Sache der Konföderation sogar mit Robert E. Lee gleichgesetzt. Bulloch organisierte den Bau der beiden erfolgreichsten Kaperschiffe der CSN, der Florida und der Alabama, sowie den Erwerb der Shenandoah, außerdem brachte er zu Beginn des Krieges erfolgreich die Fingal mit ihrer wertvollen Ladung militärischer Ausrüstung in die Konföderation. Er erwies sich für derartige Auslandseinsätze bald als unverzichtbar, dennoch sehnte er sich danach, in den Seedienst zurückzukehren und das Kommando über ein Kaperschiff zu übernehmen. Die Identität und der Zweck der im Ausland erworbenen oder auf Kiel gelegten Kaperschiffe musste sorgfältig gehütet werden, bis sie in internationalen Gewässern, bzw. im Besitz der CSN waren. Agenten und Spione des US-amerikanischen Gesandten in Großbritannien, Charles Francis Adams, und des US-Konsuls in Liverpool, Thomas H. Dudley, suchten ständig nach Informationen über derartig verdächtige Schiffe. Am Ende konnten so Fotos und Skizzen, die auf Zeugenbeschreibungen basierten, von allen Kaperschiffen der CSN beschafft werden.
Die Alabama wurde als Enrica – alle von ihnen hatten Decknamen – zu Wasser gelassen, nur wenige Stunden bevor die britischen Behörden ihre Beschlagnahme anordneten. Bulloch entwickelte außerdem eine Methode zur Umgehung des britischen Foreign Enlistment Act, indem er seine Schiffe nach dem Auslaufen an abgelegenen Orten vor Anker gehen ließ und sie dort dann bemannte und ausrüstete. Im Fall der Alabama geschah dies in der Nähe von Terceira auf den Azoren. Bulloch setzte hierzu ein zweites Schiff mit Waffen, Ausrüstung und zusätzlichen Seeleuten aus England in Marsch und überführte es zum neuen Liegeplatz der Alabama. Anschließend wurde das Schiff offiziell in Dienst gestellt und versucht soviele Männer wie möglich für die CSN anzuwerben. Wer sich weigerte, durfte nach England zurückkehren.
Im April 1861 lief die Sumter, ein ehemaliges Frachtschiff, aus den Hafen von New Orleans aus. Kommandiert wurde sie vom konföderierten Seehelden Raphael Semmes, bis Kriegsende kaperte und verbrannte er zahlreiche Schiffe, beschlagnahmte sie als Prisen, und richtete damit alleine einen Schaden in der Höhe von mehr als 5 Millionen Dollar an. Da die Kaperkapitäne ihre Beute nicht in einen Hafen im Süden in Sicherheit bringen konnten, entsorgten sie sie für gewöhnlich auf See. Im Norden registrierte Schiffe wurden samt Ladung verbrannt, nachdem Passagiere und Mannschaft von Bord evakuiert und die von den Konföderierten selbst benötigten Vorräte und Ausrüstungsgegenstände umgeladen worden waren. Die Ladung ausländischer Staatsangehöriger konnte hingegen vom jeweiligen Eigner gegen eine Bürgschaft "zurückgekauft" werden. Dafür musste er nur ein Dokument unterzeichnen, in dem er sich verpflichtete, dass der Gegenwert des Schiffes oder der Ladung nach Kriegsende an die CSA ausgezahlt werden würde. Eine Spezialität von Semmes war, seine Beuteschiffe nachts zu verbrennen, um so weitere Schiffe, die Hilfe leisten wollten, anzulocken und aufzubringen.
Trotz Nichtratifizierung der Pariser Deklaration erkannten die Vereinigten Staaten die Konföderierten Staaten jedoch nicht als eigenständige Nation an und bestritten die Legitimität aller von ihrer Regierung ausgestellten Kaperbriefe. Schon zu Beginn des Krieges erklärte Präsident Lincoln all jene, die sich an der Freibeuterei zum Schaden der Union beteiligten, kurzerhand zu Piraten, die bei ihrer Gefangennahme damit rechnen müssten auch als solche behandelt zu werden, die Konföderierten drohten im Gegenzug mit Vergeltungsmaßnahmen. Die Kaperkapitäne des Südens sahen sich natürlich nicht als gewöhnliche Seeräuber, da sie, ihrer Ansicht nach, ihre Gefangenen besonders ehrenhaft behandelten. Diese, unter ihnen gelegentlich auch Frauen und Kinder, wurden normalerweise auch zuvorkommend behandelt und bei der ersten sich bietenden Gelegenheit einem neutralen Schiff übergeben. Als Semmes den Postdampfer Ariel kaperte, auf dem sich neben 700 Passagieren auch 150 US-Marinesoldaten befanden, gab er danach das Schiff gegen Lösegeld wieder frei und ließ auch die Marines als "Kriegsgefangene auf Bewährung" wieder laufen. Zuvor hatte er aber die Matrosen seiner ersten Prisen als Vergeltung für die Behandlung seines Zahlmeisters auf der Sumter, Henry Myers, der in Marokko festgenommen und an die US-Behörden ausgeliefert worden war, in Ketten legen lassen. Die Besatzung der Savannah wurde später im Norden wegen Piraterie angeklagt, doch die Jury konnte sich nicht auf ein abschließendes Urteil einigen. Während die Matrosen auf einen neuen Prozess warteten, warf die Konföderation als Vergeltung eine gleiche Anzahl Offiziere der Unionsarmee ins Gefängnis. Danach wurde den Behörden im Norden mitgeteilt, dass die Strafe, die den Freibeutern auferlegt wurde, auch den Geiseln auferlegt werden würde. Der Fall scheiterte schließlich vor Gericht und die Erklärung der Union, dass Freibeuter als Piraten zu betrachten seien, wurde auch von den übrigen Seemächten abgelehnt. Alle an Bord von Kaperfahrern gefangene Männer wurden anschließend als Kriegsgefangene behandelt.
Die Handelsstörer der Konföderation spielten eine bedeutende Rolle im Kampf gegen die Union. Sie verursachten zusammengenommen einen Schaden von 20 Millionen Dollar für die Schifffahrt des Nordens, was zwar in Bindung von großen maritimen Ressourcen, sowie einer allgemeinen Verfolgungsjagd quer über den Pazifik und Atlantik gipfelte, die Blockade gegen den Süden jedoch nicht brechen konnte. Im Zuge dessen erhöhten sich auch die Versicherungsprämien und veranlassten 700 amerikanische Schiffseigner fortan unter britischer Flagge zu fahren.
Die erfolgreichsten Kaperschiffe waren die
- Sumter (Capt. Raphael Semmes), die
- Shenandoah (Comm. James I. Waddell), die
- Alabama (Capt. Raphael Semmes),
- Florida (Comm. John N. Maffitt) und die
- Tallahassee (Comm. John T. Wood).

Bis auf die Sumter und die Tallahassee stammten alle aus britischen Werften.
- Die Sumter kaperte in sechs Monaten 17 Schiffe, danach waren ihre Maschinen vollkommen abgenutzt und das Schiff für den Kaperkrieg unbrauchbar,
- die Shenandoah, vormals der Klipper Sea King, zerstörte 200 Schiffe (darunter 38 Walfänger), was für die Union einem erheblichen wirtschaftlichen Verlust bedeutete,
- die Florida erbeutete 37 US-Handelsschiffe, bis sie schließlich im Oktober 1864 vor der Küste Brasiliens von der USS Wachusett (Comm. Napoleon Collins) aufgebracht wurde,
- die Alabama versenkte insgesamt 55 Schiffe, die
- die Tallahassee, vormals der Blockadebrecher Athena, brachte innerhalb von wenigen Wochen 33 Schiffe auf.[38]

Die Alabama war mit Abstand die erfolgreichste unter ihnen und hatte auf ihren Fahrten (unter dem Kommando von Raphael Semmes) insgesamt 75.000 Seemeilen zurückgelegt, dabei 300 feindliche Schiffe gekapert und zehn davon als Prisen einbehalten. 1864 wurde sie vor Cherbourg von der Kearsarge (Kommandant Captain John Ancrum Winslow) gestellt und versenkt. Nach ihr wurde die Schadensersatzforderung benannt, die die USA von Großbritannien nach Ende des Bürgerkrieges forderte. Nach dem Totalverlust der Alabama, war nur noch die Florida einsatzfähig, und Mallory wies seinen Stab an, in Europa neue Schiffe zu erwerben. Zwei weitere Navy-Offiziere, Commander Matthew Fontaine Maury und Commander George T. Sinclair, reisten nach England, um Ersatz zu besorgen und Maury gelang es bald in den Besitz von zwei – die Georgia und die Rappahannock (formals Victor) – zu gelangen. Allerdings war keines der Schiffe mit den von Bulloch erworbenen vergleichbar. Letztere wurde als „morsch und unbrauchbar“ eingestuft. Trotz einer Generalüberholung in England blieb die Rapahannock seeuntüchtig und musste für weitere Reparaturen ins französische Calais geschleppt werden. Doch Napoleon III. zögerte zunehmend, die sich abzeichneten Verlierer des Bürgerkriegs weiter zu unterstützen. Obwohl die französischen Behörden zuließen, dass die Rappahannock in ein Trockendock gebracht und repariert wurde, verweigerte man ihr danach Calais wieder zu verlassen. Das von Sinclair erworbene Schiff, die Canton, die noch fortschrittlicher konstruiert war als die Alabama, hätte vermutlich für den Süden weitere spektakuläre Erfolg im Kaperkrieg erzielt. Allerdings gelangte auch sie nie in die Hände der CSN. Als den britischen Behörden unwiderlegbare Beweise ihrer wahren Bestimmung zugespielt wurden, setzte man auch sie wegen Verstoßes gegen den Foreign Enlistment Act fest.
CSN-Offiziere und Agenten wurden schließlich in der zweiten Hälfte des Jahres 1863 in Großbritannien zu unerwünschten Personen erklärt, denn die Regierung ihrer Majestät wurden wegen der wiederholten Missachtung ihrer Neutralitätsgesetze zunehmend in Verlegenheit gebracht. Dies wurde durch das Anlaufen britischer Häfen in den Kolonien durch konföderierte Kaperschiffe noch verschärft. Schon zu Beginn des Krieges hatten die Behörden in Nassau die Florida wegen angeblicher Verstöße gegen die britische Neutralität und den Foreign Enlistment Act vorübergehend das Auslaufen verweigert. Obwohl das Schiff schließlich wieder freigegeben wurde, strapazierten ähnliche Vorfälle weiterhin die diplomatischen Beziehungen zwischen Großbritannien und der CSA und ganz besonders zur Union. Zahlreiche von der US-Regierung nach dem Krieg erhobene Anklagen führten 1872 zur Einsetzung eines internationalen Tribunals in Genf. Es entschied, dass Großbritannien für die finanziellen Verluste haftbar sei, die durch die Kaperungen angerichtet worden waren. Weiters wurde erkannt, dass die britische Regierung, als sie den Bau oder die Umrüstung von CS-Kaperschiffen in britischen Werften tolerierte, auch damit eindeutig gegen ihre Neutralitätserklärung verstoßen hatte. London übernahm dafür im vollen Umfang die Verantwortung und zahlte den Vereinigten Staaten die vom Tribunal festgelegte Entschädigung in Höhe von 15,5 Millionen Dollar in Gold aus.

## Aufstellung
Bei Ausbruch des Bürgerkriegs traten viele aus dem Süden stammende Soldaten aus dem US-Heer aus und schlossen sich den konföderierten Streitkräften an. Das Gleiche galt auch für die Marine, aber ein Großteil der Matrosen und Unteroffiziere blieben der Union treu. Die Handelsflotte des Südens war viel zu klein um aus ihr ausreichend Männer für die neue CS-Navy rekrutieren zu können, ebenfalls ein Grund dafür, dass CS-Marineminister Mallory auf dampfbetriebene Panzerschiffe setzte, da sie mit viel kleineren Besatzungen betrieben werden konnten. Man schätzt, dass etwa 6.500 Offiziere und Matrosen in der Konföderiertenmarine gedient haben.
Der Kongress der Konföderierten Staaten beschloss am 21. Februar 1861 das „Confederate Navy Department“ einzurichten, das für die Verwaltung der Angelegenheiten der Flotte und des Marine Corps verantwortlich sein sollte. Es umfasste mehrere Abteilungen (Bureaus) und den Führungsstab für die Agenten in Europa. An die Spitze jeder Abteilung berief man ehemalige Offiziere der US Navy:
- Commodore Samuel Barron – Chief of the Bureau of Orders and Detail
- Commander George Minor – Chief of Ordnance and Hydrography
- Paymaster John DeBree – Chief of Provisions and Clothing
- Surgeon William A. W. Spottswood – Bureau of Medicine and Surgery
- Edward M. Tidball – Chief Clerk[40][41]

Es wurde allerdings keine übergeordnete Instanz geschaffen, die den Schiffsbau überwachte und koordinierte. Präsident Jefferson Davis, ernannte Stephen R. Mallory zum Marineminister („Confederate Secretary of the Navy“). Schon im Alter von vierundzwanzig Jahren hatte er im Krieg gegen die Seminolen einiges an Kampferfahrung gesammelt. 1851 wurde er für Florida in den Senat der Vereinigten Staaten gewählt, wo er zehn Jahre lang tätig war und schließlich den Vorsitz des Ausschusses für Marineangelegenheiten (Committee on Naval Affairs) einnahm, was Präsident Davis auf ihn aufmerksam werden ließ. Mit diesem Amt übernahm er die schwierige Aufgabe, praktisch aus dem Nichts eine schlagkräftige Flotte zu schaffen. Ende 1861 war sein Ressort jedoch schon so gut organisiert, dass es Washington dazu zwang, rasch wirksame Mittel und Wege zu finden, um ihn aufzuhalten. Mallory's Tatendrang trug auch dazu bei, die Marinetechnik zu revolutionieren. Unter seiner Führung trug die CSN die erste Schlacht zwischen Panzerschiffen der Seekriegsgeschichte aus, konstruierte das erste U-Boot, das ein Schiff versenkte, und entwickelte die Seemine zu einer äußerst wirksamen Verteidigungswaffe weiter.
Der Marineminister legte dem Kongress bereits am 12. März 1861 den Haushalt für das laufende Jahr vor. Am 16. März wurde per Gesetz der personelle Umfang der Seestreitkräfte festgelegt. Da die Föderation 1861 noch über keine eigenen Marineeinheiten verfügte, standen dort zunächst mehr Offiziere als Kommandostellen zur Disposition. Am 16. April 1861 gab US-Präsident Lincoln die Order 75.000 Soldaten für den Kampf gegen die Separatisten auszuheben. Im Gegenzug ließ CS-Präsident Davis am 17. April 1861 alle Schiffe und sämtliches Bundeseigentum auf dem Territorium der CSA beschlagnahmen.
Die Konföderation war zudem mit ihrem Bemühungen nach Erwerb zusätzlichem Schiffsraums nicht allein. Die Vereinigten Staaten waren ebenfalls nicht untätig und kauften zu diesem Zweck alle in Kanada verfügbaren Dampfschiffe auf. Nach der Sezession Virginias begann das Marineministerium mit der Eingliederung der Seestreitkräfte der Bundesstaaten in eine gemeinsame Marine. Im Lauf des Krieges nahm sie etwa 500 Schiffe in ihren Dienst, dabei handelte es sich aber zum größten Teil um kleinere Küsten- oder Flussdampfer, die den Unionsschiffen im Ernstfall nichts entgegenzusetzen hatten. Aktive/im Dienst befindliche Marineschiffe trugen den Namenszusatz "CSS" (Confederate State Ship = Schiff der Konföderierten Staaten). Bis zum November des Jahres 1861 hatte die Konföderation schon mehrere Schiffe, darunter die Sumter und die Virginia in Dienst gestellt. Letztere war das erste auf dem amerikanischen Kontinent konstruierte Panzerschiff.

## Marineakademie

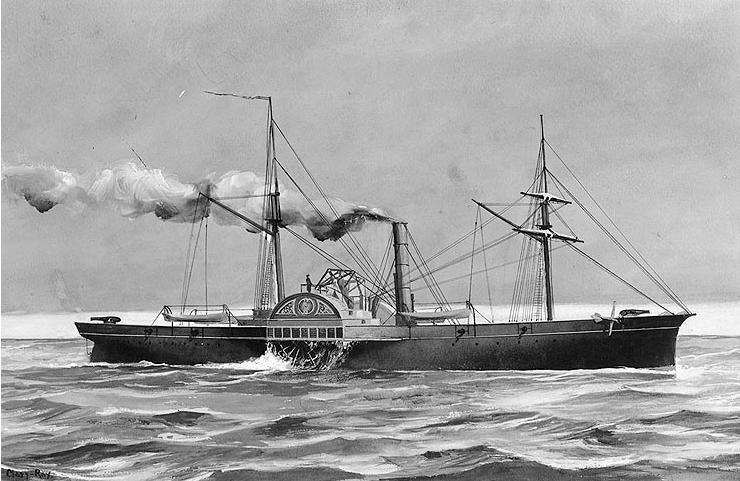
Die Patrick Henry, Schulschiff der Confederate States Naval Academy

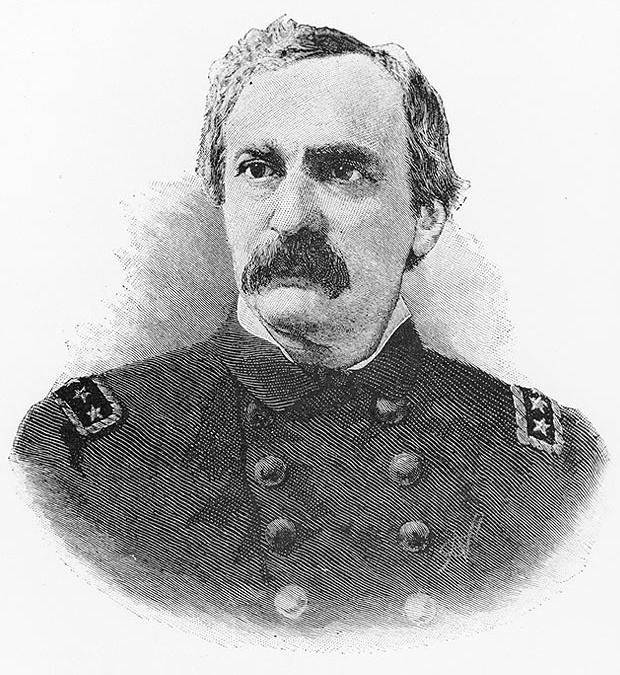
Captain William Harwar Parker, Superintendent of the Confederate States Naval Academy

Für die neue Marine musste auch das seemännische Führungspersonal ausgebildet werden, dies zählte zu Mallory's vordringlichen Anliegen. Die Entscheidungsträger des Südens sahen jedoch zu Beginn des Krieges – aufgrund der schon vorhandenen Militärschulen – noch keine Notwendigkeit für die Gründung einer eigenen Marineakademie, und so wurden die Seekadetten zunächst direkt den Schiffen und Artillerieeinheiten zur Ausbildung zugewiesen. Präsident Davis, selbst ein Absolvent der Militärakademie in West Point, mahnte jedoch weiter die Dringlichkeit zur Schaffung von neuen Bildungseinrichtungen für Armee- und Marine an und bemerkte hierzu, dass: „...eine gründliche militärische Ausbildung gewährleistet werden soll [...] es ist unerlässlich, dass angehende Offiziere bereits in einem frühen Lebensabschnitt mit dem Studium ihres Berufs beginnen und eine Grundausbildung an einer Militärschule erhalten.“ Am 16. März 1861 verabschiedete der provisorische Kongress in Montgomery ein Gesetz, das die Gründung einer Marineakademie genehmigte, aber es sollte noch bis 1863 dauern, bis hierzu konkrete Schritte unternommen wurden. Am 21. April 1862 wurde die Anzahl der Auszubildenden durch einen Kongressbeschluss auf 106 Midshipmen und 20 voll ausgebildete Midshipmen festgelegt. Im selben Monat begann man Bewerbungen für die neue CS Naval Academy entgegenzunehmen. Als Superintendent stand William H. Parker der Akademie vor, er arbeitete vor dem Krieg als Ausbilder an der US Naval Academy in Annapolis. Sein Stellvertreter, Commander John Mercer Brooke, war gleichzeitig auch Leiter des Office of Ordnance and Hydrography of the Confederate States Navy in Richmond. Parker erhielt weiters den Auftrag, die Navy-Regulations zur Vorlage an die Regierung zu erstellen. Beide wurden bei ihrer neuen Lehrtätigkeit von sechs Leutnants und drei Kapitänen der CS Navy sowie mehreren zivilen Professoren unterstützt. Am 23. Juli 1863 wurden die organisatorischen Vorschläge und Vorschriften, die William Parker in der Zwischenzeit ausgearbeitet hatte, von Minister Mallory genehmigt und die Marineakademie nahm offiziell ihren Betrieb auf.
Als „Campus“ wurde die in Richmond liegende Patrick Henry, das Flaggschiff der James-River-Squadron, der bei Drewry's Bluff, die nahe des Lagers des Confederate States Marine Corps vor Anker lag, adaptiert. Der 1.300 Tonnen Seitenraddampfer wurde daraufhin von der Rockets Werft bei Richmond zum Schulschiff umgerüstet. Das Schiff konnte jedoch nur 72 Besatzungsmitglieder aufnehmen, was die Größe der Bildungseinrichtung von Anfang an einschränkte. Nur 52 der 106 zugelassenen Kadetten schrieben sich für den ersten Jahrgang ein, teilweise aufgrund der begrenzten Unterbringungsmöglichkeiten auf dem Schulschiff. Die vier Geschütze wurden für Schießübungen und zur Ausbildung der Seekadetten verwendet und dienten bei Bedarf zur Unterstützung der Flussverteidigung. Zwei Klassenräume wurden mittschiffs auf dem Kanonendeck zwischen den Schaufelradkästen eingerichtet, ein übergroßer, vollgetakelter, am Bug platzierter Mast diente der Handhabung und Schulung an den Segeln. Zusätzlich hing zu Übungszwecken an den Davits noch eine kleine Barkasse, die mit einer 12-Pfund-Haubitze bewaffnet war. Über den Schulungsräumen waren Toppgasten postiert, die mit Flaggensignalen Nachrichten an die örtlichen Batterien an Land weiterleiteten. Die Fakultät war auf dem Hurrikandeck zwischen den Schaufelradkästen in zwei kleinen Rezitationsräumen untergebracht. Während seines Lehramts verfasste Parker das Lehrbuch „Elements of Seamanship“.
Gegen Ende des Krieges stieg die Anzahl der Seekadetten stark an und sie mussten in Hütten untergebracht werden, die innerhalb der Drewry's Bluff-Batterien aufgestellt worden waren. Zu dieser Zeit wurden sie aber meist schon für Kampfeinsätze an Land herangezogen. Als Richmond im April 1865 evakuiert wurde, erhielten Parker und seine Kadetten den Befehl, den Präsidenten, sowie die Archive und den Staatsschatz im Wert von 500.000 US-Dollar nach Süden zu eskortieren. Die Nachhut steckte die Patrick Henry in Brand, konnte aber Parker und seine Truppe nicht mehr einholen. Diese bewachte den Zug mit dem Staatsschatz, der für den neuen Regierungssitz in Danville bestimmt war. Am 2. Mai 1865 hörte die Confederate Naval Academy nach etwa zweijährigem Bestehen auf zu existieren.

## Mannschaftsausbildung
Die Marinerekruten wurden üblicherweise für die Grundausbildung auf ein Schulschiff (receiving ship) abkommandiert. Dabei handelte es sich in der Regel um alte Fregatten oder andere Schiffe, die in den Marinewerften vor Anker lagen und als schwimmende Schlafsäle fungierten (Hulk). Im Süden wurden dafür bevorzugt ausgediente Handelsschiffe verwendet. Der angehende Rekrut meldete sich dort zuerst beim Decksoffizier der seine persönlichen Daten in das Bordbuch eintrug und ihn dann zum Vorschiff weiterschickte. Normalerweise stand ihm nur die Kleidung zu, die er für den seinen täglichen Dienst benötigte. Der stetige Mangel an Uniformen machte es aber notwendig, diese Regel bald wieder abzumildern. Im Vorschiff erhielt der Rekrut eine Nummer für seine Hängematte, eine weitere für seinen Seesack und ihm wurde ein Schlafplatz zugewiesen. Danach lernte man danach die wichtigsten Grundlagen des Marinedienstes kennen, darunter vor allem die Offiziere, Unteroffiziere und seine Schiffskameraden korrekt anzusprechen und sie zu respektieren. Viel Zeit wurde in seemännische Übungen investiert, etwa in den richtigen Umgang mit Segeln, der Takelage, der Handhabung von Beibooten und Entermessern sowie die Abwehr von feindlichen Enterkommandos. Je nach Dringlichkeit des Personalbedarfs konnte die Ausbildungszeit zwischen einigen Wochen oder auch nur einigen Tagen betragen. Was nicht mehr auf dem Schulschiff erlernt werden konnte, musste während des aktiven Dienstes nachgeholt werden.

## Offiziere

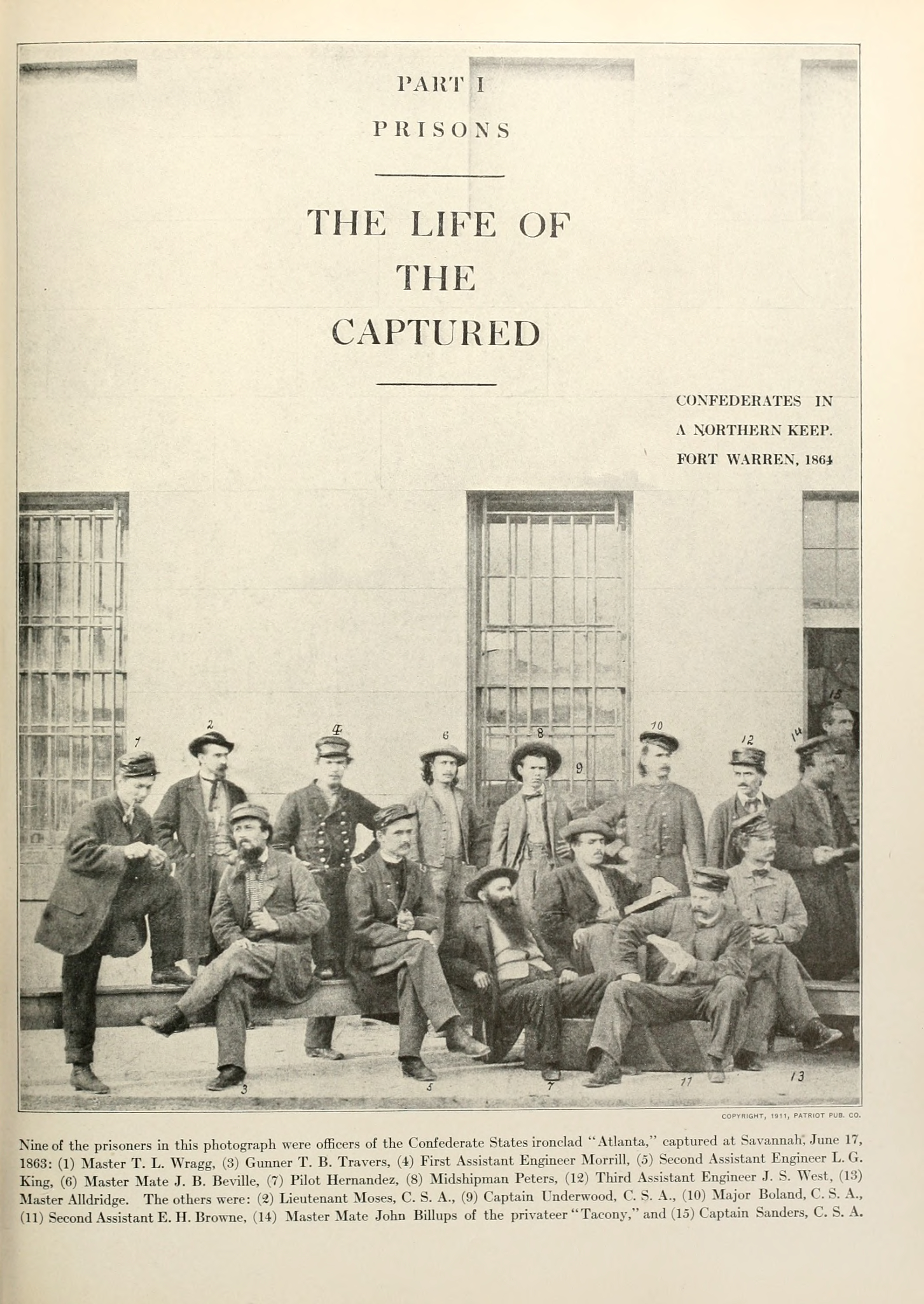
Offiziere der Atlanta als Kriegsgefangene in Savannah, Juni 1863

Führungskräfte, die den Kern des Offizierskorps der CSN bildeten, versammelten sich Anfang Februar in Montgomery, Alabama. Noch bevor sich eine Zentralregierung konstituiert hatte, wurde von ihnen ein Ausschuss eingesetzt, der „...alle mit Marineangelegenheiten vertrauten Personen zusammenrufen soll, deren Konsultation sie für ratsam erachten“. Nur wenige hochrangige Marineoffiziere – fünf Kapitäne und vier Commander – hatten sich schon zu diesem Zeitpunkt für den Süden erklärt, da sich ihre Entscheidung am Verhalten ihrer Heimatstaaten orientierte. Dennoch wurden umgehend Telegramme an alle jene Marineoffiziere verschickt, von denen angenommen wurde, dass sie Sympathien für die Sezession des Südens hegten. Die Bilanz war durchaus positiv, bis Juni 1861 waren einige der dafür in Frage kommenden Offiziere diesen Aufruf gefolgt und hatten die Seiten gewechselt (16 Kapitäne, 34 Commander und 76 Leutnante). Einer von ihnen war Raphael Semmes, Mitglied des Lighthouse Board in Washington, bekannt für eine der schillerndsten Piratenkarrieren der neueren Seegeschichte, schrieb dazu später folgendes:
„Ein Offizier des regulären Heeres oder Marine brauchte großen Mut, um sich für seinen Heimatstaat zu entscheiden. Sein Beruf war sein einziges Vermögen; er war darauf angewiesen damit seinen Lebensunterhalt und den seiner Familie zu bestreiten. Wenn er dort bliebe, wo er war [...] erwarteten ihn wahrscheinlich Beförderungen und Ehrungen; wenn er sich der Sache des Süden anschloss, lag eine dunkle, ungewisse Zukunft vor ihm; er konnte seine Lage damit unmöglich verbessern, und wenn der Süden scheiterte, würde er es ebenfalls tun. Ich habe damit meine Zeit verschwendet.“
Ein anderer war Commander John Mercer Brooke, der bereits für seine Geschütze bekannt war, die er nach seinem eigenen Entwurf in den Tredegar Iron Works in Richmond herstellen ließ. Ein weiterer war John Taylor Wood, Ausbilder an der United States Naval Academy in Annapolis Richard Taylor Allison war seit 1849 Zahlmeister in der US-Marine, 1861 beschloss er die Seiten zu wechseln und reichte formell seinen Abschied ein. Da die Marine aber große Personalprobleme hatte, konnte kurzfristig kein Ersatz für ihn gefunden werden, weshalb ihn Marineminister Welles dazu überredete, vorläufig noch auf seinem Posten zu bleiben. Noch mehrere Wochen lang diente Allison daher einer Institution, gegen die er eigentlich kämpfen wollte.
Der Konföderiertenkongress genehmigte am 21. April 1862 die Aufstockung des Marineoffizierskorps auf vier Admirale, zehn Kapitäne zur See, 31 Fregattenkapitäne, 100 Korvettenkapitäne und Kapitänleutnante sowie 25 Leutnante. Auch der Umfang an Logistik-, Festungs- und Sanitätsoffizieren sowie der Unteroffiziere wurde erhöht. Zu den festgelegten Dienstposten gehörten unter anderen vier Kapitäne zur See, vier Fregattenkapitäne, 30 Korvettenkapitäne und Kapitänleutnante (Lieutenants) sowie die Dienstposten der Logistik-, Festungs- und Sanitätsoffiziere. Den Gesamtumfang der Marine beschränkte der Kongress auf 3.000 Mann. Dadurch war es ihr möglich, alle zu den Südstaaten übergelaufenen Offiziere der Unionsmarine in ihre Dienste zu übernehmen. Trotzdem war die Marine der Konföderierten Staaten der Unionsflotte (alleine 20.000 Matrosen) auch personell immer noch weit unterlegen. Ihr höchster, bekannter, Personalstand betrug 753 Offiziere und 4.450 Mannschaften (1864).

### Vergleich der Dienstgrade in Heer und Marine
| Marine                | Marine                | Heer               |
| --------------------- | --------------------- | ------------------ |
| Flag Officer          | Admiral               | General            |
| Flag Officer          | Vice Admiral          | Lieutenant General |
| Flag Officer          | Rear Admiral          | Major General      |
| Flag Officer          | Rear Admiral          | Brigadier General  |
| Commodore             | Commodore             | Brigadier General  |
| Captain               | Captain               | Colonel            |
| Commander             | Commander             | Lieutenant Colonel |
| Lieutenant commanding | Lieutenant commanding | Major              |
| Lieutenant            | Lieutenant            | Captain            |

1. ↑  Zu Beginn des Krieges legte Kongress der CSA die Senioritätsäquvivalenz der Marine- und Heeresdienstgrade fest. Dabei orientierte man sich für Flaggoffiziere an der etablierten Struktur der Generalität des Heeres. Es gab zu diesem Zeitpunkt keine existierenden amerikanischen Admirale und die Zuordnung blieb teilweise fiktiv. An act for the reorganization of the Navy, abgedruckt in: C.C. Marsh, Josephus Daniels (Hrsg.): Official Records of the Union and Confederate Navies in the War of the Rebellion. Republication by the National Historical Society Auflage. Series II, Vol. 2. Harrisburg, P.A. 1987 (englisch, englisch: Official Records of the Union and Confederate Navies in the War of the Rebellion. Washington, D.C. 1921.). S. 57–58. Online unter: An act for the reorganization of the Navy. In: hathitrust.org. Abgerufen am 29. Januar 2024 (englisch).
2. ↑  Der Dienstgrad Flag Officer wurde bei Gründung der CSN von der Unionsmarine übernommen, in der er als Äquivalent aller Admirale als einziger Dienstgrad über dem Captain existierte. Nach der Ernennung des einzigen Admirals der CSN wurden Flag Officers als einem Major General gleichrangig, also einem Rear Admiral entsprechend angesehen. Das Navy Department in Richmond legte im November 1862 die die Rangfolge Admiral → Flag Officer → Captain fest, abgedruckt in: C.C. Marsh, Josephus Daniels (Hrsg.): Official Records of the Union and Confederate Navies in the War of the Rebellion. Republication by the National Historical Society Auflage. Series II, Vol. 2. Harrisburg, P.A. 1987 (englisch, englisch: Official Records of the Union and Confederate Navies in the War of the Rebellion. Washington, D.C. 1921.). S. 300. Online unter: General Order, November 22, 1862. In: hathitrust.org. Abgerufen am 29. Januar 2024 (englisch).
In der vom Kongress der CSA festgelegten Senioritätsäquvivalenz der Marine- und Heeresdienstgrade taucht der Flag Officer nicht auf.
3. ↑  In der vom Kongress der CSA festgelegten Senioritätsäquvivalenz der Marine- und Heeresdienstgrade wird der Vice Admiral dem Lieutenant General gleichgestellt. Es wurde während der Existenz der CSN jedoch nie ein Vice Admiral ernannt.
4. ↑  Traditionell wird der Marinedienstgrad Rear Admiral als niedrigster Admiralsdienstgrad dem Major General zugeordnet, letztendlich aber als Entsprechung sowohl des Ein- als auch des Zwei-Sterne-Generals angesehen. In der heutigen US Navy existieren deswegen zwei Dienstgrade: Rear Admiral (upper half), dem Major General entsprechend, und Rear Admiral (lower half), dem Brigadier General entsprechend. Der einzige Rear Admiral der CSN, Raphael Semmes, betrachtete selbst seine Ernennung zum Rear Admiral als einer Ernennung zum Brigadier General des Heeres entsprechend.
In der vom Kongress der CSA festgelegten Senioritätsäquvivalenz der Marine- und Heeresdienstgrade wird der Rear Admiral dem Major General gleichgestellt.
5. ↑  Traditionell wird der Commodore in der Ranghierarchie der Marine nicht als Flaggoffizier angesehen, steht also unter dem niedrigsten Admiral. Es handelt sich vielmehr um eine besondere Rangstufe des Captains.
In der vom Kongress der CSA festgelegten Senioritätsäquvivalenz der Marine- und Heeresdienstgrade wird der Commodore von der Marinetradition abweichend dem Brigadier General gleichgestellt.
6. ↑  In der heutigen Dienstgradhierarchie der amerikanischen Marine würde diese Rangstufe als Lieutenant Commander bezeichnet.

## Mannschaften

Rekrutierungsaufruf der CSN, 1863

Während des gesamten Bürgerkriegs litten die Marinen beider Seiten unter großem Personalmangel. Die Anforderungen der Armeen an Soldaten waren so umfangreich, dass nie genug Matrosen, insbesondere erfahrene Männer, verfügbar waren, um die Besatzungen aller im Einsatz befindlichen Schiffe zu vervollständigen. Dies erwies sich insbesondere im Süden als ein großes Problem, wo der Pool an verfügbaren Seeleuten schon in Friedenszeiten nie sehr groß gewesen war. Mallory brachte den Kongress 1863 dazu, ein Gesetz zu verabschieden, das vorsah, dass jeder Mann, der in der Armee diente und sich freiwillig zur Marine meldete, unverzüglich versetzt werden musste. Er behauptete weiters, dass sich schon hunderte Männer freiwillig dafür gemeldet hätten, aber ihre Vorgesetzten sie nicht gehen lassen wollten. Manchmal war es notwendig, auch Soldaten für den Marinedienst abzustellen; viele waren darüber nicht besonders glücklich, einige hatten Probleme mit der strengen Disziplin an Bord oder desertierten einfach. Es meldeten sich jedoch immer genügend Männer, um die Schiffe ausreichend zu bemannen. Die, die nicht auf See Dienst taten, wurden in der Regel den Küstenschutzforts und denen entlang der Flüsse zugeteilt oder dienten zeitweise in der Landarmee. Die Mannschaftsstärke der Marine betrug im Krieg wahrscheinlich weniger als viertausend Mann.
Zumindest die Kaperfahrer hatten nicht so große Schwierigkeiten, geeignete Männer anzuheuern. Ihre Kommandanten griffen dabei oft auch auf die Besatzungen der von ihnen aufgebrachten Schiffe zurück, sie zahlten zudem eine höhere Heuer und diese noch dazu meist in Gold. Dies und die Aussicht ansonsten für unbestimmte Zeit als Gefangener unter Deck zu verschwinden, überzeugten viele, sich in den Dienst der CSN zu stellen. Ein unangenehmer Nebeneffekt dieser Praxis war jedoch, dass ein hoher Prozentsatz der Besatzungen dieser Schiffe aus Ausländern bestand, mit oft zweifelhafter Loyalität für die Sache der Konföderation. Einige Gefangene wurden aber auch zum Dienst in der konföderierten Marine gepresst. Captain Raphael Semmes und Lieutenant James I. Waddell hatten sich beide in dieser Hinsicht schuldig gemacht, allerdings hatten sie dieses Mittel nur als allerletzte Maßnahme angewendet, insbesondere Semmes machte jedem deutlich, dass er nur Freiwillige an Bord haben wollte. Es kam vor, dass einige der Prisen als Hilfsschiffe eingesetzt wurden, allerdings geschah dies nur in sehr wenigen Fällen. Hinzu kam, dass die konföderierten Kapitäne meist nicht in der Lage waren, Männer und Waffen abzugeben. Alle hatten schon genug damit zu tun, wenigstens eine Minimalbesatzung an Bord zu halten.
Im Süden musste ein Mann unter 21 Jahren, der der Marine beitreten wollte, dafür erst die Zustimmung seiner Eltern oder seines gesetzlichen Vormunds einholen. Jungen unter 14 Jahren wurden nicht angenommen. Ein Seemann musste zudem die Mindestgröße von 1,20 Meter erreichen. Ein unerfahrener Mann mit Berufsausbildung konnte im Alter zwischen 24 und 35 Jahren anheuern. Unerfahrene ohne Ausbildung wurden für gewöhnlich als Hilfskräfte (landsmen) oder Kohlenträger (coal heavers) eingesetzt. Auch freien Schwarzen war es gestattet sich der CSN anzuschließen, wenn sie vorher eine Sondergenehmigung der obersten Marinebehörde oder des örtlichen Geschwaderkommandanten eingeholt hatten. Sklaven konnten sich nur mit Erlaubnis ihrer Besitzer anheuern lassen, einige von ihnen dienten als Offiziersburschen, Kohlenträger oder Lotsen. Der Beitritt zur Besatzung eines Kriegsschiffes war für den Rekruten sicherlich eine prägende Erfahrung. Hier fand er eine Vielzahl von unterschiedlichen Charakteren vor. Es gab ältere, wettergegerbte Haudegen, die schon viele Jahre zur See fuhren, Europäer, Afroamerikaner und auch gelegentlich einen nordamerikanischen Indianer oder pazifischen Inselbewohner. Die Besatzungen der Kanonenboote und Panzerschiffe, die die Häfen, Buchten und Flüsse verteidigten, waren etwas homogener, insbesondere zu Beginn des Krieges.

## Marine Corps

Flagge des CS-Marinekorps

Der konföderierte Kongress genehmigte am 16. März 1861 die Aufstellung eines Marineinfanteriebataillons, das Confederate States Marine Corps (CSMC) war Teil der Confederate States Navy. Das Korps erreichte jedoch nie seine geplante Mannschaftsstärke, deswegen es während des gesamten Krieges mit seinen Aufgaben mehr als ausgelastet war. Die Angehörigen des CSMC dienten überwiegend in Küstenbefestigungen, aber auch an Bord von Schiffen sowie in Infanterie- und Artillerieeinheiten. Obwohl per Gesetz dem Korps zehn Kompanien mit jeweils einhundert Mann zugestanden wurden, hatte es nie mehr als sechs Kompanien unter Waffen, einige wurden erst während des Krieges aufgestellt. Aus diesem Grund waren nie mehr als 600 konföderierte Marines im Einsatz, obwohl während seiner Existenz etwa 1.200 im Korps dienten. Deswegen war die Truppe während des gesamten Krieges mit ihren Aufgaben mehr als ausgelastet. Das Korps wurde hierzu in kleinere Züge aufgeteilt, um z. B. als Schiffswache oder für Sonderkommandos eingesetzt zu werden. Da die Marines hauptsächlich in solchen kleinen Abteilungen operierten, diente dort eine ungewöhnlich große Anzahl von Armeeoffizieren, die sie bei Landeinsätzen auch anstelle eines Marineoffiziers befehligen konnten. Dies bewahrte nicht nur die Autonomie des Korps, sondern stellte auch sicher, dass man es nicht als konzentrierte Streitmacht einsetzte und damit womöglich seine vollständige Vernichtung in einer einzigen Schlacht riskierte. Die Organisation des CSMC war mit dem des US-Marine Corps nahezu identisch, außerdem zählte es zu den wenigen regulären Einheiten im konföderierten Militärapparat, wodurch an seine Soldaten auch höhere Anforderungen gestellt wurden. Die Marines waren sowohl als Infanteristen als auch als Artilleristen einsetzbar, was es ihnen ermöglichte, sich während des Krieges rasch an die Gegebenheiten vor Ort anzupassen. Sie dienten überwiegend in Küstenbefestigungen und als Geschützmannschaften und trugen maßgeblich dazu bei, die Existenz der Konföderation zu verlängern, indem sie z. B. die Hauptstadt Richmond schützten, die für den Nachschub bedeutsamen Hafenstädte verteidigten und Schlüsselpositionen in den Frontlinien mehrerer bedeutender Schlachten hielten. Sie konnten damit während des Krieges einige bemerkenswerte Erfolge zu Land und zu Wasser erringen. Darüber hinaus führte die Armee, mit tatkräftiger Unterstützung der Marineinfanteristen, mehrere erfolgreiche Feldzüge am östlichen Kriegsschauplatz durch. Obwohl technologische Fortschritte und Personalmangel ihre Kampfeinsätze stark veränderte, blieb die Marineinfanterie eine wichtige Komponente in den konföderierten Seestreitkräften. Letztendlich war sie jedoch nicht in der Lage, die ihr vorgegebenen militärischen Ziele auch nur ansatzweise zu erreichen.

## Bausoldaten
Eine weitere Spezialeinheit unter dem Kommando der Marine entstand nach Verabschiedung des Wehrpflichtgesetzes von 1864. Mechaniker und Handwerker wurden hierfür im Auftrag des Marineministeriums aus der Armee und aus Wehrpflichtigen  rekrutiert. Ein Teil ihres Solds kam von der Armee, der andere von der Marine. Sie wurden in einer vom Marine Corps beaufsichtigten Einheit militärisch organisiert. Es herrschte ein ständiger Kampf mit dem Kriegsministerium um die Stellung dieser dringend benötigten Fachleute, die, da sie nicht an der Front dienen und sich auch nicht darüber hinaus für die Sache des Südens engagieren wollten. Mallory beklagte sich mindestens einmal in Briefen über diesen Umstand:
„Die Mechaniker und anderen Arbeiter des Ministeriums sind wie eine Einheit organisiert, bewaffnet und auch ausgerüstet. Die wiederholten Angriffe des Feindes auf die Stadt, die sie zum Einsatz rief, haben den Fortschritt wichtiger Arbeiten jedes Mal erheblich verzögert und in einigen Fällen sogar ganz zum Erliegen gebracht. Viele der am besten ausgebildeten Arbeiter sind Europäer, die wenig Interesse an unserem Kampf haben und sich den Gefahren und Entbehrungen des Krieges nicht aussetzen wollen. Desertionen unter ihnen sind häufig. Der Feind, bietet dieser Klasse unserer Bürger große Anreize, um uns zu verlassen, und die begrenzte Zahl erfahrener Handwerker in der Konföderation nimmt täglich ab. Es wird sehr schwierig sein, ihre Stellen neu zu besetzen. Da in der gesamten Konföderation, sowohl in öffentlichen als auch in privaten Einrichtungen, ein dringender Bedarf an Fachkräften besteht.“

## Sanitätswesen
Das Office of Medicine and Surgery (OMS) der Konföderierten Marine wurde offiziell am 16. März 1861 gegründet, als Präsident Jefferson Davis den Navy Act in Kraft setzte. Das OMS war eines von fünf Büros im Confederate Navy Department und administrierte und rekrutierte das gesamte medizinische Personal der neuen Marine. Geleitet wurde es von William Augustine Washington Spotswood, der die medizinische Fakultät der University of Virginia besucht hatte und 1828, nach Abschluss seines Studiums, als Assistenzarzt bei der Flotte anheuerte. Spotswood schied am 19. Januar 1861 aus der US-Marine aus und wurde der Pensacola Navy Yard zugeteilt. Seine Abteilung sollte den Betrieb von Marinehospitälern, den Erwerb und Herstellung von Arzneimitteln sowie Beschaffung oder Herstellung medizinischer und chirurgischer Hilfsmittel organisieren. Ärzte und Stewards dienten nicht nur auf Kriegsschiffen, sie waren auch in den Marinebasen stationiert, organisierten den Nachschub, nahmen an Kampfeinsätzen teil, stellten die gesundheitliche Eignung von Rekruten fest und bemannten manchmal sogar Geschütze der Küstenbatterien. Die Bereitstellung medizinischer Versorgung erfolgte oft unter schwierigsten Umständen, einschließlich den Mangel an Medikamenten, Geld und Nahrungsmitteln. Viele ihrer Offiziere (ca. 28 %) hatten vorher in der United States Navy gedient, aber auch zusätzlich angeworbenes Personal und Zivilärzte unterstützten sie bei ihrer Arbeit. Diese sollte in erster Linie in der Behandlung von Schusswunden und anderen Verletzungen bestehen, sie waren jedoch häufiger mit der Vorbeugung und Behandlung von Krankheiten wie der Malaria beschäftigt. Das Gesetz vom März 1861, gestattete es dem OMS, 5 Chirurgen und 5 Assistenzchirurgen einzuziehen. Im Dezember 1861 wurden auch 30 Vertragsärzte ("temporary physicians") angeworben. Der Bedarf an ausgebildeten Medizinern stieg jedoch weiter, sodass der Konföderiertenkongress im April 1862 ein Gesetz verabschiedete, das die Zahl der OMS-Ärzte noch weiter erhöhte:
- Ein Oberarzt (general surgeon),
- 20 Chirurgen (surgeon),
- 15 voll ausgebildete Assistenzchirurgen (passed assistant surgeons) und
- 30 Assistenzchirurgen (assistant surgeons).

Der Bedarf an seemännischen Personal stieg jedoch weiter und 1863 wurde Präsident Davis autorisiert so viele Marineoffiziere zu ernennen, wie er es für nötig hielt. Insgesamt dienten während des Krieges 107 Marineärzte in der CSN. Sie wurden von surgeon's stewards (ein Unteroffiziersrang) unterstützt, die auch über praktische Kenntnisse in der Pharmazie und der Pflege von Verwundeten verfügen mussten. Im Allgemeinen war das Leben eines Marinearztes weniger gefährdet als das ihrer Kollegen in der Armee. Viele von ihnen arbeiteten in den großen Hafenstädten und ihre Schiffe lagen wegen der Blockade durch die Union die meiste Zeit untätig vor Anker. Falls sie dennoch einmal ins Kampfgeschehen gerieten, waren sie durch die tief im Schiffsbauch liegenden Verbandsplätze besser vor feindlichen Beschuss geschützt. Allerdings war das Risiko einer Ansteckung sehr hoch. Auch schlecht abgekochtes oder verunreinigtes Essen konnte zu Krankheiten führen. Besonders die Sanitäter auf Schiffen die in der Nähe von Marschland ankerte, erkrankten oft an der Malaria. Insgesamt starben aber nur vier Schiffsärzte im aktiven Dienst.

## Seedienst
In regelmäßigen Abständen erhielt der Kommandant eines Schulschiffes den Befehl, eine bestimmte Anzahl seiner Rekruten auf ein Schiff zu entsenden, das für den aktiven Dienst vorbereitet wurde, oder als Ersatz für Männer, die man durch Tod, Krankheit oder Desertation verloren hatte. Nachdem man sich ordnungsgemäß für den regulären Dienst gemeldet hatte, wurde man seiner Station und einer Hängematte zugeteilt. Jeder bekam eine Dienstnummer, die man sich zu merken hatte. Bis ihm seine Aufgaben zur zweiten Natur wurden, konnte man sein Gedächtnis durch Lektüre der Station-Bill auffrischen, in der die Pflichten jedes einzelnen Mannschaftsangehörigen genau aufgelistet waren. Auf den meisten Kanonenbooten entfielen alle mit Masten, Takelage und Rahen verbundenen Pflichten. Diese Schiffe waren auch viel kleiner als eine Dampffregatte oder die zu Kriegsschiffen umgebauten Frachtsegler. Aber auf jedem Schiff gab es Quartiere, Kanonen und Decks, die sauber gehalten und Wachen die eingeteilt werden mussten. Auf allen Dampfschiffen war es zudem ein ständiges Problem, Schiff und Ausrüstung vom allgegenwärtigen Kohlenstaub freizuhalten. Auch für diejenigen, die vorher schon in der Handelsmarine gedient hatten, war das Leben auf einem Kriegsschiff – teilweise – eine gänzlich neue Erfahrung. Auf Handelsschiffen wurde zum Beispiel beim Lichten des Ankers gesungen. In der Marine musste die meisten Aufgaben schweigend (insbesondere in der Nähe von Feindschiffen) ausgeführt werden, damit die Befehle der Offiziere nicht überhört wurden und man nicht seine Position verriet. Aus dem gleichen Grund waren auch lautstarke Unterhaltungen während der Wache verboten. Auf Kriegsschiffen beider Seiten wurden ansonsten die Befehle – je nach der aktuellen Situation – durch Rufen, mit Pfeif- oder Trommelsignalen abgegeben. Offiziere und Marinesoldaten hatten die Pflicht, die Disziplin unter den Matrosen durchzusetzen. Raufbolde wurden für gewöhnlich als Warnung zwanzig Stunden lang in Ketten gelegt und bei Wasser und Brot im Kabelgatt eingesperrt. Kleinere Auseinandersetzungen wurden für gewöhnlich untereinander geregelt, der Schuldige wurde dabei meist das Opfer eines „Unfalls“. Der wachhabende Offizier sorgte dafür, dass die einfachen Seeleute ihre Tätigkeiten an Bord ordnungsgemäß erledigten. Zur Beherrschung dieser Aufgaben wurden die Männer kontinuierlich im Umgang mit der Takelage, der Ausrüstung, den Handwaffen, den Beibooten sowie den Kanonen geschult. In der Marine der Konföderation mussten die Männer zudem immer dann eine zusätzliche Ausbildung absolvieren, insbesondere wenn sie auf ein anderes Kriegsschiff abkommandiert wurden, da dieses meist nicht über baugleiche Maschinen oder Geschütze verfügte.
In beiden Marinen war der Tagesablauf weitgehend gleich, abhängig von der Größe des Schiffes, den Präferenzen des Commanding officers (Kommandanten), der Jahreszeit und den alltäglichen Bedürfnissen. Für die Matrosen konnte der Tag bereits um 4:00 Uhr beginnen, wenn das Schiff wieder einmal gründlich gereinigt oder Kohle gebunkert werden musste. Ansonsten könnte ein typischer Tag auf See wie folgt verlaufen sein:
- 05:00 Uhr: Wecken der Mannschaft durch den Waffenmeister oder einer seiner Korporale durch ein Hornsignal. Der wachhabende Bootsmannsmaat begab sich danach in das Kojendeck, schrie noch schlafende Männer an und schlug auf deren Hängematten. Den Männern wurde befohlen, aufzustehen und ihre Hängematten samt Bettzeug ordnungsgemäß hinter Seilnetzen zu verstauen.
- 05:07 Uhr: Antreten zum Deckschruppen und Reinigung bzw. Prüfung der Ausrüstung und Waffen unter Aufsicht des Bootsmannsmaats.
- 07:30 Uhr: Inspektion durch den Waffenmeister ob alle Seeleute sich gewaschen hatten und ihre Kleidung in Ordnung war. Danach musste jeder einzelne von ihnen die Wanten so schnell wie möglich bis zur Mastspitze auf- und wieder runterklettern. Wer zu langsam war, musste die Übung wiederholen. Dies sollte ihre Fitness und Agilität bewahren und den Appetit steigern.
- 08:00 Uhr: Nach dem Pfeifsignal des Bootsmannsmaats konnte die Mannschaft ihr Frühstück einnehmen. Die Geschützmannschaften, Kohlenträger, Heizer und Toppgasten hatten ihre eigenen Messen, die oft durch die Wache bestimmt wurden, zu der sie gerade gehörten. Offiziere, Unteroffiziere und Marinesoldaten speisten getrennt von der übrigen Mannschaft. Alle Mahlzeiten waren auf die tgl. Wachabfolge abgestimmt (alle vier Stunden), d. h. zu jeder der Mahlzeiten wurde auch die Wache abgelöst. So konnten während des Tages alle Mahlzeiten innerhalb von weniger als acht Stunden eingenommen werden.
- 09:30 Uhr: Rückkehr der Mannschaft in die Quartiere oder auf die ihnen zugewiesenen Stationen. Die Waffen wurden mehrmals am Tag überprüft, um sicherzustellen, dass sie ordnungsgemäß gesichert und für den Notfall bereit waren. Sobald auch dies erledigt war, konnten die Matrosen wieder anderen Aktivitäten nachgehen.
- 12:00 Uhr: Antreten zum Mittagessen, wofür sich die Männer wieder bei ihren Messen zu melden hatten. Nach dem Mittagessen kehrten die Männer wieder auf ihre Stationen/Quartiere zurück, oder der Rest des Nachmittags wurde für Übungen verschiedenster Art verwendet.
- 16:00 Uhr: Antreten zum Abendessen.
- 17:30 Uhr: Abgang der Mannschaft in die Quartiere oder auf die ihnen zugewiesenen Wachstationen. Noch einmal wurden Waffen und Stationen inspiziert, um sicherzustellen, dass alles für die Nacht bereit und gesichert war. Wenn die Inspektionen abgeschlossen war, verkündete der Bootsmann mittels Pfeifsignal, dass die Hängematten für die Nachtruhe aufgehängt werden konnten. Alle Besatzungsmitglieder, die nicht Wache hatten, konnten danach wieder anderen Aktivitäten nachgehen.[67]

### Deserteure
Im Verlauf des Krieges und im Zuge der ersten großen Niederlagen schwand in der kämpfenden Truppe Patriotismus und Abenteuerlust zusehends dahin; die Zahl der Kriegsopfer stieg immer weiter an; Krankheiten wurden alltäglich; die schweren Strapazen und Entbehrungen des Felddienstes forderten einen hohen Tribut unter den oft nur mangelhaft versorgten Matrosen. Viele ertrugen stoisch das tägliche Elend und kämpften weiter mit Mut und Hingabe, während andere es vorzogen zu desertierten. Offizieren und Mannschaften wurde der Sold entzogen, wenn sie unerlaubt abwesend waren; verurteilte Fahnenflüchtige konnten hingerichtet, zur Zwangsarbeit gezwungen oder inhaftiert werden. Doch auch diese Disziplinierungsmaßnahmen zeigten nur wenig Wirkung. Die vom Quartermaster General's Department am 19. September 1861 erlassenen, diesbezüglichen Vorschriften sahen eine Belohnung von 30 Dollar für ihre Ergreifung vor und galten auch für das Marine Corps. Viele kehrten nach Regelung ihrer Angelegenheiten in der Heimat aber auch wieder zu ihren Einheiten zurück und wurden deswegen etwas milder bestraft. Wer nur für kurze Zeit abwesend gewesen war, musste 30 Tage lang täglich zwei Stunden lang ein Band mit der Aufschrift „Deserteur“ tragen und verlor für drei Monate seine uneingeschränkte Bewegungsfreiheit. Einige Deserteure tauchten hingegen einfach in anderen Einheiten unter.

## Ernährung
Die Essensrationen bestanden aus einem Stück Schweinefleisch, Gemüse und Kaffee. Von Zeit zu Zeit konnte man seine Mahlzeiten durch ein Stück Käse verfeinern. Oft gab es auch Gelegenheiten sich in den Küstenorten mit frischen Proviant zu besorgen und damit den eintönigen Speiseplan zu ergänzen. Die Besatzungen der Kaperschiffe waren in dieser Hinsicht viel besser versorgt, da sie auch auf die erbeuteten Nahrungsvorräte von Handelsschiffe zurückgreifen konnten. Für den Rest der CSN waren Nahrungsmittel wie Käse, Butter und Rosinen, obwohl sie als Teil der Standardrationen vorgesehen waren, nur sehr selten verfügbar. Tee und Kaffee konnte man manchmal von Blockadebrechern bekommen, allerdings zu einem sehr hohen Preis. Trotzdem waren die Matrosen der CSN meist besser ernährt als die Armee. Pro Tag bezog jeder Mann in der Regel eineinhalb Pfund gesalzenes Rindfleisch, Schweinefleisch oder Speck. Noch bis ins Jahr 1864 konnte an die Besatzungen der James River Squadron dreimal pro Woche eine ausgiebige Mahlzeit ausgegeben werden.

## Flottenbauprogramm

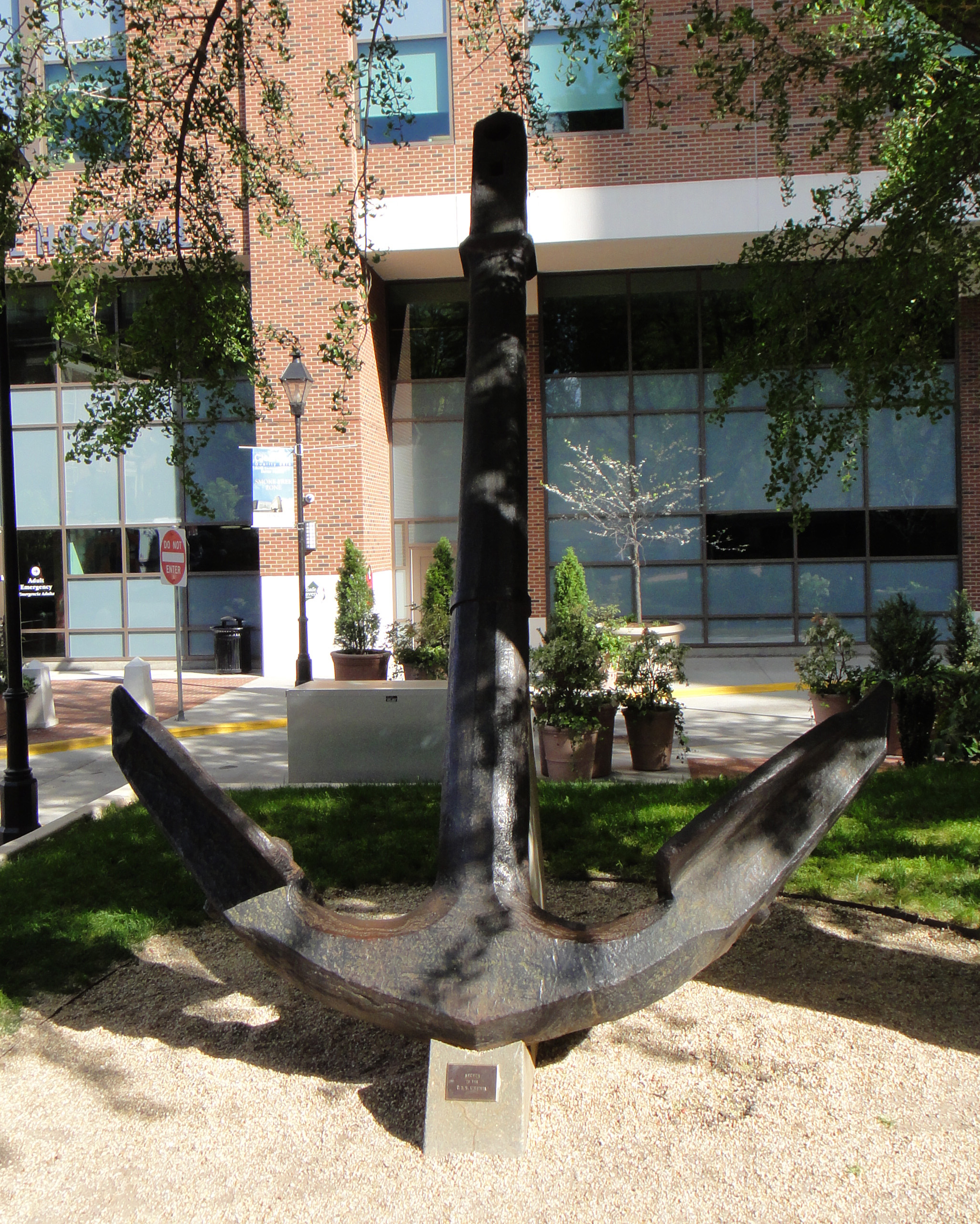
Anker der Virginia (Museum of the Confederacy, Richmond)

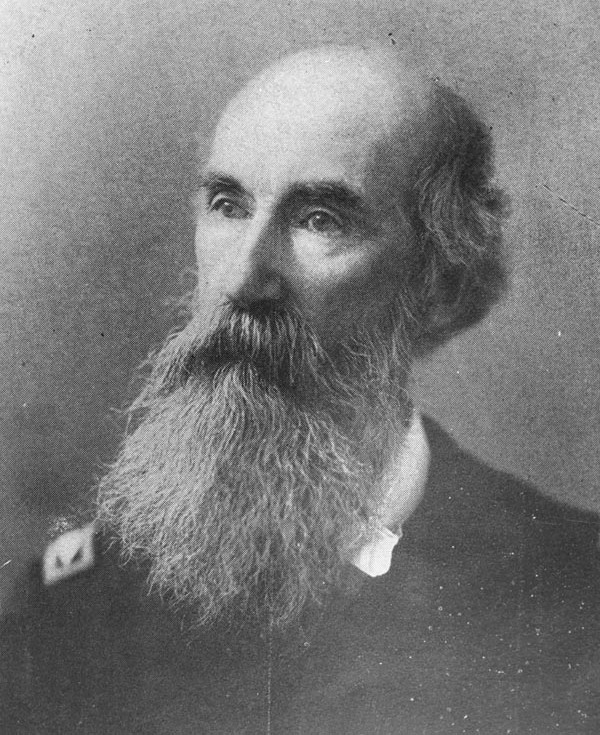
John Mercer Brooke

Bei Hampton Roads aufgezogene Gösch der Virgina

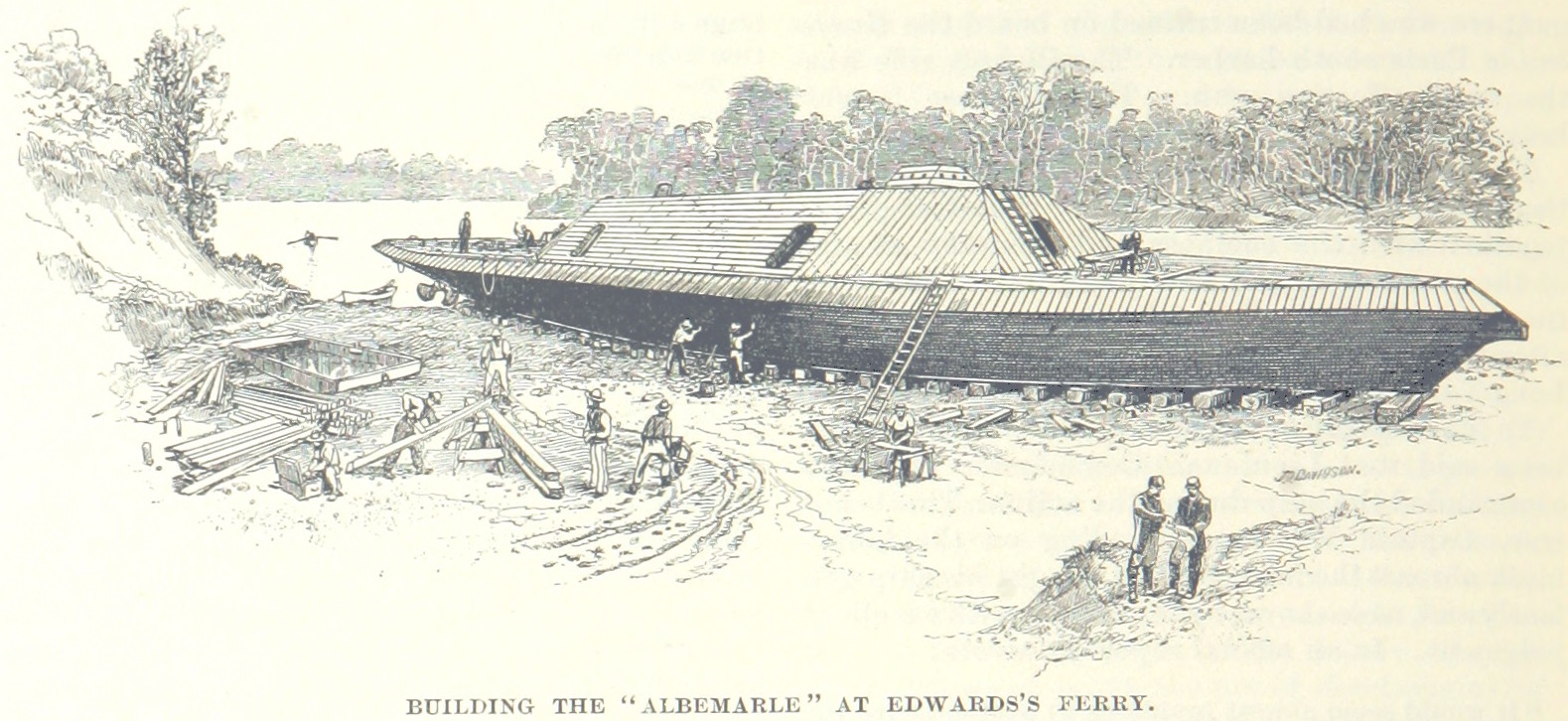
Bau der Albemarle bei Edward's Ferry, nahe des heutigen Scotland Neck, North Carolina

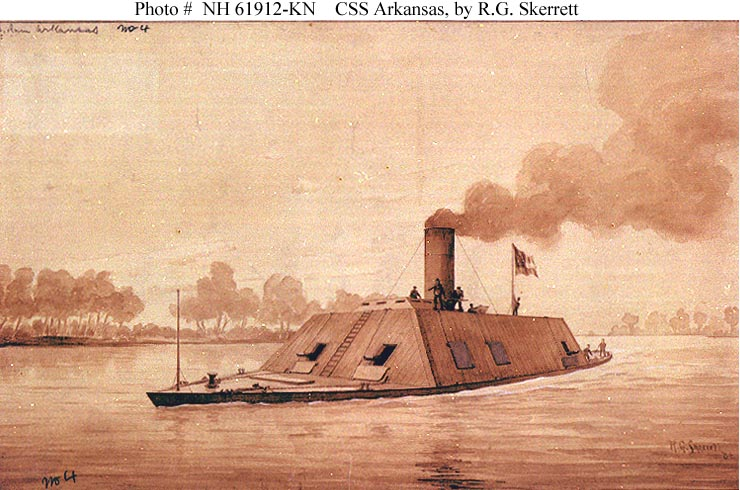
Die Arkansas auf dem Mississippi

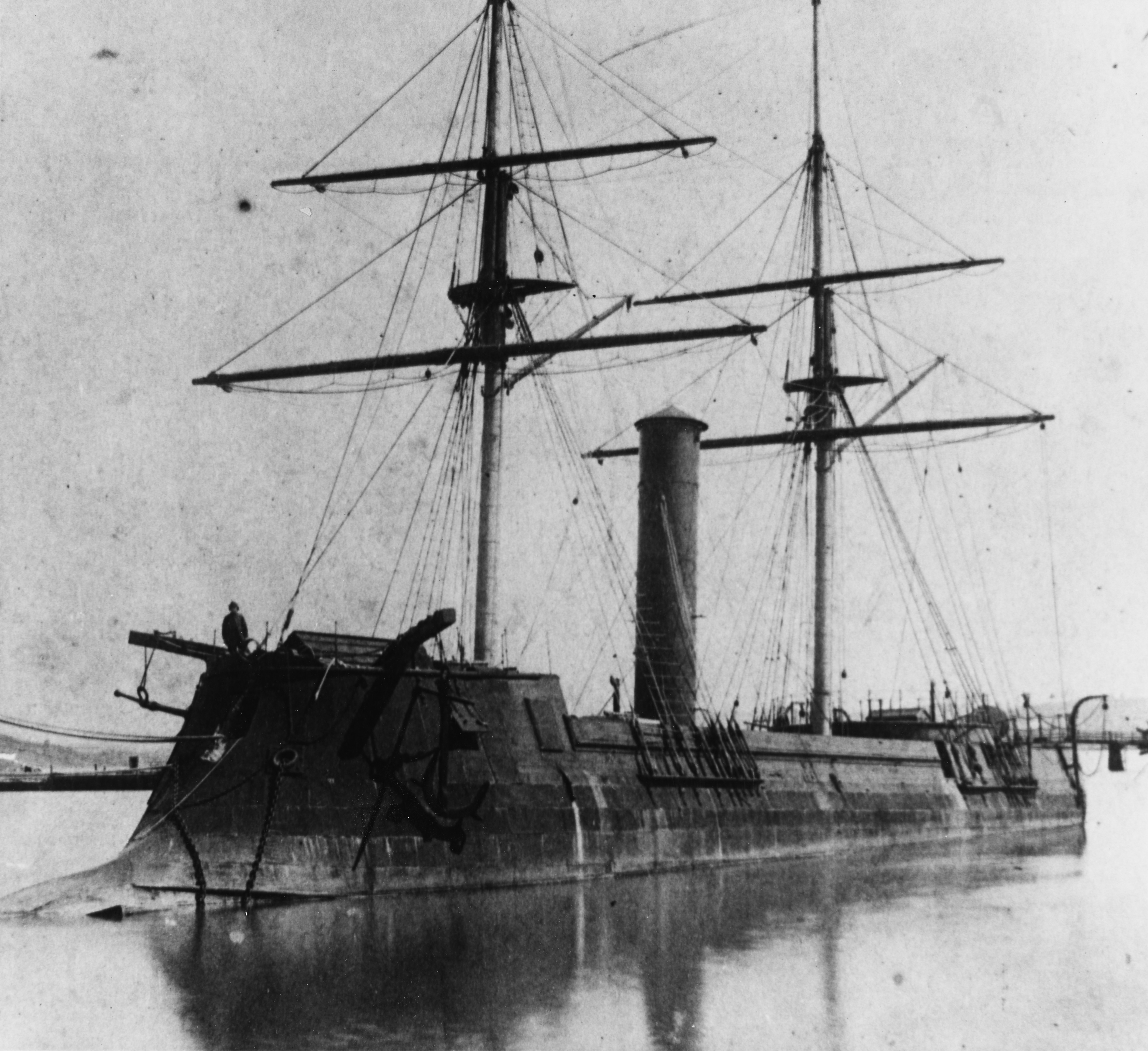
Die Stonewall in der Washington Navy Yard, 1865

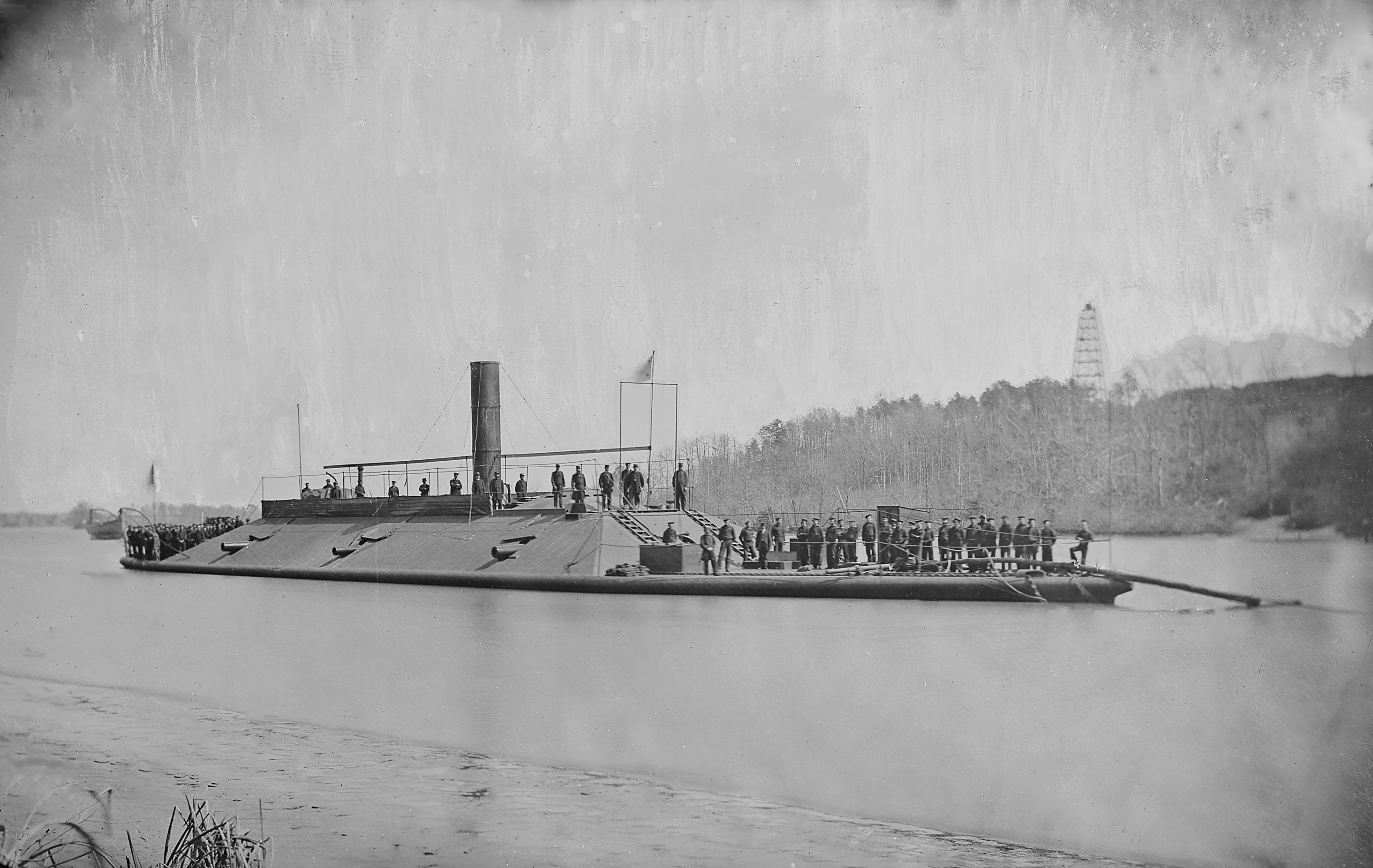
Die Atlanta patrouilliert nach ihrer Übernahme durch die Unionsmarine auf dem James River (1863)

Die Schaffung einer Panzerschiffflotte war, im Hinblick auf die knappen Ressourcen im Süden, das Ergebnis von großen Einfallsreichtum und Improvisationstalent. Die Konstrukteure passten bestehende Schiffe an oder bauten von Grund auf neue, um so den Würgegriff der US Marine wenigstens etwas zu lockern. Die Panzerschiffe entstanden in abgelegenen Maisfeldern, an den Ufern von Binnenflüssen oder in Marinewerften in Sichtweite des Feindes. Das Ergebnis war eine unorthodoxe, aber im Detail durchaus bemerkenswerte Sammlung von Schiffen, die fast fünf Jahre lang die Präsenz der Südstaatenmarine auf den Flüssen und Küstengewässern des Südens aufrechterhalten konnte.
Die Panzerschiffe (Ironclads oder Ram's) der Konföderierten waren weder die ersten, die gebaut und in einer Schlacht eingesetzt wurden, geschweige denn die technisch fortschrittlichsten. Schwimmende Panzerbatterien der französischen Flotte hatten während des Krimkrieges russische Artilleriestellungen beschossen. Und sowohl Großbritannien als auch Frankreich hatten noch vor dem Ausbruch des amerikanischen Bürgerkriegs gepanzerte Kriegsschiffe in Dienst gestellt. Man erkannte, dass vor allem gepanzerte Schiffe wesentlich dazu beitragen konnten, die maritimen Defizite des Südens auszugleichen. Das Navy Department legte daher den Bau von Ironclads und den Kauf von Kriegsschiffen aller Klassen im Ausland als vordringlichste Aufgabe fest. Marineminister Mallory, war sich jedoch der enormen Defizite des Südens hinsichtlich des Bau von Kriegsschiffen bewusst und versuchte weiter, über seine dort ansässigen Agenten gepanzerte Schiffe in Europa zu erwerben. Im Mai 1861 stellte der Kongress 2 Millionen Dollar für den Bau und Kauf von Panzerschiffen aus Europa zur Verfügung. Unter anderem versuchte Mallory das Panzerschiff La Gloire zu erwerben, was ihm die Franzosen jedoch verweigerten. Trotz ihrer Bemühungen gelangte nur eines davon, die in Frankreich gebaute Stonewall, in den Dienst der CSN, aber der Krieg endete, bevor sie noch in die Kämpfe eingreifen konnte.
Um vor allem den Mississippi kontrollieren zu können, mussten auch eine Reihe Flusspanzerschiffe, meist auf Rümpfen umgebauter Zivilschiffe, Korvetten oder Fregatten, ausgerüstet werden. Sie verfügten noch über die konventionelle Geschützaufstellung an den Seiten, nur die Union besaß Patente für drehbare Coles-Geschütztürme, das Embargo hinderte jedoch Richmond daran, diese Technik ebenfalls zu nutzen. Man versuchte auch Kriegsschiffe aus britischen, französischen oder deutschen Marinearsenalen zu erwerben. Agenten wurden nach Europa entsandt, um Schiffswerften in Großbritannien und Frankreich unter Vertrag zu nehmen. Auch die Einzelstaaten begannen zunächst eigene Marinestreitkräfte aufzustellen und Kriegsschiffe auszurüsten. Nachdem Virginia am 17. April 1861 aus der Union ausgetreten war, verfügte es – kurzzeitig – über eigene Seestreitkräfte, die Virginia State Navy, sie wurde aber schon Ende 1861 in die CSN übernommen. Die Regierung von South Carolina rüstete im März 1861 ein Kriegsschiff aus, das erste, das dort seit dem Unabhängigkeitskrieg in Dienst gestellt wurde. Zudem forcierte Mallory die Entwicklung von neuen Waffen wie U-Boote, Torpedos und Seeminen. Schon im Mai 1861 verfügte der Süden über eine Flottille aus zehn Schiffen mit 15 Kanonen. Manche von ihnen waren beschlagnahmt worden, andere aufgekauft und einige davon waren sogar eingezogene Sklavenschiffe. Bis Dezember des gleichen Jahres hatte man insgesamt über 65 Schiffe verschiedener Klassen und Bewaffnung in den Dienst gestellt. Einundzwanzig davon waren Dampfschiffe, die meisten davon aber klein und mehr auf Geschwindigkeit als auf Robustheit ausgelegt und mit weniger als fünf Kanonen bewaffnet. Ein paar waren nur durch an der Reling festgezurrte Baumwollballen notdürftig geschützt. Das Navy Department hatte zudem mit zweiunddreißig Werften Verträge über den Bau von vierzig Kanonenbooten, schwimmenden Batterien und Kriegsschiffen abgeschlossen. Darüber hinaus ließ man auch in den Marinewerften neue Schiffe auf Kiel legen.
Dass er seine Ideen schneller als erwartet umsetzen konnte, verdankte Mallory auch einem glücklichen Zufall: Die Unionsbesatzung musste Anfang 1861 die Gosport Navy Yard in Norfolk (Virginia) räumen, ohne vorher die dort gelagerten riesigen Lagerbestände in Brand setzen zu können. Dies war ein Geschenk des Himmels für die junge CS-Marine, da nun ein solider Grundstock an Kriegsmaterial aller Art vorhanden war, mit der die kleine Flotte weiter expandieren konnte. Die Konföderation erhielt nicht nur einen Vorrat an schweren Kanonen, Schießpulver und Granaten, sondern auch wertvolle Trockendocks, die einzigen im Süden, die für Reparaturen, Umbauten und den Bau von größeren Schiffen geeignet waren. Außerdem hatte es der US-Kommandant der Marinewerft auch verabsäumt, einige dort noch liegende Schiffe ins sichere Philadelphia zu evakuieren. Am 17. April 1861 besetzten 1.000 konföderierte Kämpfer die Werftanlagen und beschlagnahmten diese Schiffe, darunter die bis zur Wasserlinie abgebrannte Dampffregatte USS Merrimack. Für ihren Umbau zum Ironclad benötigte man große Mengen an Metallen, die im Staat Virginia aber nicht aufzutreiben waren. Der hierfür verantwortliche Leutnant ließ daher kurzerhand auch Werkzeuge, Schrott, Eisenbahnschienen und alte Kanonenrohre einschmelzen. Dies war jedoch nur die Ouvertüre im konföderierten Panzerschiffsprogramm.
Da es nie gelang, diese in größerer Stückzahl im Ausland zu erwerben, beschloss man sie selbst zu bauen. Es wurden dafür langfristige Verträge über die Lieferung von Eisenplatten aller Qualitätsklassen abgeschlossen. Mit der – im Wesentlichen zu einer schwimmenden Panzerbatterie – umgebauten Merrimack begann ein neues Zeitalter in der Seekriegsführung und machte Holzschiffe von einem Tag auf den anderen für den Seekrieg unbrauchbar. Das wegweisende Gefecht, das sich die – inzwischen in Virginia umgetaufte – Merrimack mit dem – ebenfalls schwer gepanzerten – Turmpanzerschiff Monitor am 9. März 1862 in der Hampton Roads Bay lieferte, dauerte über sechs Stunden und wurde als Passiergefecht mit wechselnden Kursen gefahren, hatte aber keinen spürbaren Einfluss auf den weiteren Kriegsverlauf. Doch für einen Tag hatte die CSN das Meer beherrscht und zwang die Union einen Großteil ihrer Flotte vor der Mündung des James River zu belassen. Es bewies in erster Linie die bemerkenswerte Robustheit ihrer Rumpfpanzerungen, doch es war der völlig neu entwickelte Monitor, der den Kriegsschiffbau revolutionieren sollte, den seine Konstruktion enthielt 47 patentfähige Erfindungen (u. a. den ersten maschinell drehbaren Geschützturm der Welt). Danach konzentrierten sich auch die übrigen Seemächte auf den Bau gepanzerterter Rammschiffe, denn die Rammung und Versenkung der Cumberland durch die Virginia wurden danach lange überbewertet. Man gab deswegen sogar die traditionelle Kiellinie zu Gunsten von Keil-, Dwars- und Pfeilformationen auf. Es führte weiters dazu, dass fast alle Neubauten – bis zum Ausbruch des Ersten Weltkriegs – auch Rammsporne erhielten.
1862 änderte die CSN ihr bisheriges Schiffbaukonzept, das anfänglich noch den Schwerpunkt auf Offensivschiffe gelegt hatte, auf den Bau von reinen Küstenverteidigungschiffen. Bis zum Ende des Krieges bestand ihre eigentliche Funktion darin, wichtige Flüsse, Buchten und Häfen zu verteidigen. Ungefähr vierzig dieser Schiffe wurden auf Kiel gelegt, nur die Hälfte davon konnte noch rechtzeitig fertiggestellt werden. Gründe hierfür waren das Scheitern der bisher zum Einsatz gelangten Ironclades der ersten Generation, der Mangel an angemessen ausgestatteten Werften und qualifiziertem Fachpersonal, die Hoffnung, dass in Europa doch noch einige, wesentlich bessere Panzerschiffe beschafft werden könnten, und vor allem die wachsende Gefahr einer breitangelegten Invasion der Union zu Land und zu Wasser. Bis zum Ende des Krieges konzentrierte sich daher das Marinebauprogramm des Südens auf wesentlich kleinere Panzerschiffe mit geringem Tiefgang. Der Chefkonstrukteur der Marine (Chief Naval Constructor), John L. Porter und sein Assistent John Brooke, berücksichtigten bei ihren Entwürfen, dass die Werftarbeiter über beträchtlich mehr Erfahrung im Bau von Flussdampfern verfügten.
Nach der maritimen Auswertung des Bürgerkriegs wurde die Einteilung der Panzerschiffe auf drei Klassen fokussiert:
- Die schweren Hochseepanzerschiffe wurden (bis zur Wiedereinführung des Linienschiffs und der Rückkehr der Flottentaktik zur Schlachtlinie 1895) nach Anordnung ihrer Hauptbewaffnung, als Batterie-, Kasematt- oder Turmschiffe bezeichnet.
- Schnellere und leichtere Hochseeeinheiten galten als Panzerfregatte oder -korvette.
- Kleine Turmschiffe, wie die der Monitorklasse, galten als Küstenturmpanzerschiffe oder -verteidigungsschiffe, von denen viele auch einfach weiter als Monitore bezeichnet wurden.

Bei Letzteren wurde auch auf eine Takelung verzichtet. Hauptsächlich handelte es sich hierbei aber um keine hochseetauglichen Schiffe.

### Industrieproduktion
Die Konföderation konnten zu Beginn des Krieges keine Kessel und Dampfmaschinen herstellen, noch konnte sie eine größere Menge Panzerplatten mit ausreichender Dicke walzen. Um Mallorys ehrgeizige Pläne umzusetzen, waren große Mengen an Rohstoffen und hohe Produktionskapazitäten erforderlich, die dort ansässigen Industriebetriebe konnten aber nicht einmal annähernd diese Anforderungen erfüllen. Die Tredegar Iron Works in Richmond war zu Kriegsbeginn als einzige in der Lage, ausreichend starke Panzerplatten und großkalibrige Geschütze herzustellen. Alle diesbezüglichen Arbeiten an Geschützen und Ausrüstung mussten dort ausgeführt werden. Wichtige Rohstoffe wie Kupfer, Eisen und Kohle mussten erst mühsam überall im Land zusammengesammelt werden. Die wenigen, schon fortschrittlicheren Betriebe mussten ihre Kapazitäten unbedingt noch weiter erhöhen, um auch die neue Flotte qualitativ besser ausrüsten zu können. In der Zulieferindustrie konnten Verbesserungen erzielt werden. Es wurden eine Pulvermühle und neue Produktionsstätten für Maschinen, Kessel, sowie Maschinen- und Waffenwerkstätten errichtet. Gießereien und Walzwerke wurden in Selma, Atlanta und Macon gegründet. Zusätzlich wurde in Petersburg eine Schmelzhütte und eine Seilerei fertiggestellt, in der alle Arten von Tauwerk, mit einer Kapazität von 7000 Metern pro Monat, gedreht werden konnte. In Columbia stand eine Pulvermühle, in Charlotte eine weitere Gießerei und ein Chemiewerk. Diese Betriebe lieferten zwar Waffen und Ausrüstung, aber sie konnten keine Schiffe bauen. Nur ein Hersteller war in der Lage, Antriebe mit ausreichender Leistung zu konstruieren, um damit ein größeres Kanonenboot anzutreiben; noch dazu herrschte eine ständige Metallknappheit.
Während der gesamten Dauer des Krieges gelang es der Konföderation nicht eine leistungsfähige Metallproduktion aufzubauen, die in der Lage war, ein Schiff zu bauen, das der USS Monitor ebenbürtig gewesen wäre. Dies hinderte sie jedoch nicht daran, einige kampfkräftige Flusspanzerschiffe auf Kiel zu legen. Die meisten von ihnen verfügten jedoch nur über eine massive Holzkassematte die – im besten Fall – noch zusätzlich mit dünnen Eisenplatten oder Eisenbahnschienen verstärkt war.

### Panzerschiffe

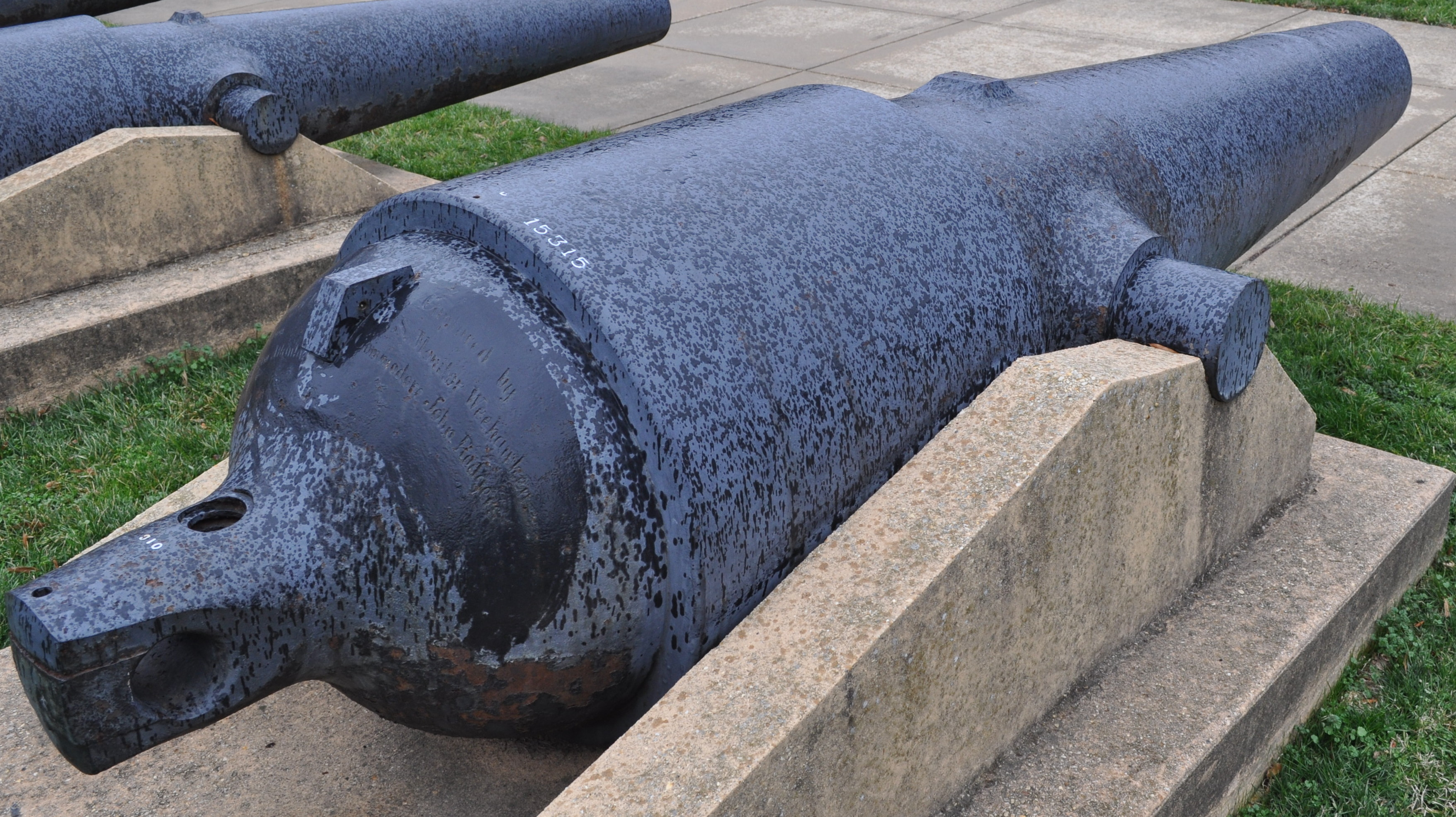
Eine 7-inch Brooke-Kanone der Atlanta (Washington Navy Yard)

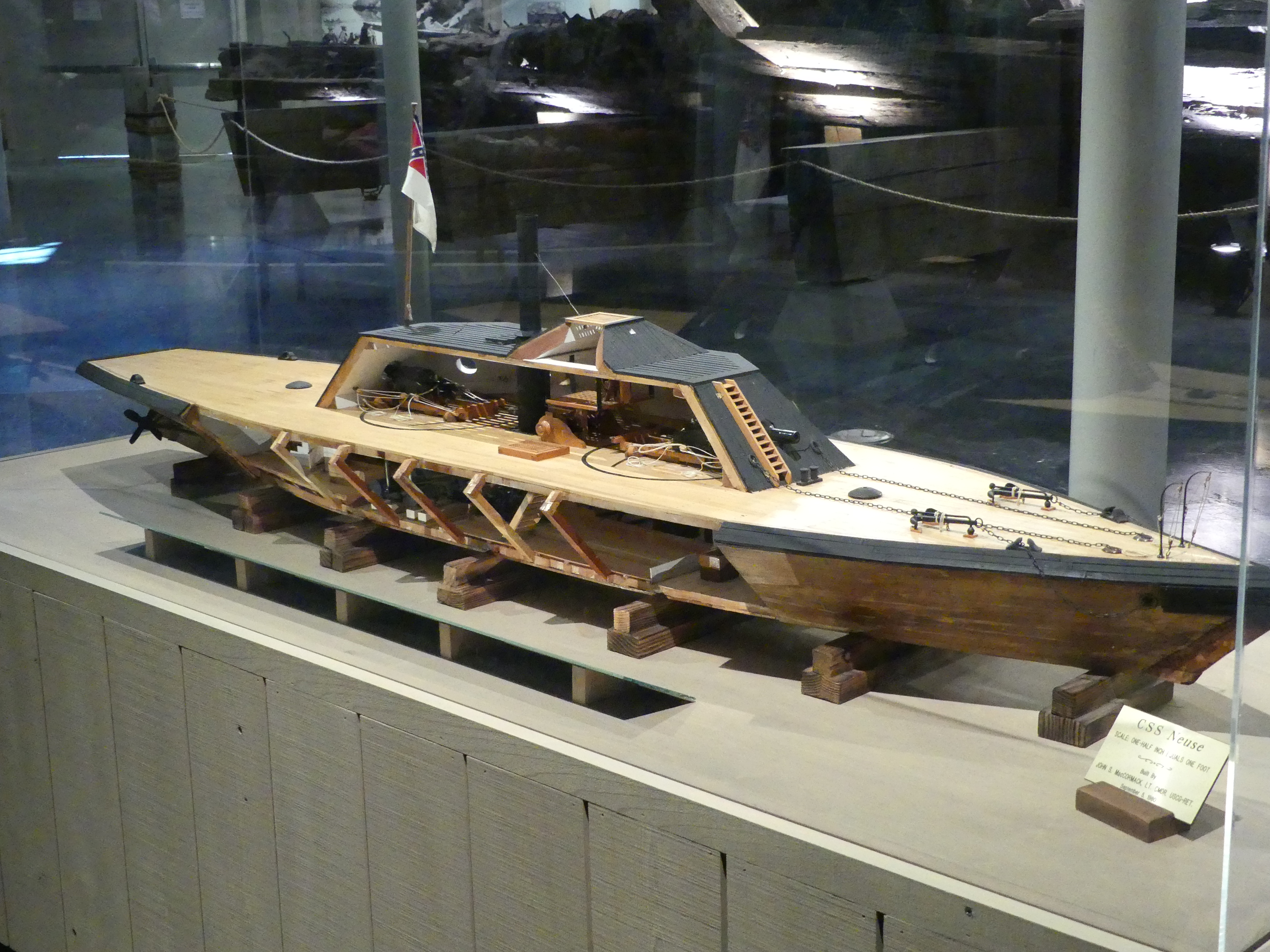
Modell der Neuse

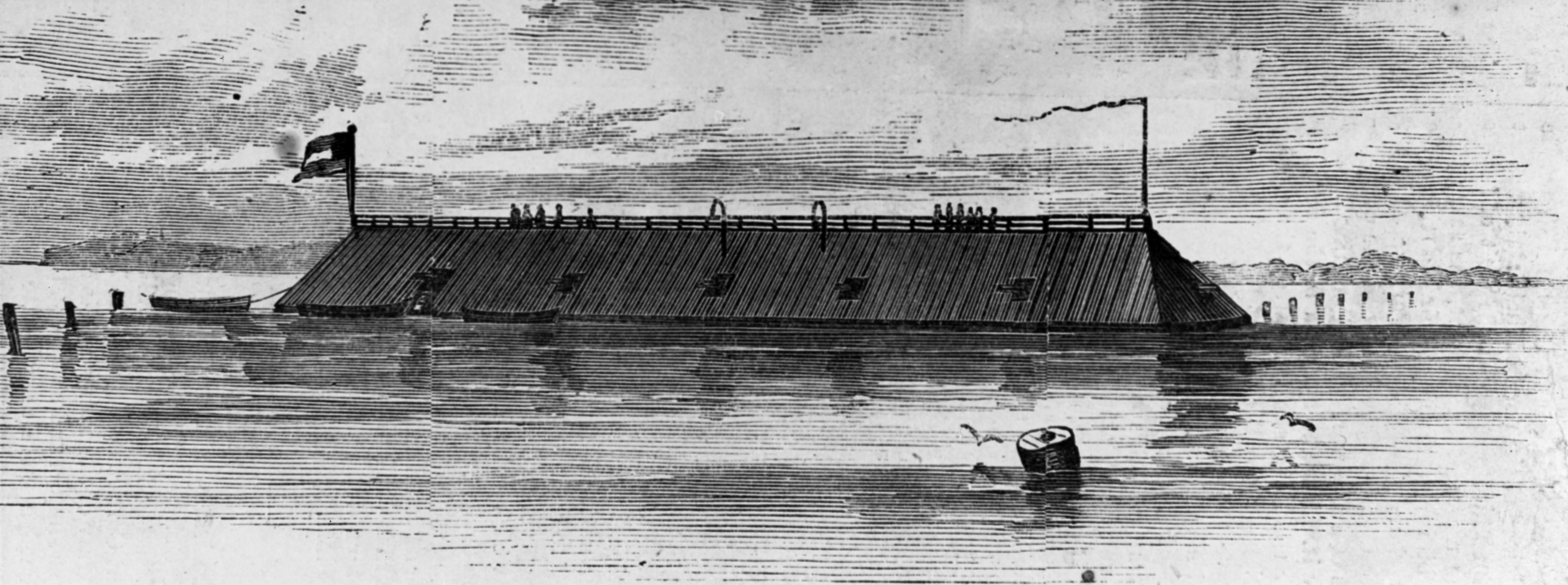
Die Georgia

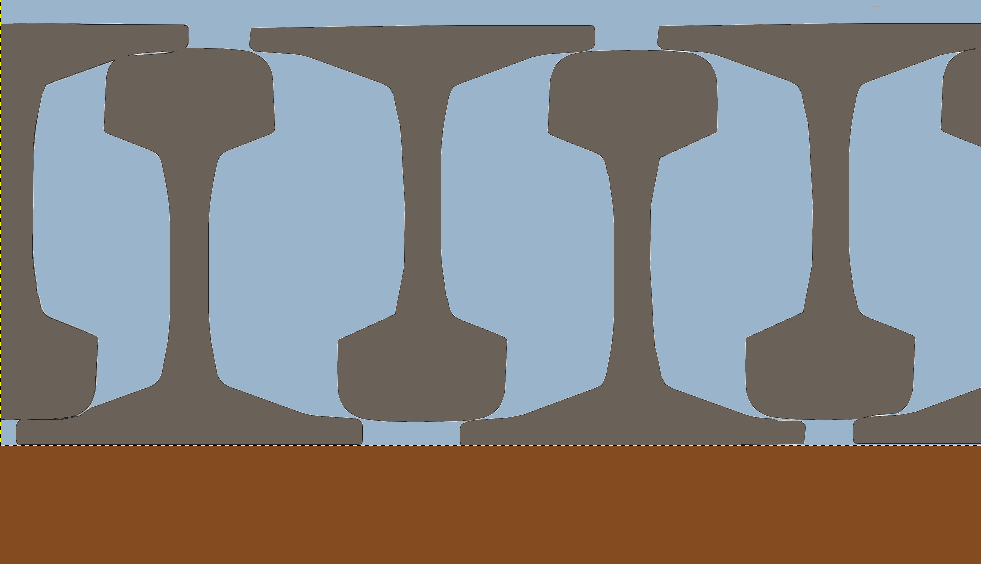
Lageschema einer Armierung aus Eisenbahnschienen auf Panzerschiffen der Confederate States Navy

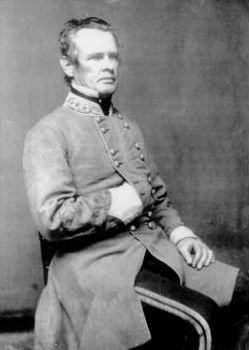
General Gabriel James Rains, Superintendent of Conscription und Commander of the Torpedo Bureau

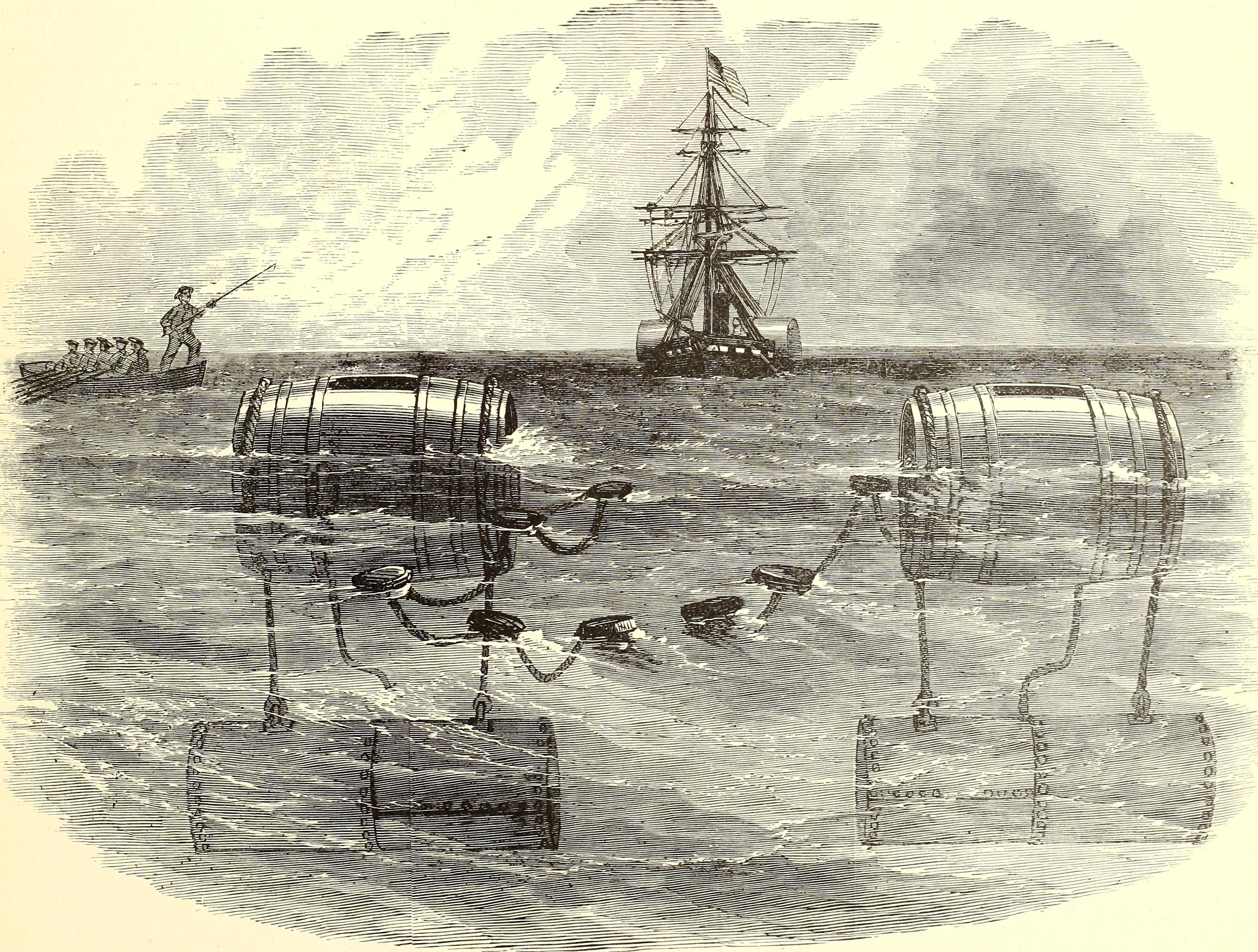
Konföderierte Seeminen vor Mobile

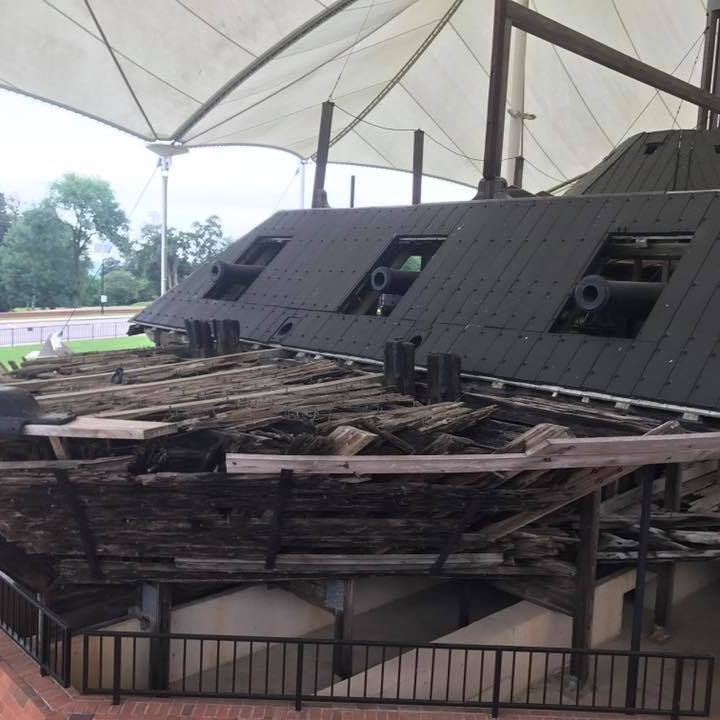
Rekonstruierte Kasematte und Reste des aus dem Mississippi geborgenen Kanonenbootes Cairo, Vicksburg Battlefield, 2017

Mallory hatte beim Eigenbau von Schiffen ("home water vessels") etwas mehr Erfolg. Bis Ende des Krieges hatte sein Ministerium eine ganze Flotte von Panzerschiffen in Auftrag gegeben und einige davon auch in Dienst gestellt. In der damaligen Terminologie wurde jedes mit Stahlplatten bewehrte Schiff als Panzerschiff bezeichnet. Nach Vorbild der Virginia wurden zu Anfang des Krieges vierzehn schwere Panzerschiffe dieser Art auf Kiel gelegt. Diese Ironclades wurden jedoch von Leuten entworfen und gebaut, die bis zu diesem Zeitpunkt keinerlei Erfahrung im Bau von Kriegsschiffen gesammelt hatten. Sie entstanden teils durch Neu- oder Umbau älterer Schiffsrümpfe, auf denen einfach eine abgeschrägte, stark gepanzerte Kasematte aufgesetzt und ein Rammsporn angebracht wurde. Aufgrund des oft nur behelfsmäßigen Charakters und anderen gravierenden Kostruktionsmängeln sind sie als schwimmende Batterien oder bestenfalls als Rammschiffe zu klassifizieren.
Im Fall der Georgia (Ladies' Ram) sammelte die Ladies' Gunboat Association für ihren Bau 115.000 US-Dollar ein, um damit zur Verteidigung der Hafenstadt Savannah beizutragen. In England beauftragte James D. Bulloch 1863 die Laird-Werft mit der Kiellegung von zwei Panzerschiffen, da der Bau dieser Schiffe gegen das britische Neutralitätsgesetz verstieß, konnten sie jederzeit von den Behörden beschlagnahmt werden. Der US-amerikanische Gesandte Charles F. Adams, versuchte genau das zu erreichen, er konnte jedoch diesbezüglich oft nur Vermutungen vorbringen, da Bulloch große Anstrengungen unternahm seine wahren Aktivitäten in England zu verbergen. Adams drohte der britischen Regierung dennoch mit Vergeltung, falls die beiden Panzerschiffe unter den Augen der Briten außer Landes geschmuggelt werden sollten. In diesem Fall würden die Vereinigten Staaten dies als kriegerischen Akt betrachten. Letztendlich beschlagnahmten die britischen Behörden die beiden Schiffe und ließen alle Agenten der konföderierten Regierung von da an überwachen. Richmond wies Bulloch daraufhin an, eine Werft in Frankreich mit dem Bau eines neuen Panzerschiffs, der Stonewall, zu beauftragen.
Die Panzerschiffe der zweiten Generation sollten nach einem Standardplan, der von Lieutenant John M. Brooke und Chief Naval Constructor John Porter an Werften und Auftragnehmer in der gesamten Konföderation übermittelt wurde, gebaut werden. Dieser sah ein Schiff mit Flachbodenrumpf vor, der bis zur Wasserlinie gepanzert und dessen Kasematte vollständig mit einer Eisenpanzerung bedeckt sein sollte. Es sollte bis zu sechs Kanonen tragen können und über einen Schraubenantrieb verfügen. Obwohl sich alle Werften im Süden an diesen Vorgaben orientierten, kann man dennoch keine allgemein gültigen Aussagen über die Konstruktionsart dieser Panzerschiffe machen. Es existierten bei ihnen, meist aufgrund von Abänderungen in Größe, Antrieb, Panzerung und Bewaffnung, einige markante Unterschiede. Während Porters ursprünglicher Entwurf einen nur rund 45 Meter langen Rumpf vorsah, reichten die zu Wasser gelassenen Exemplare von der 42 Meter langen Albermarle und Neuse bis zur 95 Meter langen Nashville, die größte ihrer Klasse. Auch die Dimensionen ihrer Kasematten waren unterschiedlich, je nach Länge des Rumpfes, Porter empfahl bei den sehr langen Schiffen deshalb, oft wegen des ständigen Materialmangels oder Belüftungsproblemen, eine etwas leichtere Panzerung zu verwenden. Die Kasematten wurden entweder mit versetzt angebrachten T-Eisenbahnschienen oder Stahlplatten ummantelt, die Stärke solcher Panzerungen variierte zwischen 5 und 20 cm. Mit 38-cm-Dahlgren-Geschützen und geeigneten Pulverladungen und Munition konnten aber auch solche Panzerungen durchschlagen werden. Einige der Kasematten hatten zudem fast senkrechte anstatt stark abgeschrägte Seiten, oder neue CSN-Panzerschiffe entpuppten sich deshalb schon während ihrer ersten Probefahrt als komplette Fehlkonstruktion. Sie sollten außerdem zwei bis sechs schwere Geschütze tragen können, aber auch hier variierte die Anzahl je nach Verfügbarkeit und der Größe der Kasematte. Manche bewaffnete man auch noch zusätzlich mit Spierentorpedos. Obwohl die Höhenwinkel der Geschützrohre verändert werden konnten, war der große Nachteil der Kasemattschiffe, dass ihre Geschütze nicht auch seitlich ausgerichtet werden konnten und man dafür das komplette Schiff wenden musste, was während des Gefechts wertvolle Zeit kostete. Auf Seiten der Union erkannte man bald diesen gefährlichen Konstruktionsfehler, daher versuchten die Unionskapitäne den Beschuss auf jene Sektionen der Feindschiffe zu konzentrieren, wo sie deren Geschütze nicht treffen konnten.
Auch Antriebsmaschinen und Kessel waren von Schiff zu Schiff unterschiedlich. Einige davon wurden im Süden hergestellt; Weitere davon wurden aus anderen Schiffen ausgebaut. Bei den meisten handelte es sich um Einzel- oder Doppelschraubenschiffe, einige wenige wurden mit Schaufelrädern angetrieben. Die Louisiana wurde kombiniert – mittels zwei Seitenräder und zusätzlichen zwei Schrauben – fortbewegt, auch die Nashville und die Missouri waren aufgrund der größeren Verfügbarkeit dieser Art von Technik noch klassische Schaufelraddampfer. Die Nashville war aber der einzige Seitenraddampfer, der für den Kriegsdienst in Betrieb genommen wurde. Die Maschinen waren zum großen Teil recht simple Konstruktionen, nur wenige dieser Schiffe verfügten über eine an ihre Tonnage angepasste, ausreichend leistungsfähige Antriebe. Die meisten stammten aus Zivilschiffen wie z. B. Schleppern, in der Neuse war möglicherweise die ausgediente Dampfmaschine eines Sägewerks eingebaut. So war auch die Georgia in dieser Hinsicht viel zu schwer konstruiert worden, konnte deshalb wegen der starken Strömung auf dem Savannah River nicht manövrieren und wurde schließlich bei Fort Jackson als schwimmende Batterie in der Flussmitte vertäut.
Von der Konföderation wurden keine Monitore in Dienst gestellt, obwohl einer, der in Columbus gebaut werden sollte, zwar genehmigt, aber offenbar nie auf Kiel gelegt wurde. Mallory bevorzugte eindeutig das Kassemattpanzerschiff. Weniger als zwei Monate bevor General Lee's Armee im Appomattox Court House kapitulierte, schrieb der Marineminister: „Für die Fluss-, Hafen- und Küstenverteidigung sind in unserer Situation die Kasemattschiffe [...] das Beste, was übernommen werden konnte. Es wird angenommen, dass die Kasematte hinsichtlich Belüftung, Beleuchtung, Kampfraum und Mannschaftsquartieren größere Vorteile bietet als der Monitorturm.“
Die fünf Hafenstädte, die alle in den letzten sechs Monaten des Krieges von der Union besetzt wurden – Savannah, Charleston, Wilmington, Mobile und Galveston – wurden von den Landstreitkräften eingenommen, zwei davon – indirekt – aufgrund des von ihnen ausgeübten Drucks. Letztendlich produzierte der Süden aber nicht genügend kampftaugliche Panzerschiffe, um seine großen Flüsse und Häfen zu verteidigen, sondern versäumte es auch, solche zu bauen, die wenigstens für Operationen in küstennahen Gewässern geeignet waren. Von der Konföderation konnten insgesamt nur dreißig dieser Schiffe zu Wasser gelassen werden, im Gegensatz zu mehr als sechzig Exemplaren, die von der Union in Dienst gestellt wurden. Einige wenige Ironclades der CSN (Arkansas) spielten trotzdem in allen konföderierten Küstenschutzeinheiten, außer der für die texanische Hafenstadt Galveston, eine bemerkenswerte Rolle, zwar nur bedingt einsetzbar, errangen sie dennoch einige Achtungserfolge. Im Laufe des Krieges wurden 50 Panzerschiffe auf Kiel gelegt und 22 davon in Dienst gestellt.

### Kanonenboote

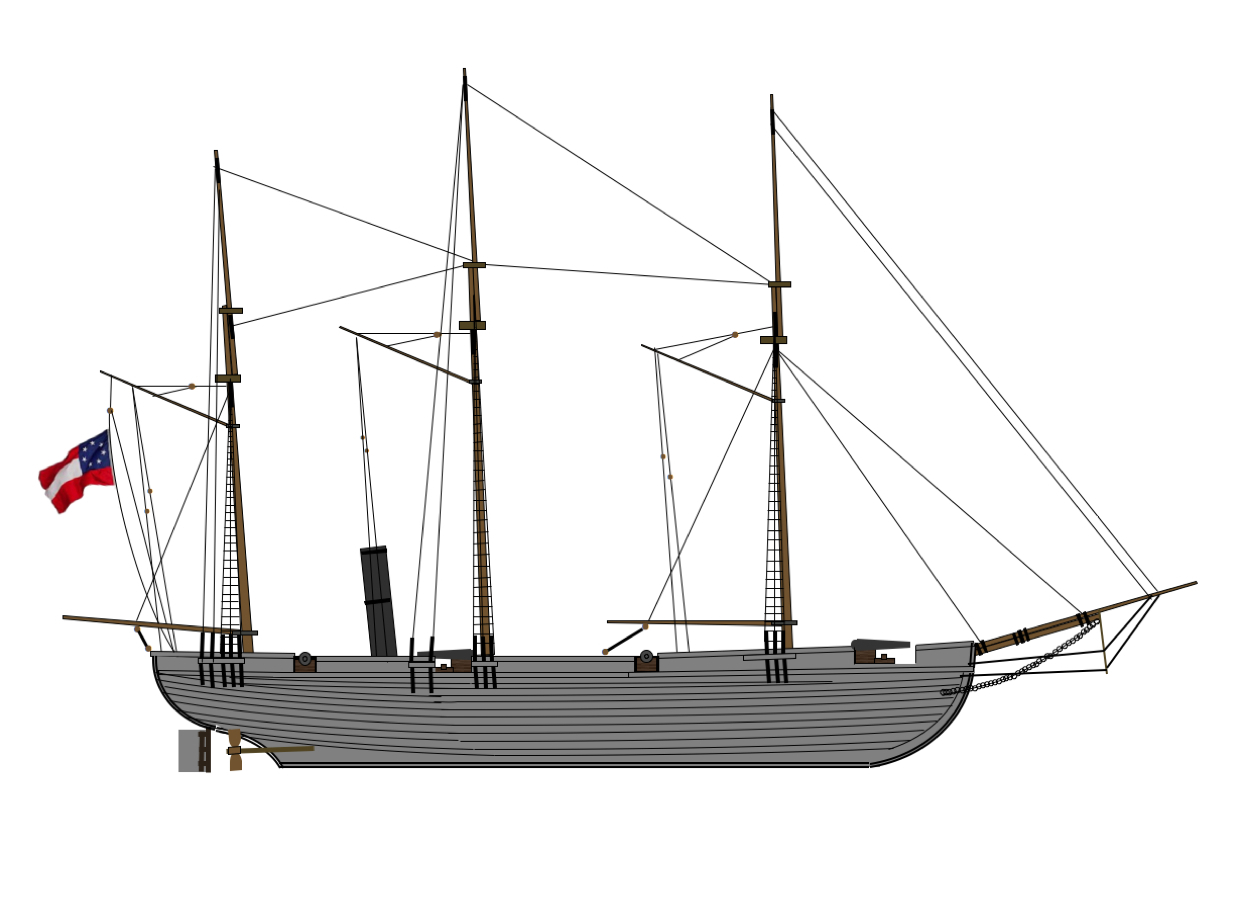
Kanonenboot Chattahoochee, sein Heck wurde 1964 aus dem Chattahoochee River geborgen und ist heute im Confederate Naval Museum zu besichtigen

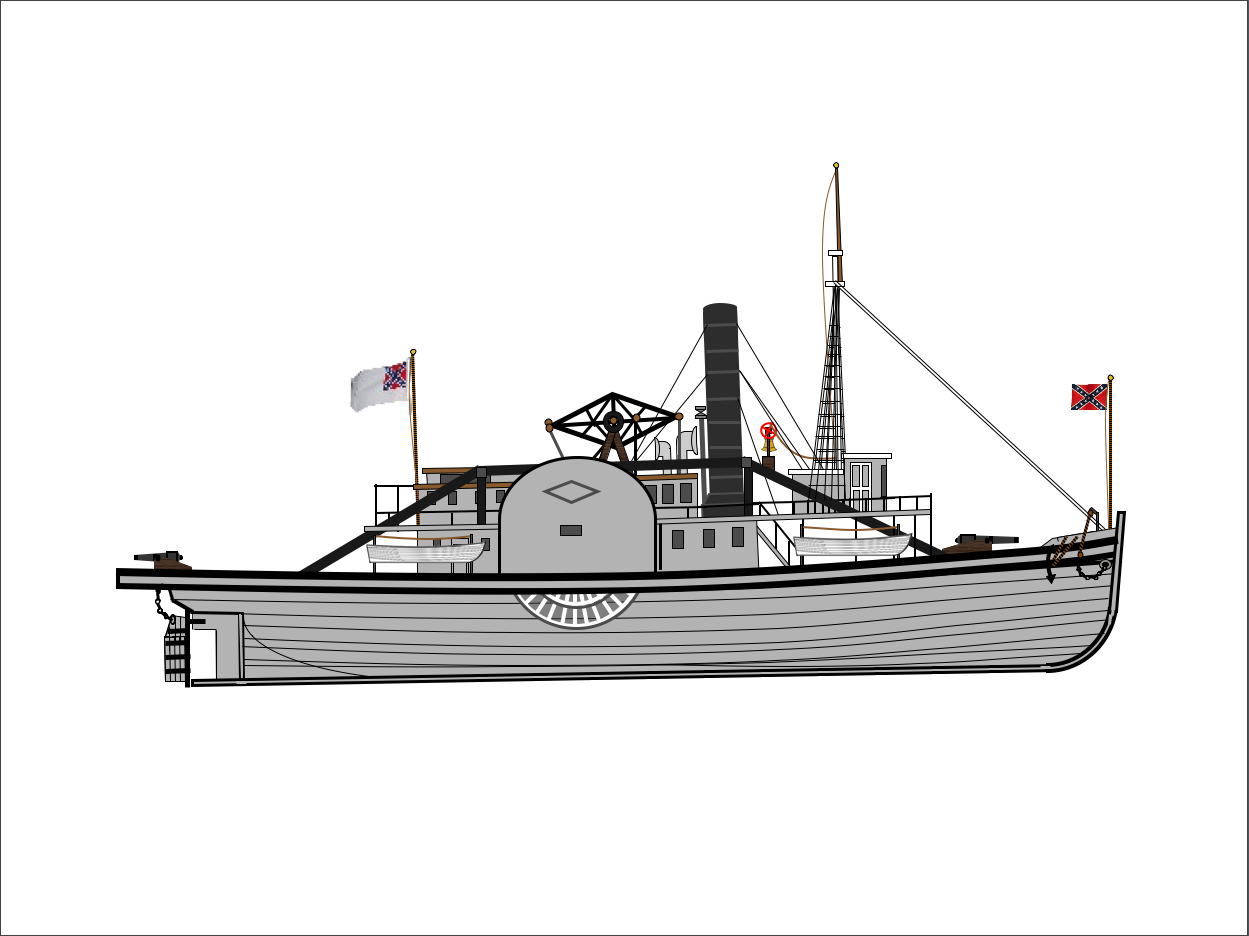
Der zu einem Kanonenboot umgebaute Schlepper Sampson

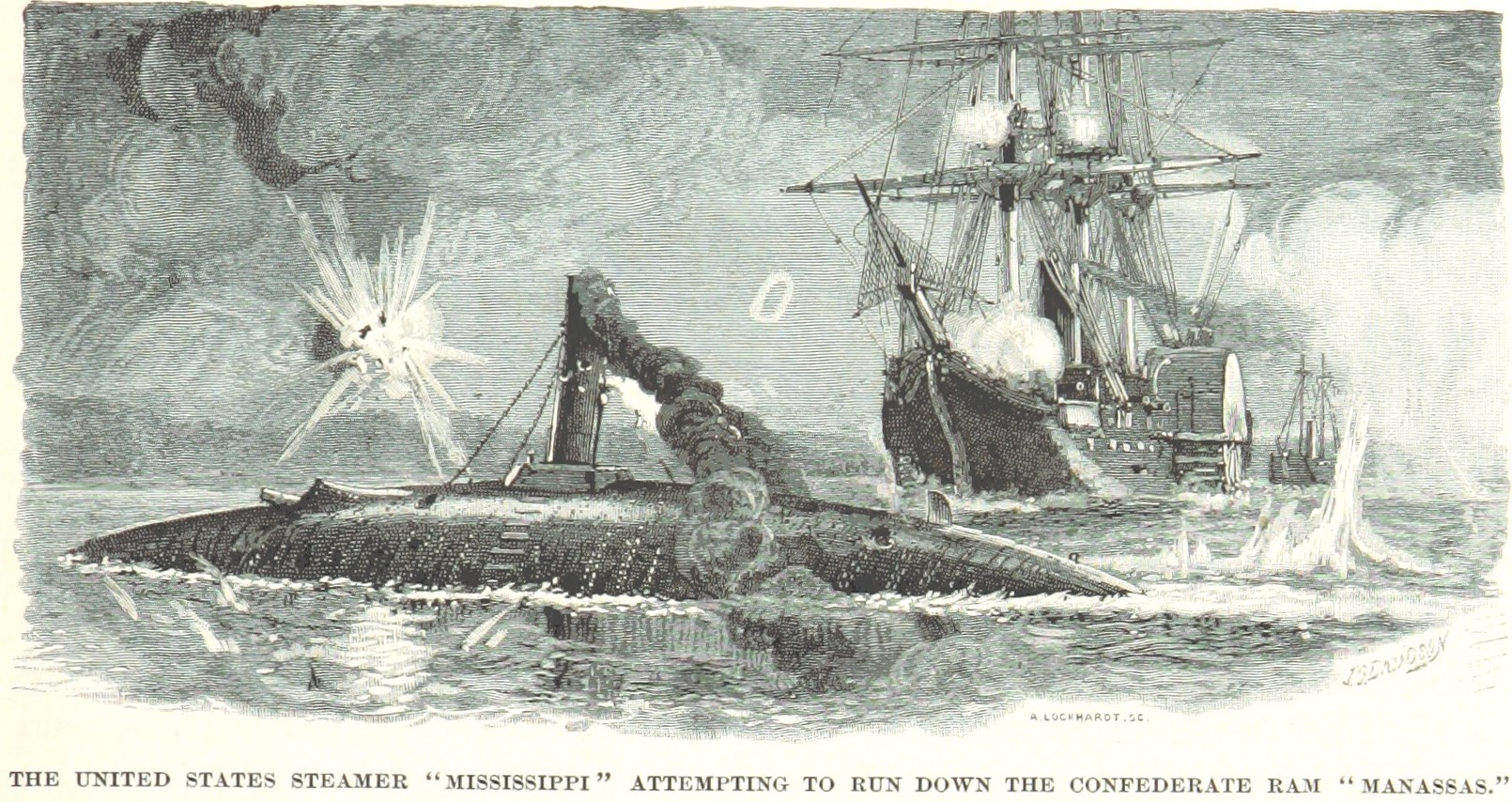
Die Mississippi im Gefecht mit der Manassas, New Orleans 1862

Auch die auf den Flüssen eingesetzten gepanzerten Kanonenboote hatten schwere Mängel, die bei fast allen von beiden Seiten während des Krieges gebauten Schiffen dieses Typs festgestellt wurden – die Antriebe waren zu schwach, die Rümpfe zu schwer und deren Kasematten durch Steilfeuer äußerst verwundbar. Wie die klassischen Schaufelraddampfer, die auch die flachen Gewässer der Südstaaten befahren konnten, hatten die Kanonenboote einen flachen oder kiellosen Boden. Allerdings waren ihre Antriebsmaschinen und Kessel meist nicht im Rumpf montiert, wo sie etwas besser vor Beschuss geschützt waren. Einen schon ziemlich fortschrittlichen Ansatz verfolgte man mit der Fertigstellung der Manassas. Ihre plattengepanzerte Kasematte hatte ein sehr niedriges Profil in Form eines Schildkrötenpanzers (turtleback), an dem die Geschosse, egal aus welchem Winkel abgefeuert, leichter abprallen sollten. Die einzigen hervorstehenden Strukturen waren der Schornstein und der Schutzschild über der im Bug aufgestellten 64-Pfünder-Dalghren-Kanone. Diese „höllische Maschine“, wie sie vom Geheimdienst der Union genannt wurde, war ein ehemaliger Eisbrecher und Schlepper, die Enoch Train, der 1855 in Medford (Massachusetts) vom Stapel lief. Seine Hauptwaffe war jedoch ein robuster Rammsporn. Das Schiff war nach dem Umbau fast doppelt so schwer wie das Originalschiff und die Rammgeschwindigkeit daher relativ gering. Aber es gelang ihrer Mannschaft damit drei Unionsschiffe schwer zu beschädigen. Dennoch leisteten die Kanonenboote mehr Einsätze als jede andere Klasse von Flusspanzerschiffen und kämpften in verschiedenen Gefechten von Fort Henry bis Vicksburg und darüber hinaus. Konföderierte Flottillen, die aus Kanonenbooten bestanden wurden auch als „Mosquito Fleet“ bezeichnet.

### Torpedo- und Tauchboote

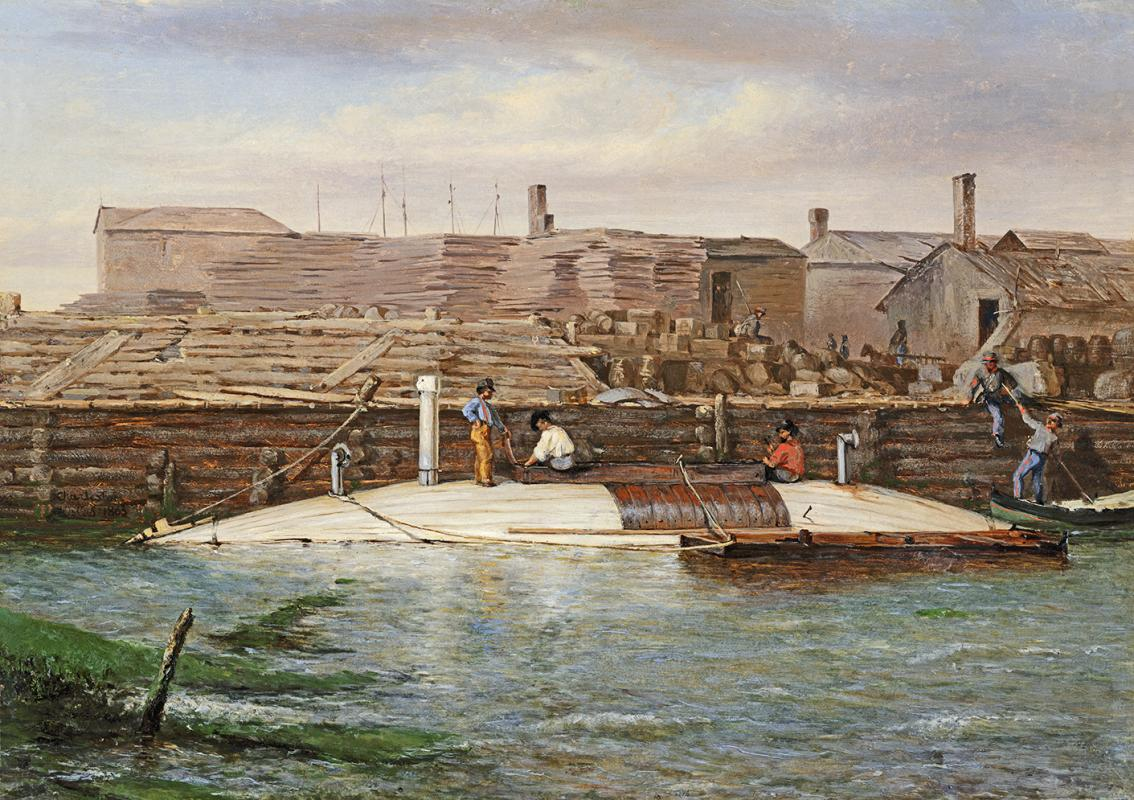
Tauchboot David an einem Anleger in Charleston (1863)

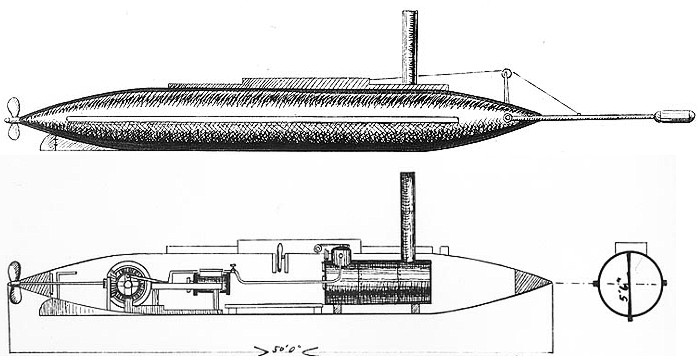
Schnittzeichnung der David

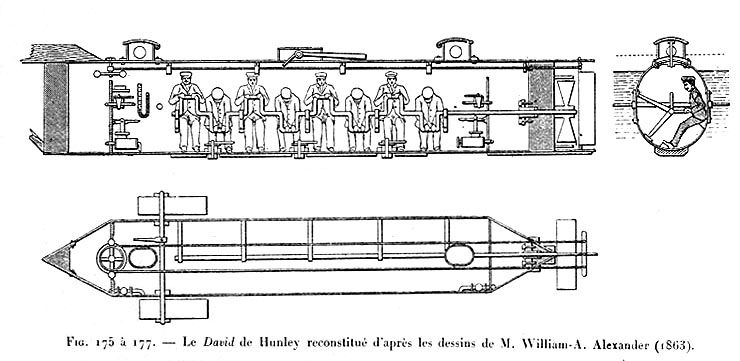
Schnittzeichnung der H. L. Hunley, 1863

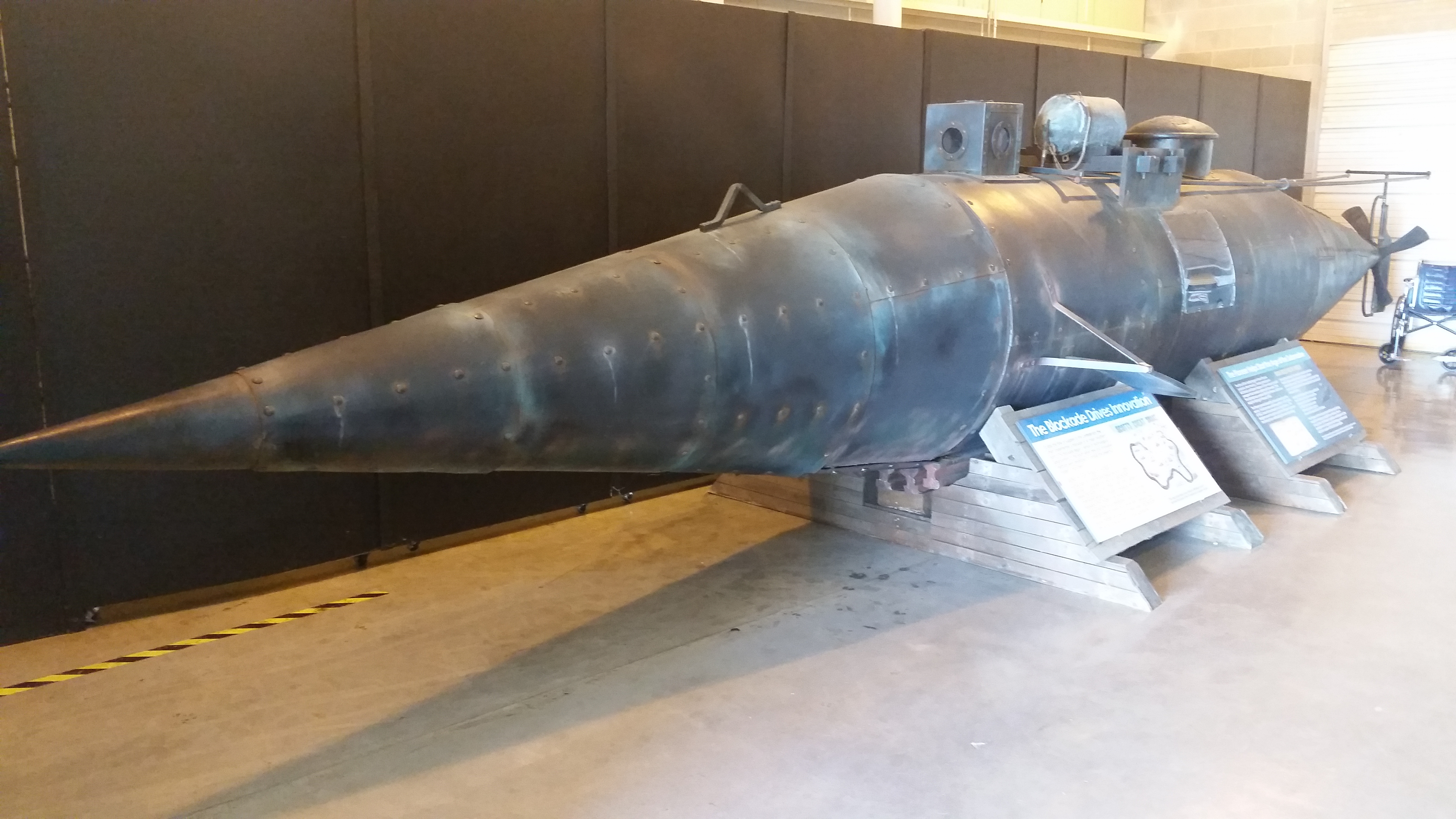
Nachbau der Pioneer (Warren Lasch Conservation Center)

Die Marinebefehlshaber der Konföderierten wollten jedoch nicht nur US-Schiffe in Minenfallen locken, sondern sie auch angreifen. Eine Sonderform des Mineneinsatzes war der sogenannte Spierentorpedo. Dieser bestand aus einer Schwarzpulverladung, die in einem Kupferbehälter auf einer ca. 5 m langen Lanze angebracht war. Die Lanze war am Bug des U-Bootes montiert. Im Kampfeinsatz wurde sie bei voller Fahrt in den Schiffskörper gerammt. Durch die anschließende Rückwärtsbewegung des Bootes wurde eine Abzugsleine betätigt, die die Ladung zur Explosion brachte, ein sehr gefährliches Unterfangen für die Mannschaft, wenn die Ladung zu früh explodierte. Um bei der Annäherung von den Deckwachen so lange wie möglich nicht bemerkt zu werden, konstruierte man dafür im Süden Tauchboote, von denen zwei vor Charleston erprobt wurden bzw. tatsächlich noch zum Einsatz kamen.
- Eines dieser neuartigen Waffen war die David, ein dampfgetriebener, zigarrenförmiger Halbtaucher mit vier Mann Besatzung, der bei seinen Unterwasserfahrten aber stets seinen Schornstein über der Wasserlinie halten musste. Die David attackierte am 5. Oktober 1863 die USS New Ironsides, das größte Panzerschiff der Unionsflotte. Da seine Rauchwolke das anmarschierende Boot im letzten Moment verriet, eröffnete man mit den Geschützen das Feuer, was vom Kommandanten der David mit seiner Schrotflinte erwidert wurde. Das Tauchboot rammte dennoch der New Ironsides seinen Spierentorpedo in die Seite, der kurz nach dem Zurücklaufen auch wie geplant explodierte, das Panzerschiff aber nur schwer beschädigte. Das Boot konnte danach nur mit viel Glück entkommen, zwei weitere Einsätze blieben erfolglos. Im Laufe des Jahres 1863 führte die David auch Angriffe auf die USS Wabash und USS Memphis durch. Die U-Boote und Torpedos zwangen die Blockadeflotte, weiter vor der Küste von Charleston zu ankern, um das Risiko eines Angriffs unter Wasser zu minimieren.[31] Die David wurde auch gelegentlich dafür eingesetzt, die H. L. Hunley aus dem Hafen zu schleppen. Nach denselben Plänen wurden später noch weitere Boote gebaut. Ihre genaue Zahl ist unbekannt, man nimmt an, dass während des Krieges bis zu 50 Exemplare auf Kiel gelegt worden waren.[87]
- Die Pioneer war ein Klein-U-Boot, das von Horace Lawson Hunley konstruiert wurde. Sie war 9 Meter lang und hatte einen Durchmesser von 1,2 Meter.[88] Im Rumpf waren ein Ballasttank zur Regulierung der Tauchtiefe und ein Druckluftbehälter zur Versorgung mit Atemluft untergebracht. Mit einer Handpumpe konnte der Ballasttank mit Wasser gefüllt oder gelenzt werden. Die Besatzung bestand aus zwei Mann, der Propeller wurde mittels einer Kurbel gedreht. Seine Bewaffnung bestand aus einer Schleppmine, die am Rumpf eines feindlichen Schiffes befestigt und dann mit einem Zeitzünder (Uhrwerk) ausgelöst wurde.[89] Die Pioneer wurde im Februar 1862 im Mississippi getestet und später für weitere Tests in den Lake Pontchartrain geschleppt, wo es seiner Mannschaft gelang, einen feindlichen Schoner zu versenken,[90] durch den raschen Vormarsch der Unionsflotte Richtung New Orleans im folgenden Monat war man gezwungen, die Tests abzubrechen und den Prototyp am 25. April 1862 im New Basin Canal zu versenken. Später folgten noch Testfahrten mit der Pioneer II, die in Mobile auf Kiel gelegt wurde.
- Das zweite konföderierte Tauchboot, die H. L. Hunley, eigentlich ein umgebauter Schiffskessel, wurde bis zum Juli 1863 von Horace Lawson Hunley, James McClintock und Baxter Watson entwickelt und finanziert. Es besaß schon alle technischen Merkmale eines modernen U-Boots (abpumpbare Ballasttanks, Luftversorgung über ein Periskop, Höhen- und Tiefenruder, geräuschloser Antrieb etc.), war aber nicht nur gefährlich instabil, auch seine gesamte Konstruktion war noch unausgereift bzw. fehleranfällig. Sie konnte bis zu 2,5 Stunden lang tauchen und wurde von seiner neun Mann starken Besatzung mittels einer handgekurbelten Schraube fortbewegt. Schon bei den Versuchsfahrten kam es dreimal durch Bedienungsfehler zu schweren Unfällen, wobei in zwei Fällen die „komplette Besatzung“ (insgesamt 13 Mann) ertrank, darunter auch Horace Hunley. Am 17. Februar 1864 griff die H. L. Hunley dennoch die vor Charleston liegende Housatonic an und versenkte sie mit einem Spierentorpedo. Dabei wurde aber auch das U-Boot durch die Druckwelle der Explosion so schwer getroffen, sodass es – wieder mitsamt seiner Besatzung – verlorenging. Das Wrack wurde erst 136 Jahre nach seinem Untergang, 1995, wiederentdeckt und konnte im Jahr 2000 gehoben und konserviert werden.[91]

Siehe auch: U-Boot aus dem Bayou St. John und U-Boot von Tredegar Iron Works

### Artillerie
1849 entwarf Admiral John Dahlgren ein neuartiges Kanonenmodell, das Ähnlichkeiten mit den Paixhans-Geschützen aus Frankreich hatte. Dahlgrens Kanonen konnten Projektile bis zu einem Gewicht von 61 kg abfeuern. Sie wurden schon zehn Jahre später durch die Rodman-Geschütze übertroffen, die in 8-, 10-, 13-, 15- und 20-Zoll-Exemplaren ausgeliefert wurden. Sie konnten je nach Kaliber Kugeln mit einem Gewicht von 30 bis zu 450 kg und Granaten von 22 bis 340 kg verschießen. Der schwedische Ingenieur Martin von Wahrendorff konstruierte 1837 das erste Hinterladergeschütz (nach einem Konzept aus dem 15. Jahrhundert). Der englische Industrielle William George Armstrong entwarf 1855 schmiedeeiserne Kanonenläufe mit einem stählernen, gezogenen Seelenrohr aus Stahl und entwickelte den Fallblockverschluss. Die RBL 12 pounder 8 cwt Armstrong Gun wurde 1859 eingeführt, ihr folgte 1861 das RBL 7-Zoll-Schiffsgeschütz. Bis dahin mussten Marinegeschütze noch umständlich von vorne geladen werden. Diese neue Konzeption wurde 1860 auch vom amerikanischen Waffenhersteller Robert Parker Parrott übernommen und weiterentwickelt. Als der Krieg ausbrach, erbeutete die Konföderation den größten Teil ihrer Artillerie aus Arsenalen der Union, wie zum Beispiel Harpers Ferry und Norfolk.
Die Angriffe der Union auf Hatteras (North Carolina), Port Royal (South Carolina), und Galveston (Texas), legten die Schwächen der konföderierten Marineartillerie zu Beginn des Krieges offen. Sie benötigte vor allem modernere Geschütze. Lieutenant John M. Brooke entwickelte hierfür ein neues Geschütz, die Brooke Rifled Gun (170 mm), mit der u. a. die Virginia ausgerüstet wurde. Die Parrot Rifled Gun der Unionsmarine hatte nur ein einzelnes Verstärkungsband um den Verschluss, aber die Brooke Rifled Gun verfügte über eine ganze Reihe dieser Verstärkungsbänder, die die Robustheit der Waffe wesentlich erhöhten und es ermöglichten, sie mit mehr Schießpulver zu laden, um damit eine größere Reichweite ihrer Projektile zu erzielen. Die maximale Reichweite von etwa 7 km übertraf die Reichweite der Parrot Rifles und der Dahlgren-Geschütze damit bei weitem. Neben dieser neuen Waffe entwickelte Brooke auch neue Projektile. 1862 notierte er in seinem Tagebuch, dass eines dieser neuen Geschosse drei 5 cm starke Panzerplatten glatt durchschlug und dabei auch noch die Holzunterlage sprengte. Diese neuen Geschütze hinderten die Unionsmarine daran, ihre Siegesserie von 1862 zu wiederholen. Mit der Produktion des Brooke-Geschützes wurde Lieutenant Catesby ap Roger Jones beauftragt. In Selma (Alabama), errichtete die CSN eine neue Gießerei, die noch dazu Qualitätsprodukte liefern konnte. Während des Krieges wurden dort über 70 Brooke-Geschütze produziert, fast ebenso viele wurden im führenden Eisenwerk des Südens, den Tredegar Ironworks in Richmond gegossen. Diese waren für die Verteidigung der südlichen Häfen von entscheidender Bedeutung und wurden sowohl für die Forts als auch auf den Panzerschiffen eingesetzt. Die neuen Geschütze wehrten nicht nur Unionsschiffe ab, die versuchten, eine Passage zu erzwingen, oder hielten sie auf Abstand und deckten Blockadebrecher, wenn diese in die Häfen einliefen.
Die Panzerschiffe sollten eine Batterie von zwei bis sechs schweren Geschützen tragen können, aber auch hier variierte die Anzahl je nach den verfügbaren Geschützen und der Größe der Kasematte. Eine Neuheit war die Artillerieaufstellung der Albemarle, sie bestand aus zwei, innerhalb der Kasematte schwenkbaren, 6,4-Zoll-Brooke-Pivot-Geschützen (160 mm), eines am Bug und das andere achtern, die beide jeweils auf drei Positionen (nach vorne bzw. achtern, nach Backbord und Steuerbord) ausgerannt werden und feuern konnten. Kleinere Kampfschiffe, wie z. B. Kanonenboote, wurden mit sogenannten Pierriers armiert und verschossen vor allem Steinkugeln.

### Torpedos und Seeminen
Minen und Torpedos waren die erfolgreichsten Waffen der Südstaatenmarine. Um der Übermacht der US-Navy rasch etwas entgegensetzen zu können, griff man zu – erstmals im Krimkrieg erprobten – Seeminen, damals als Torpedos bezeichnet. Während des Krieges versenkte man damit 29 Unionsschiffe und beschädigte 14 weitere. Federführend bei ihrer Entwicklung waren zwei Offiziere, Commander Matthew Fontaine Maury und Brigadegeneral Gabriel J. Rains die die Torpedo-Forschungs- und Produktionsteams der Navy und der Armee leiteten. Rains, Absolvent der US-Militärakademie in West Point und promovierter Wissenschaftler, diente im Feld zunächst als Brigadegeneral und war einer der Verantwortlichen für die Rekrutierung von Wehrpflichtigen. Mit seinen 59 Jahren zählte er schon zu den ältesten Offizieren, die noch im aktiven Dienst standen. Man beschloss daher, ihm in einen weniger gefährlichen Job einzusetzen. Auf seinem neuen Posten, dem sogenannten Torpedo Bureau, konzentrierte er sich auf die Herstellung und den Einsatz von Minen, Sprengfallen und Torpedos („Skeg torpedo“). Raines hatte schon 1840, während der Seminolenkriege in Florida, Sprengfallen eingesetzt. Seine Seeminen versenkten viele Unionsschiffe und waren damit wirksamer als schwere Geschütze (43 feindliche Schiffe wurden durch Minen schwer beschädigt oder versenkt, aber auch 11 der eigenen Schiffe). Er gilt heute als einer der Urheber des modernen Minenkriegs. Raines entwickelte ein Sperrsystem aus Torpedos, „Submarine mortar batteries“ und Minen, das die Häfen von Charleston, Savannah, Mobile und noch andere Hafenstädten schützten sollte. In weiterer Folge konstruierte er auch eine frühe Form der Landmine, die „Subterra-Granate“, die sehr erfolgreich eingesetzt wurde. Die Entwicklung der ersten mechanisch gezündeten Landminen während der Schlacht von Yorktown im Jahr 1862 wurde ebenfalls Rains zugeschrieben. 1861–1865 wurden sowohl mechanisch als auch elektrisch gezündete „Landtorpedos“ eingesetzt, obwohl mechanische Zünder als zuverlässiger galten. Commander Maurys Erfahrungen mit im Atlantik verlegten Telegrafenkabeln führten zur Entwicklung einer elektrisch gezündeteten Unterwassermine. Viele wurden vor Ort hergestellt bzw. oft einfach aus Artilleriegranaten ausgebaut. Bis zum Ende des Bürgerkriegs waren fast 2.000 „Rains-Minen“ ausgelegt worden. Viele konföderierte Offiziere lehnten diese „Infernal machines“ als ein Sinnbild der Barbarei ab. Dennoch stellten die kostengünstig herzustellenden Minen und Torpedos ein wirksames Kampfmittel dar, das für die US-Marine bis zum Ende des Krieges eine massive Bedrohung war. Aber technisch waren sie noch lange nicht ausgereift, viele explodierten beispielsweise wegen Durchnässung nicht, was wohl einige Unionsschiffe vor der Versenkung rettete.

## Ufer- und Küstenforts

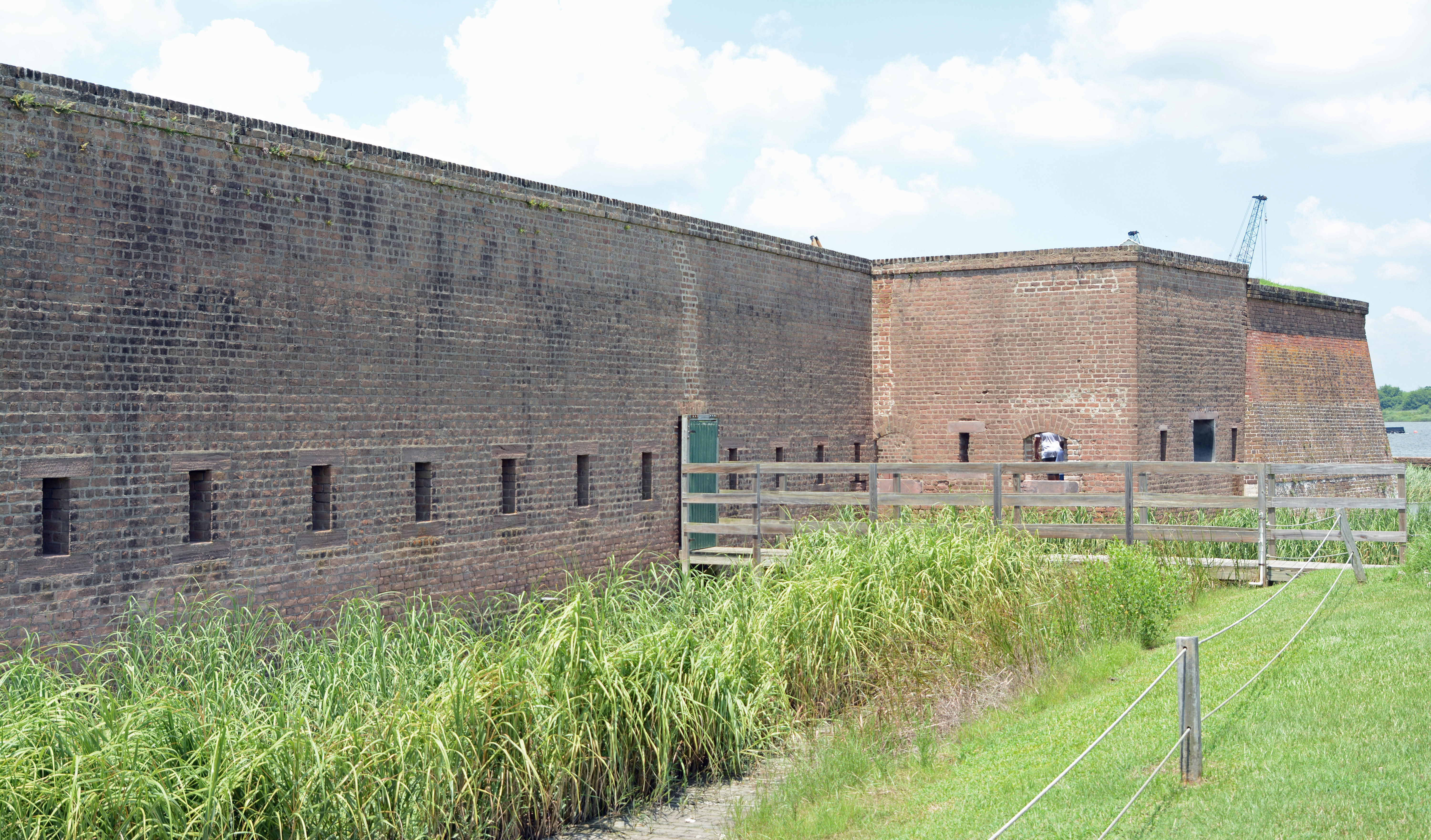
Das aus Ziegelsteinen erbaute Fort Jackson am Savannah River (Georgia)

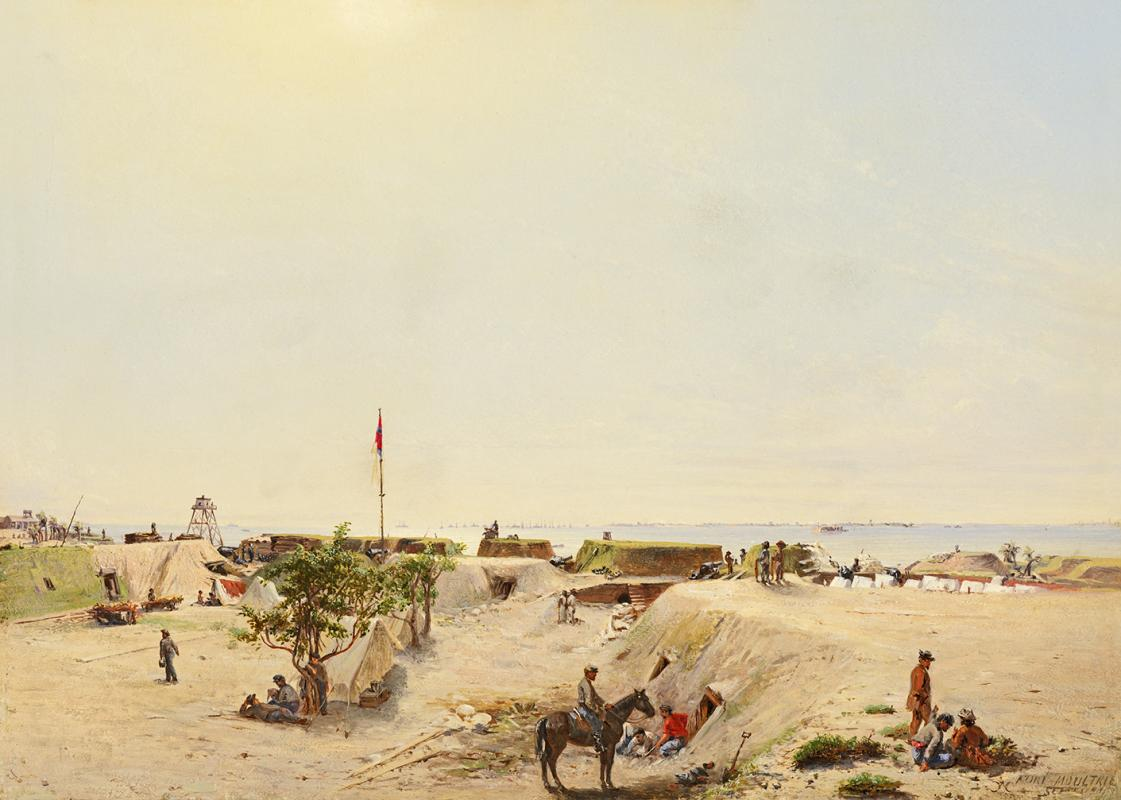
Ansicht der Erdwerke des konföderierten Küstenforts Moultrie

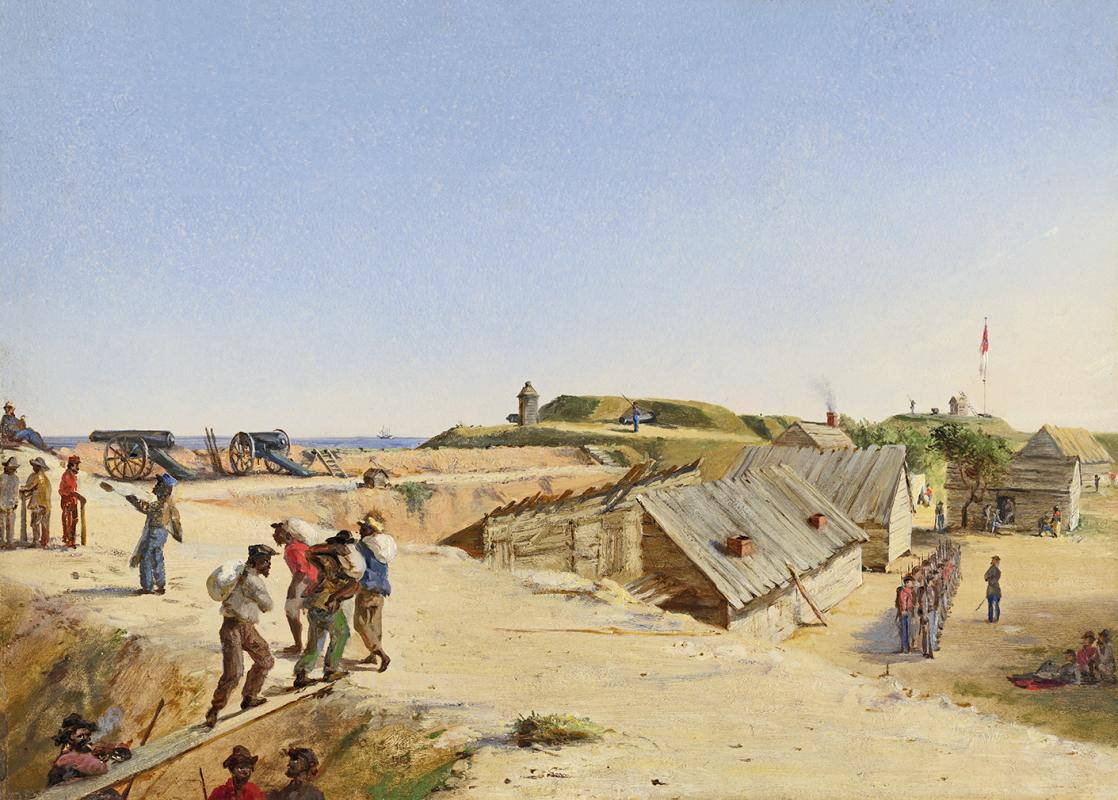
Battery Marshall auf Sullivan's Island

Zur Marine gehörten auch Befestigungen und Forts, die vor allem die Einfahrten der großen Seehäfen schützen sollten und auch mit Marineinfanteristen oder Seeleuten bemannt waren. In den 50 Jahren vor Ausbruch des Bürgerkriegs erlebte der Bau von Küstenfestungen (Fort Sumter, Fort Morgan und Fort Pulaski), die im Verlauf des Bürgerkriegs eine entscheidende Rolle spielen sollten, in den Vereinigten Staaten von Amerika einen regelrechten Boom. Diese Festungen, errichtet aus Stein und Ziegeln, erstreckten sich von Neuengland bis zu den Florida Keys und der Mündung des Mississippi. Zu Beginn des Krieges fielen einige an die Konföderierten (Angriff auf Fort Sumter). Eine Handvoll davon verblieb während des gesamten Krieges in der Hand der Union, der Rest musste wieder mühsam zurückerobert werden. Zusätzlich zur Aufrechterhaltung der Küstenblockade und zur Bekämpfung konföderierter Handelsstörer bestand eine andere wichtige Aufgabe der Seestreitkräfte darin, die uneingeschränkte Kontrolle über die großen Flüsse zu gewinnen. Das Haupthindernis bei diesem Unterfangen war für die Union jedoch nicht die konföderierte Marine, sondern deren gut ausgebaute Landstützpunkte, die sie an den Ufern der Flüsse Tennessee, Cumberland und Mississippi errichtet hatten. Diese Befestigungen (Batterien) bestanden aus einem Netzwerk aus Forts, Schützengräben und Artilleriestellungen. Die Konföderierten platzierten sie nahe am Ufer, um strategisch wichtige Punkte zu verteidigen und Versorgungsstützpunkte zu schützen. Sie waren meist mit schweren Kanonen der Küstenartillerie bestückt. Wälle aus Sandsäcken umgaben Geschützstellungen, um den Kanonieren etwas mehr Schutz zu bieten. Yorktown und die untere Halbinsel wurden mit Erdwerken befestigt, dafür integrierte man u. a. auch einige der alten britischen Schanzen aus dem Unabhängigkeitskrieg in die neuen Befestigungen. Die Batterien am York River sowie die Feldbefestigungen wurden mit Baumwollballen geschützt, die auch als Stützmauern dienten. In in die Erde gegrabenen Stollen befanden sich die Unterkünfte der Bedienungsmannschaften, die so auch vor feindlichem Feuer geschützt waren. Die Brustwehren bestanden meist aus Weidenzweigen geflochtenen Gabionen die mit Erde befüllt, um die Schanzen gestapelt wurden und zusätzlich mit Sandsäcken bedeckt waren. Solche Erdwerke erwiesen sich bald als viel widerstandsfähiger als die aus Steinen oder Ziegeln erbauten Forts.

## Besoldung
Die Heuer der Marineoffiziere war höher als der Sold der Offiziere des Landheeres. Um eine Vergleichbarkeit herzustellen, ordnete das Marineministerium die Heeresdienstgrade den Marinedienstgraden zu. Die Besoldung der Marineoffiziere unterschied sich innerhalb der Dienstgrade nach drei Kriterien. Am höchsten besoldet waren Offiziere, die Verbände oder Schiffe führten. Danach wurden die Offiziere, die zur See fuhren, eingeordnet. Die letzte Gruppe bildeten Offiziere, die an Land eingesetzt waren. Nach einer festgelegten Anzahl von Jahren sollte auch das Gehalt automatisch steigen. Dazu kam es jedoch nicht mehr, da die Konföderation kapitulierte, bevor diese Fristen in Kraft treten konnten. Auch die Marinekadetten (Midshipmen) galten als „aktive Seeleute“ und bezogen jährlich bis zu 500,00 US-Dollar zuzüglich Unterkunft, Verpflegung und Uniformen.

### Jährliche Bezüge
Offiziere und Seekadetten
| Dienstrang                                   | Seedienst                                                             | Landdienst                                                            | Bereitschaftsdienst                                                   |
| -------------------------------------------- | --------------------------------------------------------------------- | --------------------------------------------------------------------- | --------------------------------------------------------------------- |
| Admiral                                      | $ 6.000                                                               | $ 6.000                                                               | $ 6.000                                                               |
| Captain (als Flotillenbefehlshaber)          | $ 5,000                                                               | $ 5.000                                                               | $ 5.000                                                               |
| Captain                                      | $ 4.200                                                               | $ 3.600                                                               | $ 3.200                                                               |
| Commander                                    | $ 2.825 $ 3.150 (Nach Dauer des Seedienstes.)                         | $ 2.662 $ 2.825 (Nach Dauer der Zuteilung.)                           | $ 2.250                                                               |
| Lieutenant (als kommandandierender Offizier) | $ 2.250                                                               | $ 2.250                                                               | $ 2.250                                                               |
| First Lieutenant                             | $ 1.500 $ 1.700 $ 1.900 $ 2.100 $ 2.250 (Nach Dauer des Seedienstes.) | $ 1.500 $ 1.600 $ 1.700 $ 1.800 $ 1.875 (Nach Dauer des Seedienstes.) | $ 1.200 $ 1.266 $ 1.333 $ 1.400 $ 1.450 (Nach Dauer des Seedienstes.) |
| Second Lieutenant                            | $ 1.200                                                               | $ 1.000                                                               | $ 1.000                                                               |
| Master                                       | $ 1.000                                                               | $ 900                                                                 | $ 900                                                                 |
| Passed Midshipman                            | $ 900                                                                 | $ 800                                                                 | $ 800                                                                 |
| Midshipman                                   | $ 550                                                                 | $ 500                                                                 | $ 450                                                                 |
| Quelle:                                      |                                                                       |                                                                       |                                                                       |

## Schiffsärzte
| Dienstrang  | Seedienst                                   | Landdienst                                  | Bereitschaftsdienst |
| ----------- | ------------------------------------------- | ------------------------------------------- | ------------------- |
| Flottenarzt | $ 3.300                                     |                                             |                     |
| Schiffsarzt | $ 2.200, $ 2.400, $ 2.600, $ 2.400, $ 3.000 | $ 2.000, $ 2.200, $ 2.400, $ 2.600, $ 2.800 |                     |

Unteroffiziere
| Dienstrang                           | Seedienst                                                             | Landdienst                                                        | Bereitschaftsdienst                                           |
| ------------------------------------ | --------------------------------------------------------------------- | ----------------------------------------------------------------- | ------------------------------------------------------------- |
| Boatswain Gunner Carpenter Sailmaker | $ 1.500 $ 1.700 $ 1.900 $ 2.100 $ 2.250 (Nach Dauer des Seedienstes.) | $ 800 $ 900 $ 1.000 $ 1.100 $ 1.200 (Nach Dauer des Seedienstes.) | $ 600 $ 700 $ 800 $ 900 $ 1.000 (Nach Dauer des Seedienstes.) |
| Quelle:                              |                                                                       |                                                                   |                                                               |

Seeleute und Schiffsjungen
| Dienstrang | Schiffstyp             | Bezug       |
| --- | ---------------------- | ----------- |
| Yeoman | Linienschiff           | $ 49        |
| Yeoman | Fregatte               | $ 44        |
| Yeoman | Schaluppe              | $ 34        |
| Armorer | Linienschiff           | $ 34        |
| Steward |                        | $ 34        |
| Fireman first class |                        | $ 34        |
| Armorer | Fregatte               | $ 29        |
| Master's mate, Boatswain's mate, Gunner's mate, Carpenter's mate, Master-at-arms, Fireman second class                                                  |                        | $ 29        |
| Yeomen | kleinere Kriegsschiffe | $ 24        |
| Coxswain, Quartermaster, Captain of forecastle, Captain of tops, Captain of afterguard, Captain of Hold, Cooper, Painter, Surgeon's steward, Ships-cook |                        | $ 24        |
| Armorer | Schaluppe              | $ 22        |
| Sailmaker's mate, Armorer's mate, Ship's Corporal, Quarter gunner, Officer's steward, Officer's cook, Master of the band                                |                        | $ 22        |
| Seaman, Coal-heaver |                        | $ 19        |
| Musician first class |                        | $ 18        |
| Ordinary seaman |                        | $ 16        |
| Landsman, Musician second class |                        | $ 14        |
| Schiffsjungen erster bis dritter Klasse |                        | $ 9 $ 8 $ 7 |
| Quellen: |                        |             |

## Uniformen
Bezüglich einheitlicher Vorschriften und Anforderungen gab das Marineministerium zu Beginn des Krieges einen Erlass heraus, in dem das Aussehen, die Aufmachung und das Erscheinungsbild ihrer Uniformen festgelegt wurden. Diese Vorschriften widmeten sich fast ausschließlich den Uniformen für Offiziere und Unteroffiziere. Den CN-Offizieren wurde u. a. vorgeschrieben, „...einen Gehrock aus stahlgrauem Stoff...“ zu tragen, was viele ablehnten, weil es sich von den traditionellen marineblauen Mänteln unterschieden, die die meisten Seeoffiziere weltweit zu dieser Zeit trugen. Besondere Bezeichnungen und Unterscheidungen wurden für Offiziersmäntel, Hüte, Westen und Hosen vorgenommen, außerdem wurden Einzelheiten für Knöpfe und weniger häufig getragene Kleidungsstücke festgelegt. Obwohl sich die meisten Vorgaben auf die Offiziere konzentrierten, gab es auch Abschnitte, die die Kleidervorschriften von Unteroffizieren und den Besatzungsmitgliedern niedrigerer Ränge regeln, einschließlich „...grauer Stoffjacken und -hosen...“. Obwohl der endemische Materialmangel dazu führte, dass die Offiziere im Dienst häufig improvisierte Uniformen trugen. Es scheint hierfür einen erheblichen Spielraum gegeben zu haben, wie dies in allen Zweigen der konföderierten Streitkräfte der Fall war. Eine General Order des Marineministeriums aus dem Jahr 1863 besagte:
„Kommandierende Offiziere von Marine-Stationen und Geschwadern oder von eigenständig agierenden Schiffen sind vorerst befugt, Abweichungen von der vorgeschriebenen Uniform zuzulassen, wenn die Umstände dies nach ihrem Ermessen unbedingt erforderlich machen“.
Konföderierte Seeleute waren aber im Allgemeinen einheitlicher gekleidet als die Soldaten der Armee, insbesondere die einfachen Seeleute, die auf den Kaperschiffen fuhren. Die ersten Uniformen der Südstaaten-Marine waren noch Dunkelblau gefärbt, jedoch im südlichen Stil genäht und mit dem dementsprechenden Rangabzeichen für die Offiziere ausgestattet. Die Vorschriften der CS Navy von 1862 besagten, dass die Uniform nun stahlgrau gefärbt und mit einem schwarzen Seidenserge ausgekleidet sein sollten, sie wurden aber auch in den Farben Mittel- und Kadettengrau ausgegeben. Solche Kleidungsstücke bestanden in der Mehrzahl aus Wolle und waren daher für die Hitze in den unteren Decks eines Schiffes eher ungeeignet. Unteroffiziere trugen meist Uniformen unterschiedlicher Machart oder auch nur Zivilkleidung.

## Dienstgrade Offiziere und Unteroffiziere
Die Marineoffiziere der Konföderierten Staaten trugen, genau wie die des Heeres, eine Kombination aus mehreren Rangabzeichen. Während hier sowohl Hutabzeichen als auch Ärmelabzeichen verwendet wurden, waren Schulterstücke dabei das Hauptunterscheidungsmerkmal. Nur die Schiffsoffiziere trugen die unten gezeigten Schulterstücke, die Offiziere der verschiedenen Stabsabteilungen (Sanitätsdienst, Zahlmeister, Technik und Schiffbau) trugen unterschiedliche Rangabzeichen. Ebenso hatten sie kein Ankersymbol auf Hüten oder Käppis angebracht und trugen keine Ärmelschlingen.
Zu vorgesetzten Offizieren zählten auch:
- Zahlmeister, Chirurgen und Chefingenieure mit einer Dienstzeit von mehr als zwölf Jahren.
- Zahlmeister, Chirurgen und Chefingenieure mit einer Dienstzeit von unter zwölf Jahren rangierten neben den Leutnanten.
- Stellvertretende Zahlmeister wurden in den ersten fünf Dienstjahren noch den Mastern gleichgestellt, danach den Leutnanten.
- Assistenzchirurgen mit Abschluss und Professoren standen im Rang eines Masters.
- Assistenzärzte, Assistenzingenieure erster Klasse und die Sekretäre der Geschwaderkommandanten rangierten neben den Passed Midshipmen (Fähnrichen).
- Assistenzingenieure zweiter und dritter Klasse und die Hilfskräfte der Kommandanten und Zahlmeister, wurden als Midshipmen eingestuft.[113][114][115][116]

An den Ärmeln des Midshipmen (Seekadett) waren, wie bei allen Offizieren, vertikal drei Knöpfe angebracht, zusätzlich waren dort noch übereinander drei kleine Knöpfe mit Ankern, bei den Passed Midshipmen drei große Knöpfe mit Ankern, angebracht. Ein Passed Midshipman hatte zusätzlich einen Streifen aus goldener Borte am Ärmel angenäht. Die Mützen beider Midshipman-Ränge waren ebenfalls in stahlgrau gehalten und trugen oberhalb des Schirms horizontal ein goldenes Offiziersband mit einem nach rechts gekippten Anker als Abzeichen.
| Dienstgrad | Admiral / Flag Officer | Captain | Commander | Lieutenant | Master | Passed Midshipman | Midshipman | Boatswain’s Mate, Gunner’s Mate, Carpenter’s Mate, Master at Arms, Ship’s Steward, Cook | Quarter-Gunner, Captain of the Forecastle, Captains of the Tops, Captain of the Afterguard, Armorer, Cooper, Ship’s Corporal, Captain of the Hold | Seaman |
| ---------- | ---------------------- | ------- | --------- | ---------- | ------ | ----------------- | ---------- | --------------------------------------------------------------------------------------- | --- | ------ |
| Mütze      |                        |         |           |            |        |                   |            |                                                                                         | |        |
| Schulter   |                        |         |           |            |        |                   |            |                                                                                         | |        |
| Ärmel      |                        |         |           |            |        |                   |            |                                                                                         | |        |

## Marinebasen
Die ersten Zentren des Schiffbaus im Süden waren Küstenstädte, die vorher auch bedeutende Handelshäfen oder Marinestützpunkte waren – Norfolk, Charleston, Savannah, Mobile, New Orleans und Pensacola. Die Marine verfügte im Frühjahr 1861 über 32 Schiffs- und Bootswerften und zwei große Marinewerften. Zwar gab es ausreichend Eisenwerke, darunter das größte der Konföderation, die Tredegar Ironworks in Richmond, Virginia, aber das Eisenerz musste aus Übersee eingeführt und mit dem Heer und besonders mit der Eisenbahn geteilt werden. Als sich Virginia und Florida der Sezession anschlossen, besetzten die Konföderierten die zwei wichtigsten Marinewerften der Vereinigten Staaten, die Gosport Navy Yard bei Norfolk, Virginia und die Warrington Navy Yard bei Pensacola, Florida. Letztere war jedoch nicht für Bauarbeiten, sondern nur für Reparaturen und Unterbringung von Seeleuten eingerichtet. Die während des Krieges neu gegründeten Werften unterschiedlicher Größe und Kapazität wurden über mehrere Orte an den Küsten und entlang der großen Flüsse verteilt. Die jeweiligen Marinebasen wurden von einem Stationskommandanten beaufsichtigt. Dieser war in der Regel für Rekrutierung, Nachschub, Krankenstation, Ausrüstung und den Schiffsbau verantwortlich und nahm die lokalen Requisitionsgüter entgegen. Weiters erledigte er die administrativen Angelegenheiten und nahm die neu in Dienst gestellten Schiffe ab. Er hatte jedoch keine operative Kontrolle über Marinegeschwader, es sei denn, es lag hierzu eine ausdrückliche Anweisung des Marineministers vor. 1862 gingen Norfolk, Pensacola und New Orleans verloren, die Konföderation verfügte ab da über keine gut ausgestattete Werft mehr. Es gab zwar noch einige kleine privat geführte Schiffsbaubetriebe, diese waren aber über den ganzen Süden verstreut, und keiner von ihnen hatte die notwendigen Anlagen, um ein größeres Kriegsschiff auf Kiel zu legen und auszurüsten. Nachdem auch die großen Handelshäfen des Südens von den Unionstruppen besetzt worden waren, wurden einige Werftplätze weiter ins Landesinnere verlegt. Dabei handelte es sich oft um provisorische, sehr einfach ausgestattete Anlagen an verdeckten Uferstreifen, die noch tief genug waren, um ein Schiff wie z. B. die an den Flüssen Neuse bzw. Roanoke gebaute Neuse und Albemarle zu Wasser lassen zu können.
- Marinewerften (Navy Yard) sind Einrichtungen, in denen Schiffe für Reparaturen und umfangreiche Umbauten sowie für Neubauten in Trockendocks gesetzt werden können.
- Marinestationen (Navy Station) sind Einrichtungen, in denen kleinere Reparaturen durchgeführt und die Schiffe mit Kohle und Vorräten versorgt werden können.

Die wichtigsten Marinewerften und -stationen sind im Folgenden zusammengefasst, geordnet nach Föderationsstaaten.

### Virginia
| Standort                      | Werft/Marinestation | Stationskommandanten                                                              |
| ----------------------------- | --- | --------------------------------------------------------------------------------- |
| Gosport Navy Yard (Norfolk)   | Gosport bei Portsmouth lag auf der anderen Seite des Elizabeth River, nahe der Stadt Norfolk. 1861 erklärte auch Virginia seine Absicht, aus dem Staatenbund auszutreten, und warf damit die Frage auf, was nun mit der Gosport Navy Yard, der größten Marinebasis des Landes, geschehen sollte. In Washington war man deswegen wochenlang unentschlossen und hatte sich damit vorerst noch zurückgehalten, in der Hoffnung, dass Virginias Regierung doch noch ihren Schritt überdenken würde. Als diese jedoch die Sezession offiziell vollzog, beschloss das US-Oberkommando, die Werft vorerst aufzugeben. Am 20. April 1861 besetzten konföderierte Truppen das Werftareal. Zu dieser Zeit war Gosport eine der bestausgerüsteten Marinewerften in den Vereinigten Staaten. Ein großer Glücksfall für die Konföderierten, denn obwohl Schiffe und Gebäude von der Unionsbesatzung vor ihrem Abzug in Brand gesteckt wurden, konnte man noch vieles davon unversehrt bergen, was dort zurückgelassen worden war. Sechs beschädigte, aber noch einsetzbare Schiffe, darunter die Fregatte Merrimack, das größte Trockendock der USA, große Vorräte an Munition und Lebensmitteln sowie eine beträchtliche Anzahl an Geschützen. Ohne dieses Material hätte man noch Monate gebraucht, um Schiffe und Küstenforts ausreichend auszurüsten. Man erbeutete dort u. a. über tausend schwere Geschütze. Die Fregatte United States wurde als schwimmende Geschützbatterie zum Schutz des Hafens vertäut und wurde mit neunzehn der erbeuteten Kanonen bestückt. Der Rumpf der bis zur Wasserlinie abgebrannten Merrimack wurde als Basis für die Konstruktion der Virginia verwendet. In Gosport wurde auch, zumindest solange es der Süden besetzt hielt, Munition produziert. Die Basis diente zunächst auch als Hauptquartier des Confederate States Marine Corps. Am 3. Mai 1862 befahl General E. Johnston die Evakuierung der konföderierten Linie Warwick–Yorktown. Sein Rückzug die Halbinsel hinauf in Richtung Richmond zwang die Südstaatler zur Aufgabe der Marinebasis. Als er von Johnstons Rückzug erfuhr, telegrafierte Marineminister Mallory an Flagg Officer Josiah Tattnall jr., dass die Virginia den Feind daran hindern müsse, den James River hinaufzufahren. Flag Officer Sidney Smith Lee, der neue Standortkommandant, begann am 1. Mai 1862 mit der Evakuierung der Werft. Alles noch brauchbare Material wurde demontiert und nach Richmond und Charlotte verbracht. Bei ihren Abzug brannten die Konföderierten die Werftgebäude erneut nieder, danach wurde sie von der US Navy in Norfolk Navy Yard umbenannt, um Verwechslungen mit der Portsmouth Naval Shipyard in Portsmouth, zu vermeiden. | - French Forrest, 22. April 1861–1862, - Sidney S. Lee, 27. März 1862 – Mai 1862. |
| Richmond Navy Yard (Rocketts) | Die Hauptstadt der Konföderation verfügte über einen wichtigen Hafen am James River und bot sich deshalb auch als Standort einer Marinebasis an. 1862 existierte bei Rocketts zudem eine kleine Werft. Nach dem Stapellauf in Gosport wurde das Panzerschiff Richmond dort ausgerüstet und die Fredericksburg auf Kiel gelegt, ebenso die (unvollendete) Texas. 1862 wurde auf der anderen Seite des James, nahe der Stadt Manchester, eine weitere Werft gegründet – dort entstanden die Panzerschiffe Virginia und mehrere Torpedoboote, ebenso ein Marinehospital. In Richmond standen auch eine bedeutende Waffenfabrik, ein weiteres Krankenhaus und ein Chemielabor der Marine. Ab Mitte 1863 konnte Richmond sich selbst und Wilmington mit Ausrüstung und Waffen versorgen. Richmond diente in weiterer Folge auch als Marinestation für die James River Squadron. | - Ebenezer Farrand, 1862, - Robert C. Gilchrist, 1862–1865.                       |

### North Carolina
| Standort             | Werft/Marinestation | Stationskommandanten |
| -------------------- | --- | --- |
| Charlotte Navy Yard  | Die dortige Marinewerft wurde im Mai 1862 gegründet und sollte die wieder an die Union verlorene Basis in Norfolk/Gosport ersetzen. Charlotte wurde vor allem wegen seiner guten Eisenbahnverbindungen zur Atlantikküste als Standort ausgewählt. Fast alle Propeller, Wellen und Anker für die CSN wurden dort hergestellt, ebenso Bestandteile für Dampfmaschinen. Die Ausrüstung für Werkstätten, Maschinen und Werkzeuge wurde hierfür in Gosport abgebaut und nach Charlotte gebracht. Hier stand auch eine Waffenfabrik, die Lafetten produzierte und Eisenschrot für die Waffenproduktion recycelte. Ab Mitte 1863 wurden von dort aus auch die CSN-Stützpunkte in Savannah und Charleston mit Munition versorgt. Der Werftbetrieb konnte noch bis April 1865 aufrechterhalten werden. | - Samuel Barron und Richard L. Page, Oktober 1862–1864, - Henry A. Ramsay, 1864, - George N. Hollins, - Catesby ap Roger Jones. |
| Wilmington Navy Yard | Die Hafenstadt liegt etwa 33 km flussaufwärts von der Mündung des Cape Fear River entfernt und war während des Krieges der wichtigste und am längsten offene Hafen für Blockadebrecher. Obwohl die Stadt nicht unbedingt für ihre Schiffsbautradition bekannt war, wurden dort die Panzerschiffe der Richmond-Klasse, Raleigh und North Carolina, in zwei (privat betriebenen) Werften auf Kiel gelegt. Eine davon, die Beery's Werft, hatte am Ende des Krieges noch ein unfertiges Panzerschiff in ihrem Trockendock, die Wilmington. Auch diese Werften wurden als „Navy Yard“ bezeichnet. In Wilmington stand zudem eine der modernsten Eisengießereien des Südens, viele Maschinenteile und schwere Propellerwellen konnten deshalb gleich vor Ort hergestellt werden. Die dort stationierte Wilmington Squadron, die allerdings nie zu einer nennenswerten Seestreitmacht anwuchs, stand unter dem Kommando von Captain William F. Lynch. Sie sollte die regionalen Gewässer kontrollieren und sie gegebenenfalls gegen die Unionsmarine verteidigen, falls diese versuchen sollte auf den Cape Fear weiter ins Landesinnere vorzudringen. Als 1865 Fort Fisher an die Unionstruppen fiel, griffen diese danach auch die zu diesem Zeitpunkt letzte offene Hafenstadt der Konföderation an. Als die Stadt am 22. Februar 1865 von den CS-Streitkräften geräumt wurde, wurde auch die Wilmington in Brand gesetzt. | - William T. Muse, 1861 bis 8. April 1864, - James W. Cooke, 1864–1865.                                                         |

### South Carolina
| Standort                 | Werft/Marinestation | Stationskommandanten                                         |
| ------------------------ | --- | ------------------------------------------------------------ |
| Charleston Naval Station | Diese Hafenstadt war ein wichtiger Standort für den Umbau von zivilen Wasserfahrzeugen zu Kriegsschiffen. Neben Kaianlagen und Werften beherbergte sie weiters ein kleines Geschwader aus Kanonenbooten und Panzerschiffen, darunter die Palmetto State, Chicora, Columbia und Charleston, Letztere diente als Flaggschiff der Charleston Squadron. Ab Mitte 1863 wurde in Charleston auch ein Marinelazarett eingerichtet. In der Charleston Naval Station wurden zudem eine Reihe von neuartigen Torpedobooten und verschiedene Arten von Torpedos entworfen bzw. eingesetzt. Dort wurde auch eine damals brandneue Seekriegswaffe getestet, die U-Boote David und H. L. Hunley. | - Henry J. Hartstene, 1861, - Duncan N. Ingraham, 1862–1865. |

### Georgia
| Standort | Werft/Marinestation | Stationskommandanten                                                                             |
| -------- | --- | ------------------------------------------------------------------------------------------------ |
| Columbus | In Columbus befand sich sowohl eine Marinewerft als auch die Columbus Naval Works, die zu einer der wichtigsten Industrieanlagen der Konföderation wurde und etwa 300 Männer beschäftigte. Gelegen am Chattahoochee River, der in die Apalachicola Bay in Florida mündet, stand in dieser Stadt eines der modernsten Eisenwerke des Südens, von dem aus auch die CSN ausgerüstet wurde. Mit der staatlichen Übernahme der Columbus Naval Works im Jahr 1862 konnte die Marine ihre Aktivitäten rasch ausweiten. Das Werk wurde für den Maschinenbau adaptiert und um ein Walzwerk und eine Kesselanlage erweitert. Es lieferte Rohmaterial für Antriebe, Kessel und noch anderes technisches Equipment für Schiffe in der gesamten Konföderation, insbesondere für die Flottillen in Mobile, Savanah und Charleston. Darüber hinaus produzierte das Eisenwerk auch 80 Varianten von Marinegeschützen und Lafetten. Auf einer nahegelegenen Werft wurde Ende 1864 die Jackson (ursprünglich Muscogee), deren Rumpf schon fast vollständig gepanzert war, fertiggestellt. Am 16. April 1865 besetzten Unionstruppen die Stadt, am darauffolgenden Tag löste ein konföderiertes Kommando die Jackson von ihren Ankerplatz und setzte sie in Brand, danach trieb sie flussabwärts und sank bald darauf. Auch die Werft wurde niedergebrannt, ein in der Nähe liegendes (beschädigtes) Kanonenboot, die Chattahoochee wurde ebenfalls von den sich zurückziehenden Konföderierten angezündet, um zu verhindern, dass es dem Feind in die Hände fiel. | - James H. Warner (Naval Iron Works), 1862–1865, - Augustus McLaughlin (Marinewerft), 1862–1865. |
| Savannah | Die konföderierte Marine stationierte wegen der stark exponierte Lage der Stadt dort ein Marinegeschwader und richtete eine Werft ein. Diese wartete und versorgte zu Anfang des Krieges vor allem Blockadebrecher, die zivilen Werftbetriebe von Henry F. Willink beaufsichtigten den Bau mehrerer hölzerner Kanonenboote, der Panzerschiffe Atlanta, Savannah und der Bombarde Georgia. Die Mannschaft der Savannah-Squadron verfügte auch über ein eigenes Hospital. Kohle und Munition wurden aus Charlotte, geliefert, während die Werksmannschaften aus Columbus die Schiffsmaschinen wartete. Als im Dezember 1864 General William T. Sherman's Truppen Savanah besetzten, wurde alle dort liegenden CSN-Einheiten in Brand gesetzt oder versenkt, die Marinewerft wurde evakuiert, alle ihre Vorräte abtransportiert. Die übrigen Werfteinrichtungen wurden ebenfalls niedergebrannt, darunter auch die noch nicht fertiggestellte Milledgeville. Die Matrosen wurden entweder in die Charleston Squadron eingereiht oder den Eisenwerken in Augusta, als Arbeiter zugeteilt. | - Josiah Tattnall, 1861, - Thomas W. Brent, 1862–1863, - Josiah Tattnall, 1862–1865              |

### Florida
| Standort                         | Werft/Marinestation | Stationskommandanten                                                                  |
| -------------------------------- | --- | ------------------------------------------------------------------------------------- |
| Warrington Navy Yard (Pensacola) | Dieser Marinestützpunkt existierte schon seit 1825 und war damals der neunte dieser Art in den Vereinigten Staaten (der einzige der US-Marine am Golf von Mexiko). Ab 1850 verfügte sie dort auch über ein Trockendock. Nach der Abspaltung Floridas geriet die Basis in die Hände der Konföderierten, die sie von 1861 bis 1862 besetzt hielten. Bereits vor der Belagerung von Fort Sumter, am 12. Januar 1861, hatten Floridas und Alabamas Milizverbände unter dem Kommando von Captain James Armstrong die Marinebasis übernommen. Die Soldaten und Seeleute der Union zogen sich nach Fort Pickens auf Santa Rosa Island zurück, es verblieb während des gesamten Krieges unter der Kontrolle der Union blieb und ermöglichte ihnen die Kontrolle über die Einfahrt in die Pensacola Bay, wodurch die Marinebasis von der CSN nicht genutzt werden konnte. Als die Konföderierten im Mai 1862 wieder von dort abrückten, brannte sie den Stützpunkt größtenteils nieder. | - Victor M. Randolph, 1861, - Duncan N. Ingraham, 1861, - Thomas W. Brent, 1861–1862. |

### Alabama
| Standort | Werft/Marinestation | Stationskommandanten                                            |
| -------- | --- | --------------------------------------------------------------- |
| Mobile   | Diese Hafenstadt beherbergte eine der bedeutendsten konföderierten Marinebasen, zusätzlich war hier auch die Mobile Squadron stationiert. Die dortigen Werften bauten u. a. die hölzernen Kanonenboote Gaines und Morgan und rüsteten das Panzerschiff Tennessee und die Panzerbombarden Huntsville, Tuscaloosa, Hashville und Phoenix (deren Rümpfe in Selma hergestellt worden waren) aus. Zusätzlich wurde für Matrosen und Zivilbevölkerung ein Hospital eingerichtet. Mit neu entwickelten Tauchbooten und Torpedos versuchte man zudem die Verteidigung der Mobile Bay zu stärken. Neben der Marinebasis in Selma wurde Mobile direkt von den Werken in Atlanta und Columbus, die Maschinen und anderes Kriegsmaterial lieferten, versorgt. Mobile wurde ab August 1864 von Unionstruppen eingeschlossen und belagert, die Stadt kapitulierte am 12. April 1865. Alle Einheiten der Mobile Squadron wurden vorher versenkt, ihre Besatzungen versuchten danach zu fliehen, wurden aber gefangen genommen und im Mai 1865 auf Ehrenwort aus der Kriegsgefangenschaft entlassen.                                                                                          | - Franklin Buchannan, 1863–1864, - Ebenezer Farrand, 1864–1865. |
| Selma    | Die Stadt liegt direkt am Ufer des Alabama River und verfügte damals über reiche natürliche Ressourcen in seiner unmittelbaren Umgebung. Weiters befanden sich dort eine Gießerei und eine – für ihre gute Qualität bekannte – Geschützfabrik. Der Großteil der dort produzierten Ausrüstung war für die Marine und die Armee in Mobile bestimmt, befriedigte aber auch fast den gesamten Bedarf der CSN an Artilleriemunition. Auf der Werft wurden im Sommer 1862 die Panzerschiffe Huntsville und Tuscaloosa auf Kiel gelegt und im Februar 1863 nach Mobile geschleppt, um dort ausgerüstet zu werden – aber keines von beiden wurde jemals vollständig fertiggestellt. Auch die Tennessee wurde dort gebaut und im Februar 1864 als Flaggschiff der Mobile Bay-Flottille in Dienst gestellt. Die Memphis wurde jedoch beim Stapellauf so schwer beschädigt, dass sie für den Einsatz unbrauchbar wurde. Selma war auch der Standort eines auf privater Initiative gebauten Untersee-Torpedobootes, die Saint Patrick, das die Octarora erfolglos angriff und später versenkt wurde. Selma wurde am 2. April 1865 von der Union eingenommen, die Gießerei dabei zerstört. | - Ebenezer Farrand, 1863, - Catesby ap R. Jones, 1863–1865.     |

### Mississippi
| Standort             | Werft/Marinestation | Stationskommandanten |
| -------------------- | --- | -------------------- |
| Yazoo City Navy Yard | Diese Marinewerft entstand nach dem Fall von New Orleans und Memphis, als sich die Einheiten der CSN den Yazoo River hinauf zurückziehen musste. Commander Brown rekrutierte Mechaniker, Maschinisten und versklavte Arbeiter aus ganz Mississippi, um im Sommer 1862 eine neue Werft in Yazoo City zu errichten und dort wenig später das Panzerschiff Arkansas fertigstellen zu können. Außerdem erweiterte Brown die Werft um einige Sägemühlen, Werkstätten, Tischlereien und Schmieden. Im Jahr 1863 beaufsichtigte Thomas Weldon den Bau von drei weiteren Panzerschiffen – keines davon wurde jedoch fertiggestellt. Als sich US-Admiral David D. Porters Geschwader am 20. Mai 1863 der Marinebasis näherte, wurde sie von seiner Besatzung vor ihrem Abzug niedergebrannt. | - Isaac N. Brown     |

### Louisiana
| Standort             | Werft/Marinestation | Stationskommandanten                                                                                                  |
| -------------------- | --- | --- |
| New Orleans          | Die Marineanlagen in New Orleans bestanden aus zivilen Werften, die dort seit Beginn des Krieges betrieben wurden, deren Organisation war dementsprechend dezentralisiert. Dennoch wurden weitere Schiffsbaueinrichtungen geschaffen, um die bestehenden zu ergänzen. Die John Hughes-Werft in Algiers baute zahlreiche Flussdampfer für den Kriegseinsatz um, weiters wurden dort die Panzerschiffe Louisiana und Mississippi von den Privatwerften E.C. Murray bzw. Asa & Nelson Tift, beide in Jefferson City, auf Kiel gelegt. Auch zur Herstellung von Artillerieequipment wurden die dortigen Eisenwerke genutzt. Um diese zu erweitern, richtete man ein Krankenhaus und für Seeleute eine Hulk (die St. Philip) sowie ein Labor zur Herstellung von Kampfmitteln, Bordmaterial und Munition ein. Die Werften und Marineanlagen fielen im April 1862 in die Hände der Unionstruppen, die noch unfertigen Panzerschiffe wurden zerstört. | - Lawrence Rousseau, März 1861, - George N. Hollins, August 1861, - William C. Whittle, 29. März 1862-25. April 1862. |
| Shreveport Navy Yard | Die Marinewerft wurde 1862 nach der Eroberung von New Orleans gegründet, sie baute das Panzerschiff Missouri und mehrere Torpedoboote, die allerdings nie im Kampf eingesetzt wurden. Darüber hinaus rüstete, reparierte und lieferte die Werft mehrere Wasserfahrzeuge an die Marine und Armee, darunter die W. H. Webb und für die Armee die Flussdampfer Mary T. und Grand Duke. Oberleutnant Jonathan H. Carter kapitulierte am 3. Juni 1865 und übergab die Werft, zusammen mit der Missouri und mehreren Transportern, an die Unionstruppen, die das Areal am 7. Juni besetzten. | - Jonathan H. Carter                                                                                                  |

### Tennessee
| Standort | Werft/Marinestation | Stationskommandanten |
| -------- | --- | -------------------- |
| Memphis  | Die Stadt wurde von Mathew Fontaine Maury als Standort einer Werft vorgeschlagen und 1843 dafür von einer Kommission geprüft. Ihr Bau begann 1845, wurde jedoch nie ganz abgeschlossen, die dortigen Einrichtungen wurden später nur rudimentär erweitert. 1854 wurde sie wieder geschlossen und das Areal an die Stadt Memphis zurückgegeben. Nach der Sezession gründete der Unternehmer John T. Shirley dort eine neue Werft und legte zwei Panzerschiffe auf Kiel, die Tennessee und die Arkansas, die erst etwas später am Yazoo River fertiggestellt werden konnte. Memphis wurde im Juni 1862 von der Union besetzt. | John T. Shirley      |

## Flottillen
Die Flotte war, in „Squadrons“ aufgeteilt, stationiert waren sie entlang der Atlantikküste und den großen Flüssen:
- James River-Squadron (Flüsse in Virginia), Captain John Mitchell,
- Wilmington Squadron
- North Carolina-Squadron
- Charleston-Squadron
- Savannah-Squadron (Flüsse in Georgia)
- Mobile-Squadron
- Galveston-Squadron
- Mississippi River-Squadron (Flüsse in Mississippi)
- Red-Squadron (Flüsse in Texas und Oklahoma)

Jedes Geschwader wurde üblicherweise von einem Offizier im Rang eines Captains kommandiert.

### Virginia State Navy
Die Provisorische Marine von Virginia wurde am 27. April 1861 gegründet, als der Staat aus der Union austrat. Die Verordnung sah die Einberufung von zweitausend Seeleuten und Marinesoldaten für drei bis vier Jahre vor. Zum Oberbefehlshaber der Land- und Seestreitkräfte Virginias wurde Robert E. Lee ernannt. Sein Stellvertreter war Commander French Forrest, ein ehemaliger Offizier der United States Navy. Ihr Hauptquartier war der Marinestützpunkt in Norfolk, der zuvor von den Streitkräften der Union aufgegeben worden war. Aufgrund des Mangels an Kriegsschiffen wurden die meisten ihrer Seeleute beim Bau und der Besetzung von Hafen- und Küstenverteidigungsbatterien eingesetzt. Später beschlagnahmte das Marineministerium die Fregatte United States, darüber hinaus kaufte Virginia mehrere Dampfschiffe, darunter die Empire, Northampton, Thomas Reaney, Jamestown und die Yorktown, die als Flaggschiff der späteren „James River Squadron“ in Patrick Henry umbenannt wurde. Als Virginia den Konföderierten Staaten von Amerika beitrat, ließ Gouverneur John Letcher am 6. Juni 1861 per Proklamation „alle Offiziere, Seeleute und Marinesoldaten der Provisorischen Marine von Virginia“ in die Marine der Konföderierten Staaten versetzen.

## Medien
- YouTube: From Ironclad to Artifact: The Journey of the CSS Georgia